# Limes Britannicus

Hauptverkehrswege in Britannien Mitte des 2. Jahrhunderts

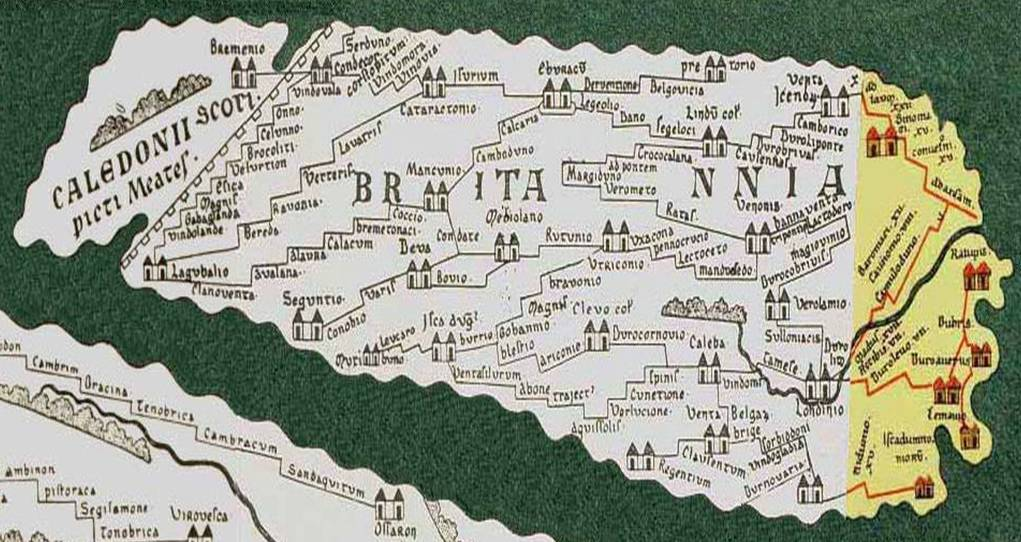
Britannien auf der Tabula Peutingeriana, erhalten hat sich nur der gelb markierte Teil, der Rest wurde 1887 von Konrad Miller ergänzt

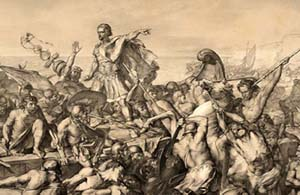
Cäsars erste Landung in Britannien, Zeichnung von Edward Armitage

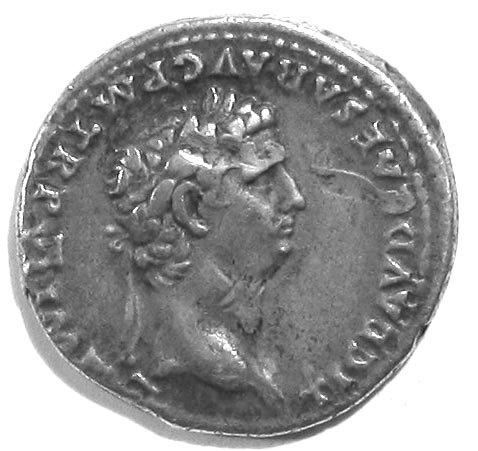
Münzporträt des Claudius

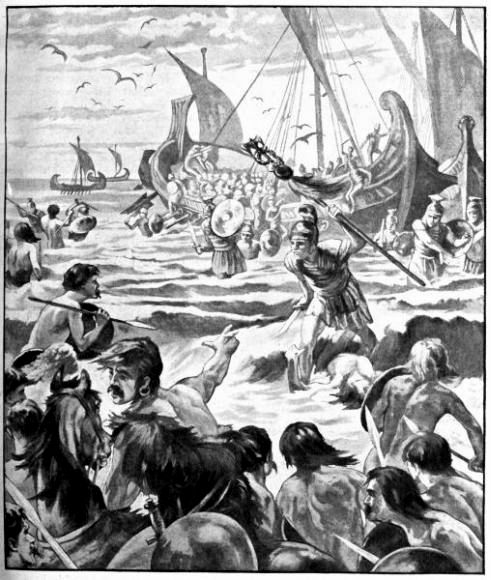
Landung der Römer an der Küste von Kent (Cassell's History of England)

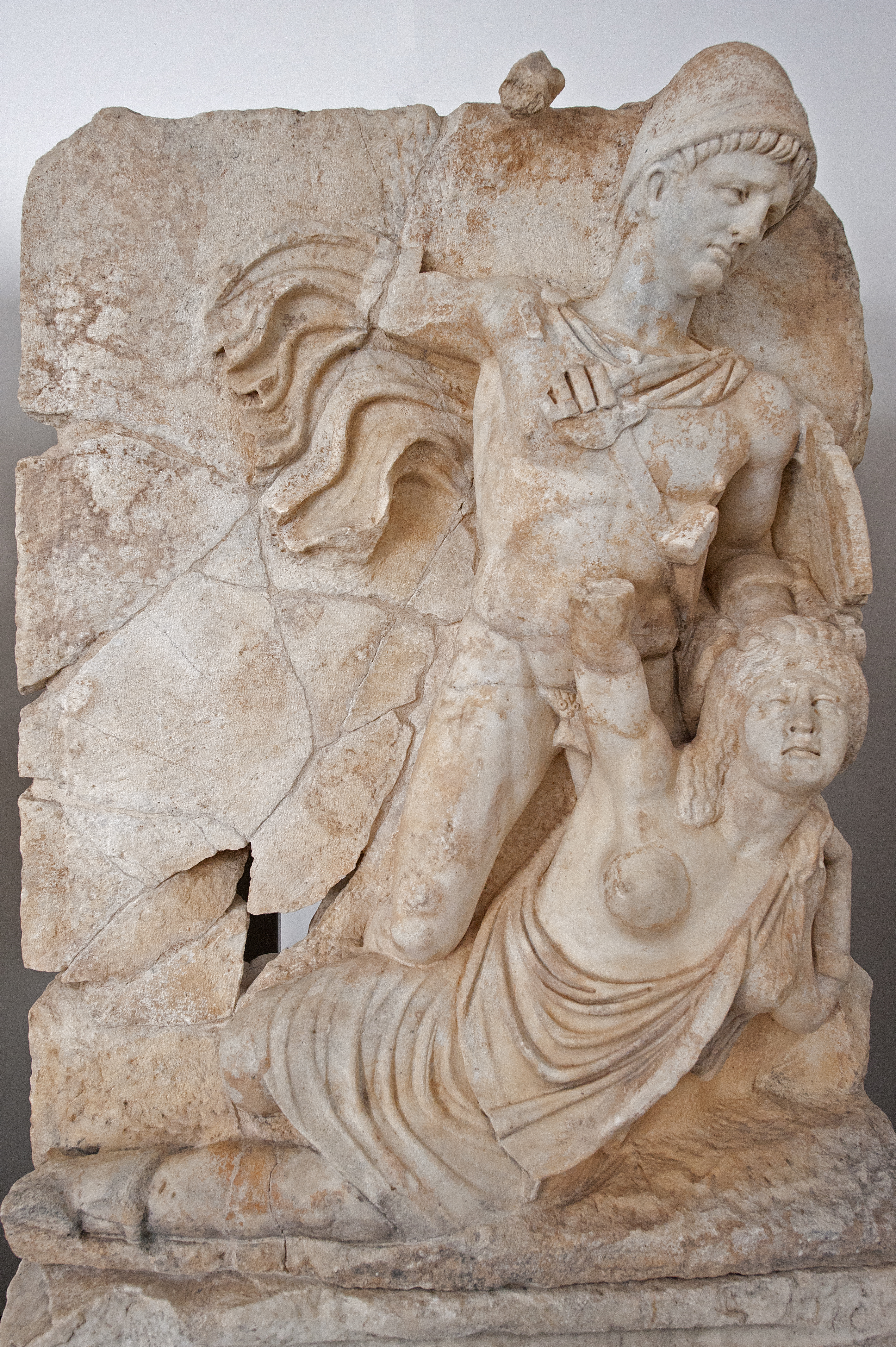
Claudius unterwirft die Britannia, Relief aus dem 1. Jahrhundert im Aphrodisias Museum

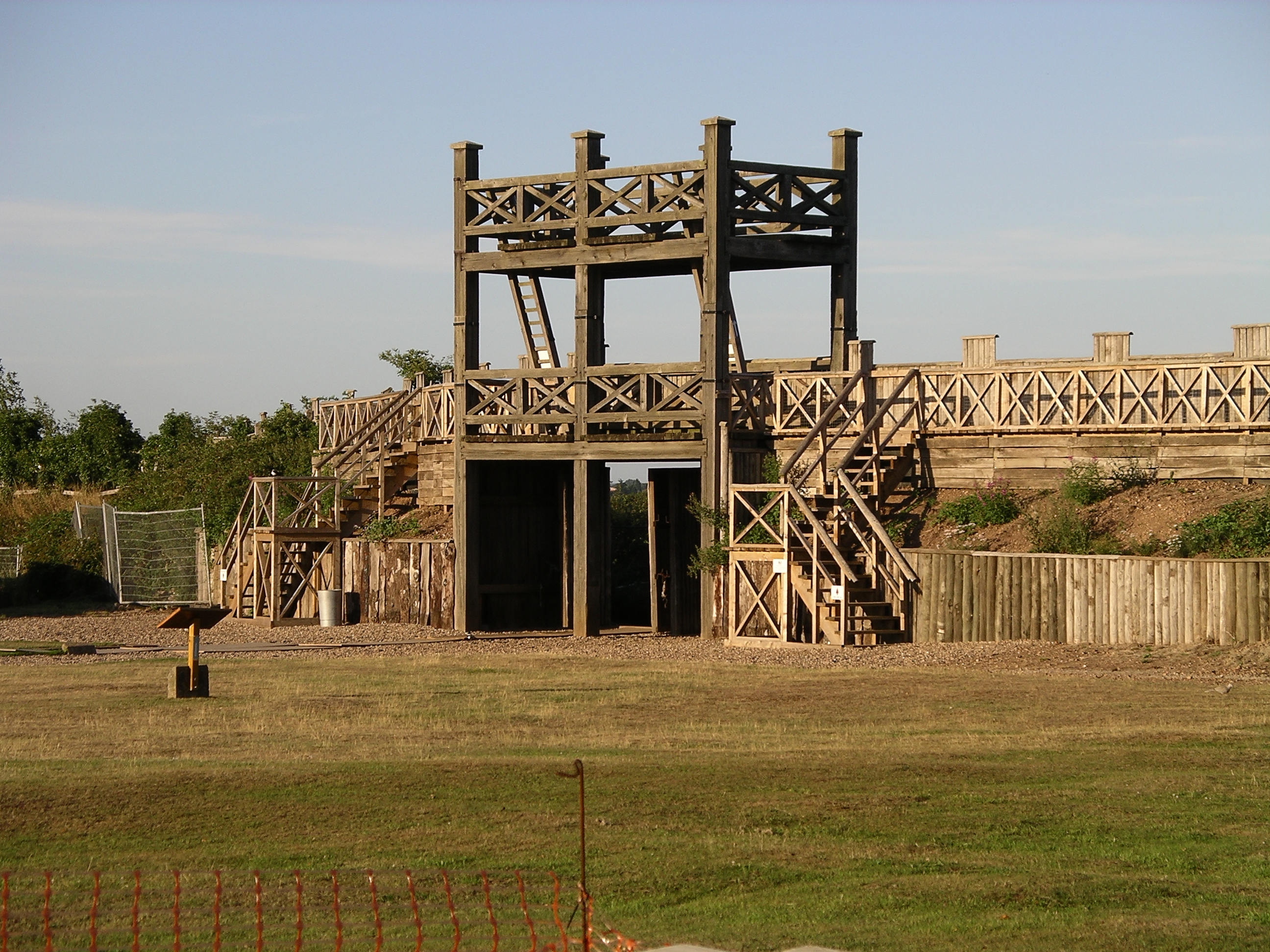
Midlands: Rekonstruktion des Haupttors des Holz-Erde-Kastells von Lunt bei Baginton nahe Coventry

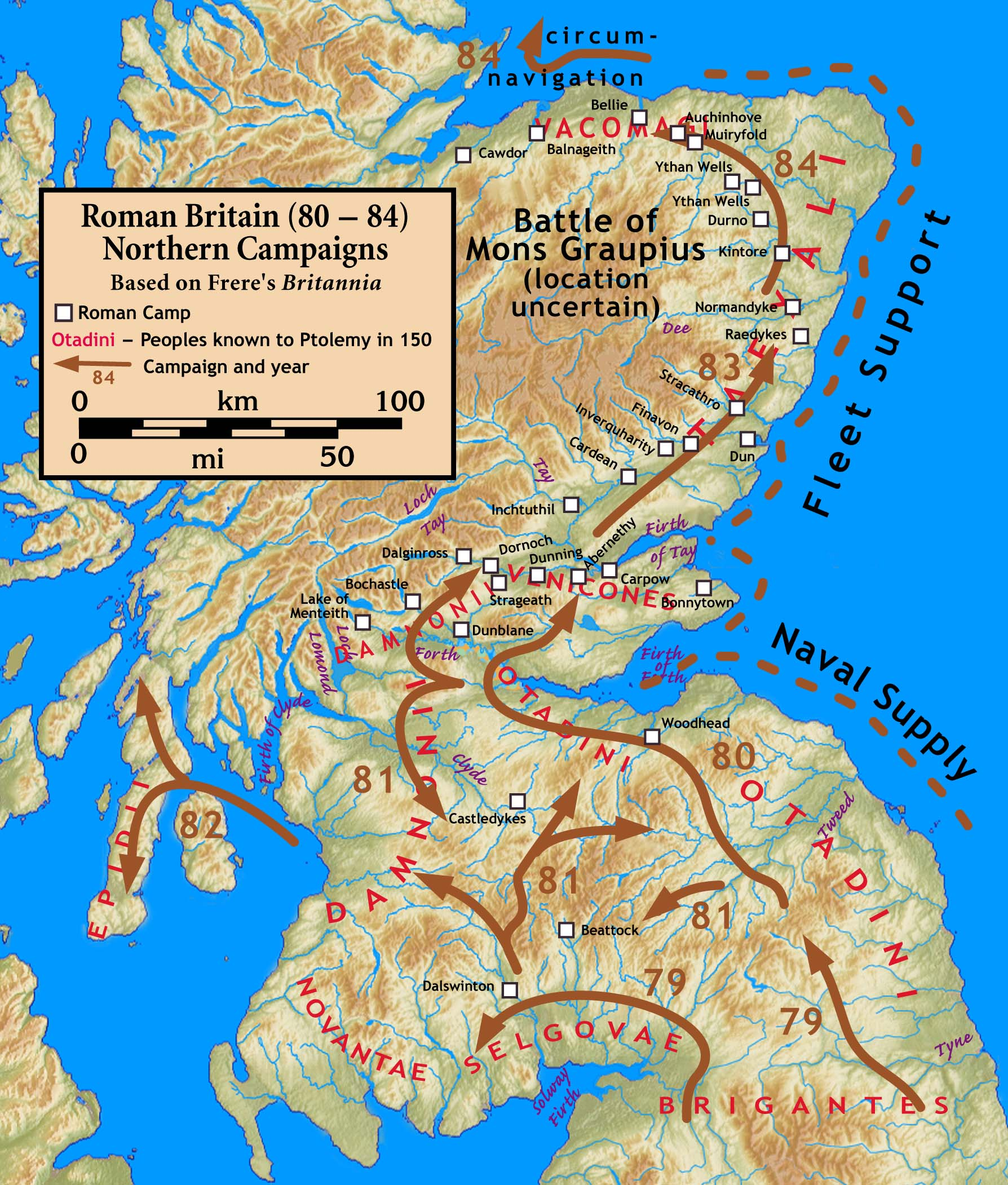
Norden: Feldzüge des Agricola

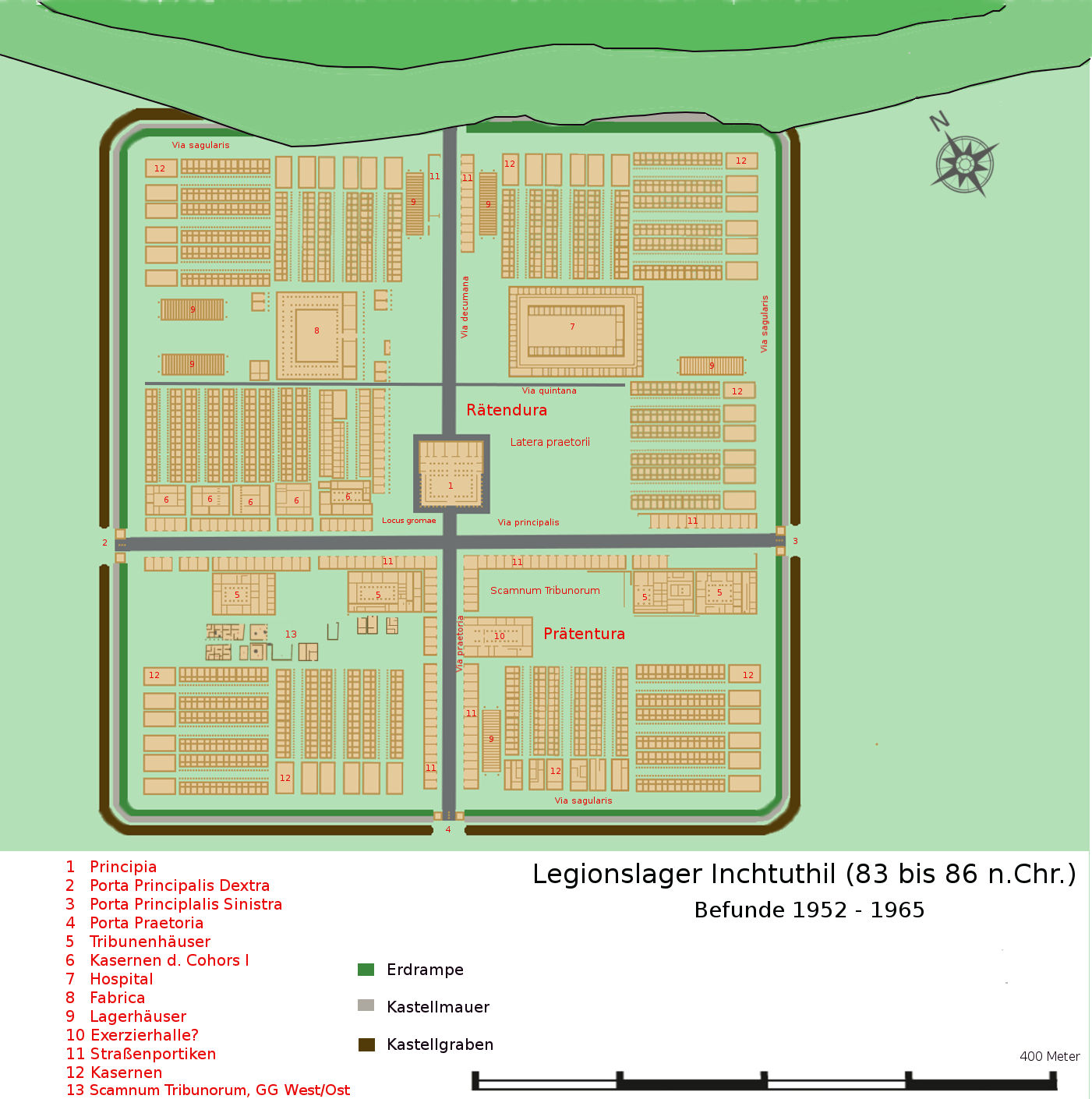
Norden: Befundskizze Legionslager Inchtuthil (83-86 n. Chr.)

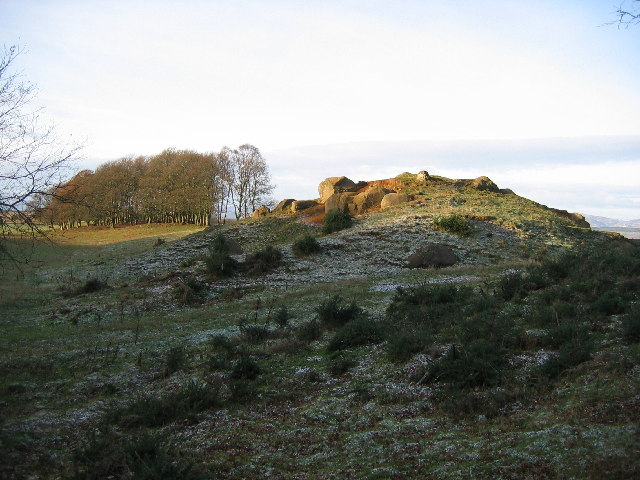
Norden: Reste des römischen Wachturms Gask House (Gask Ridge)

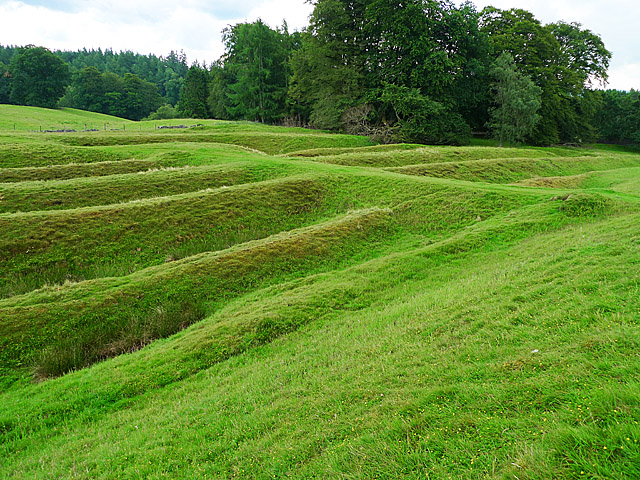
Norden: Erdwälle und Gräben des Gask Ridge-Kastells Ardoch

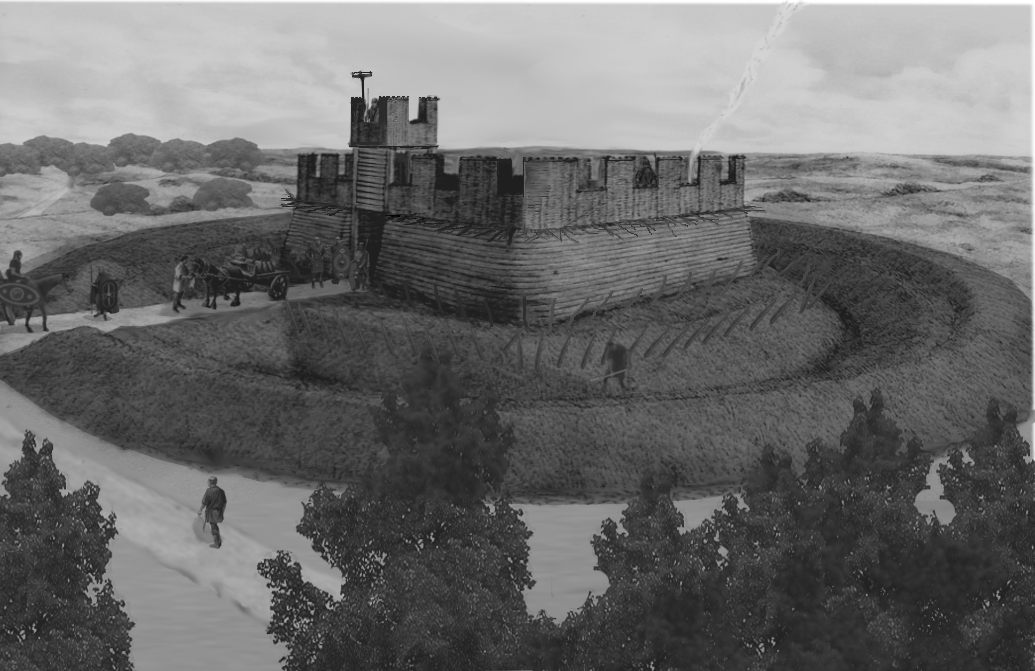
Norden: Rekonstruktionsversuch eines Holz-Erde-Kleinkastells der Gask Ridge,
(1. Jahrhundert n. Chr.)

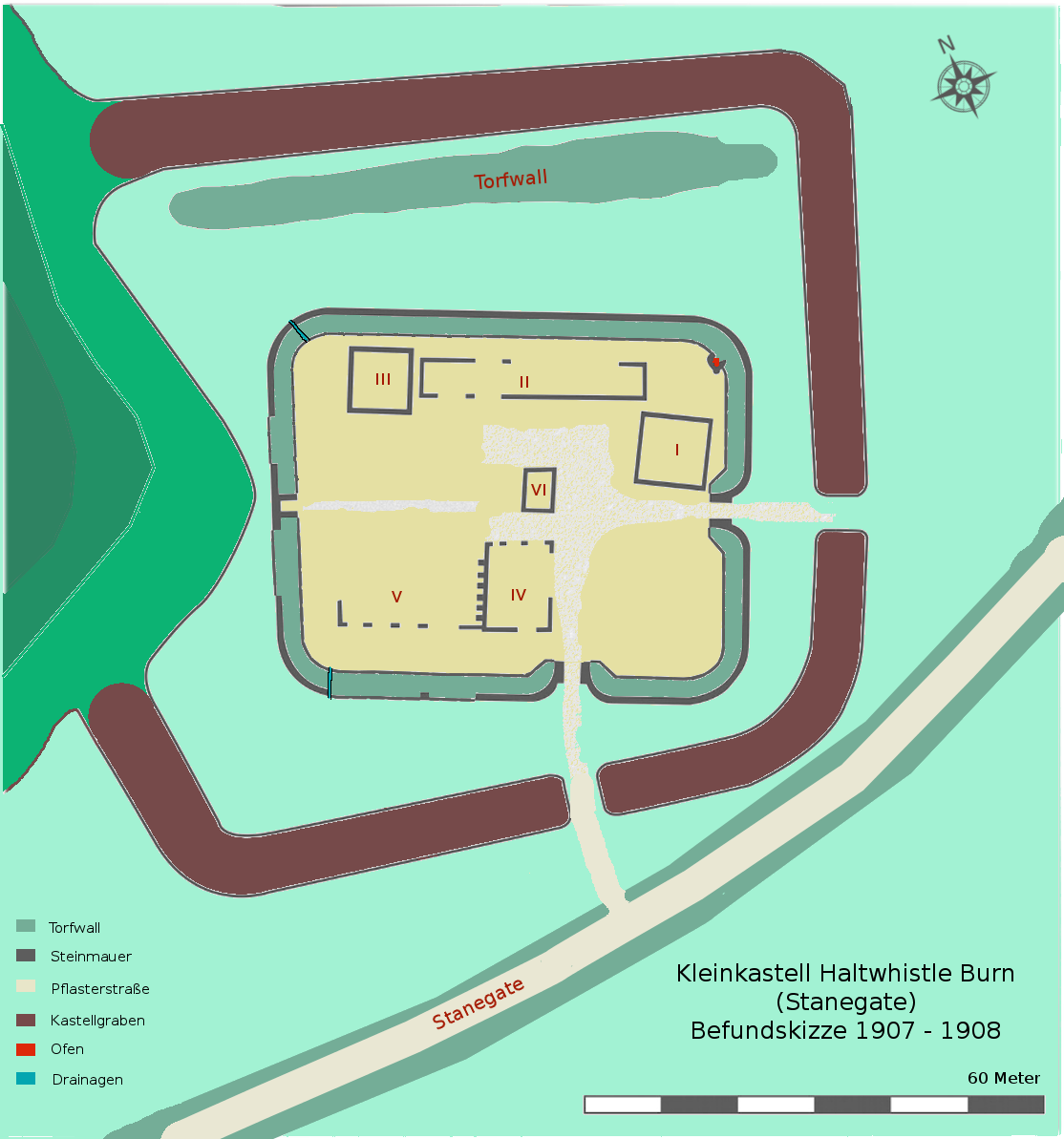
Befundskizze des Kleinkastell Haltwhistle Burn (Stanegate)

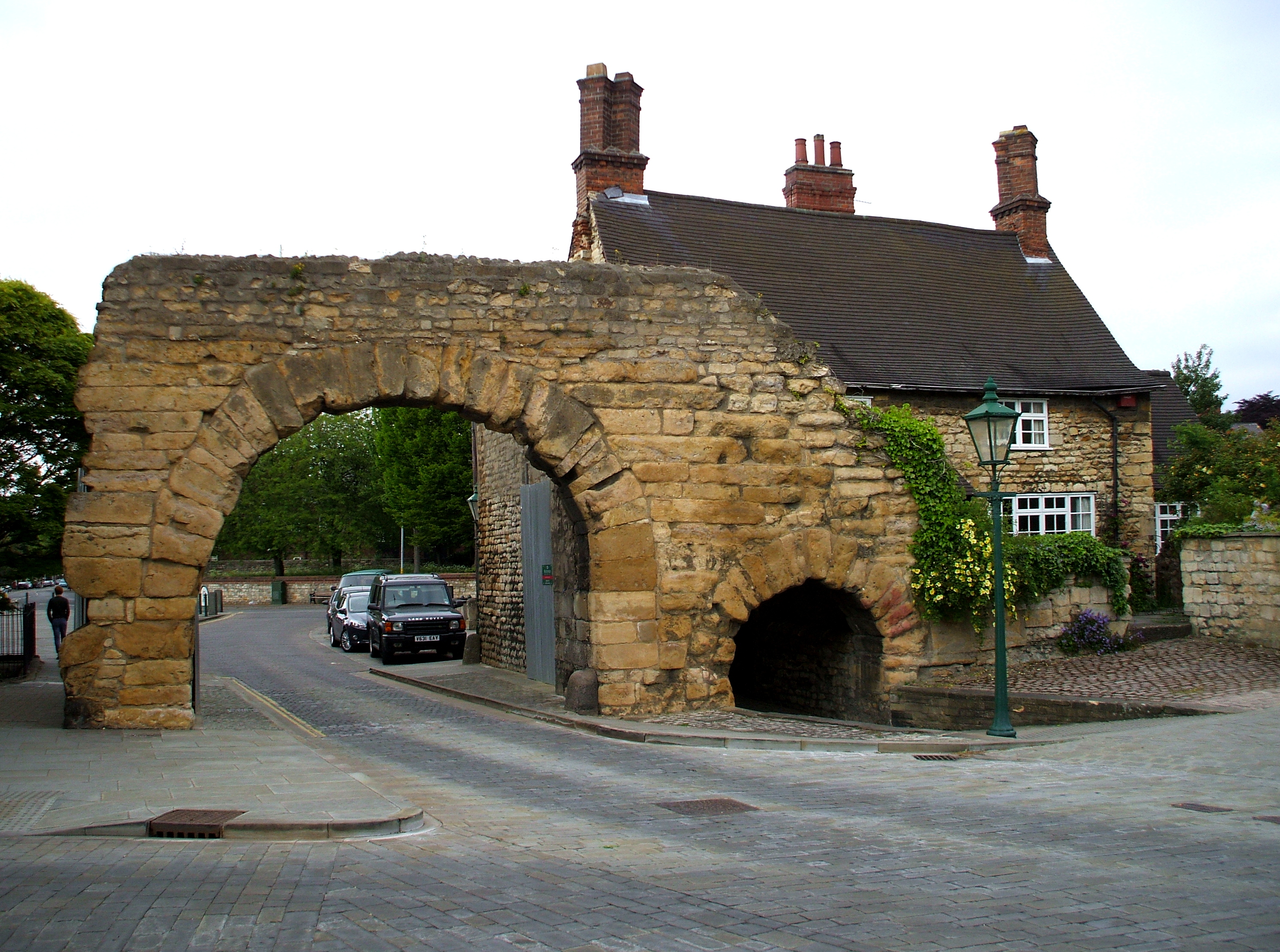
Ruine des römischen Nordtores von Lindum (Newport Arch)

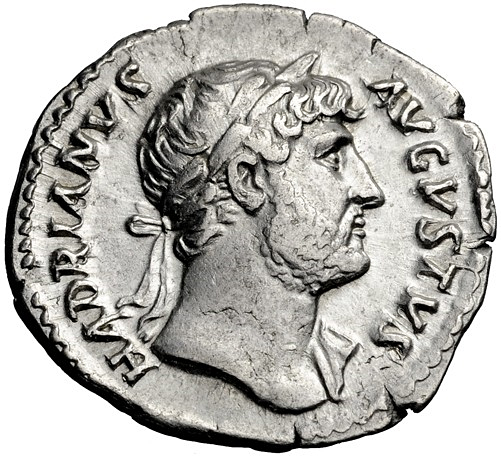
Hadrian

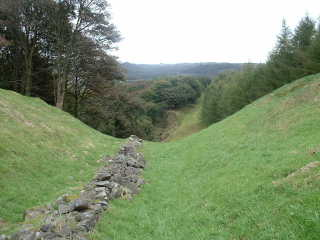
Norden: Der Antoninuswall beim Barr Hill zwischen Twechar und Croy

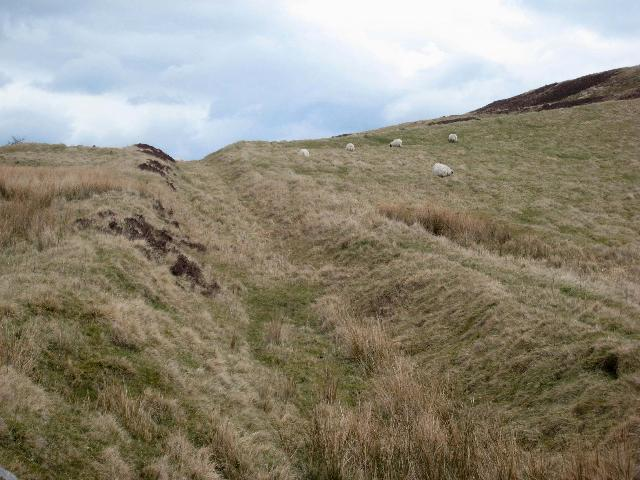
Norden: Der Stanegate bei Vindolanda

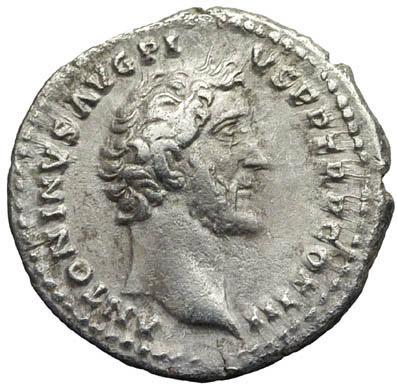
Antoninus Pius

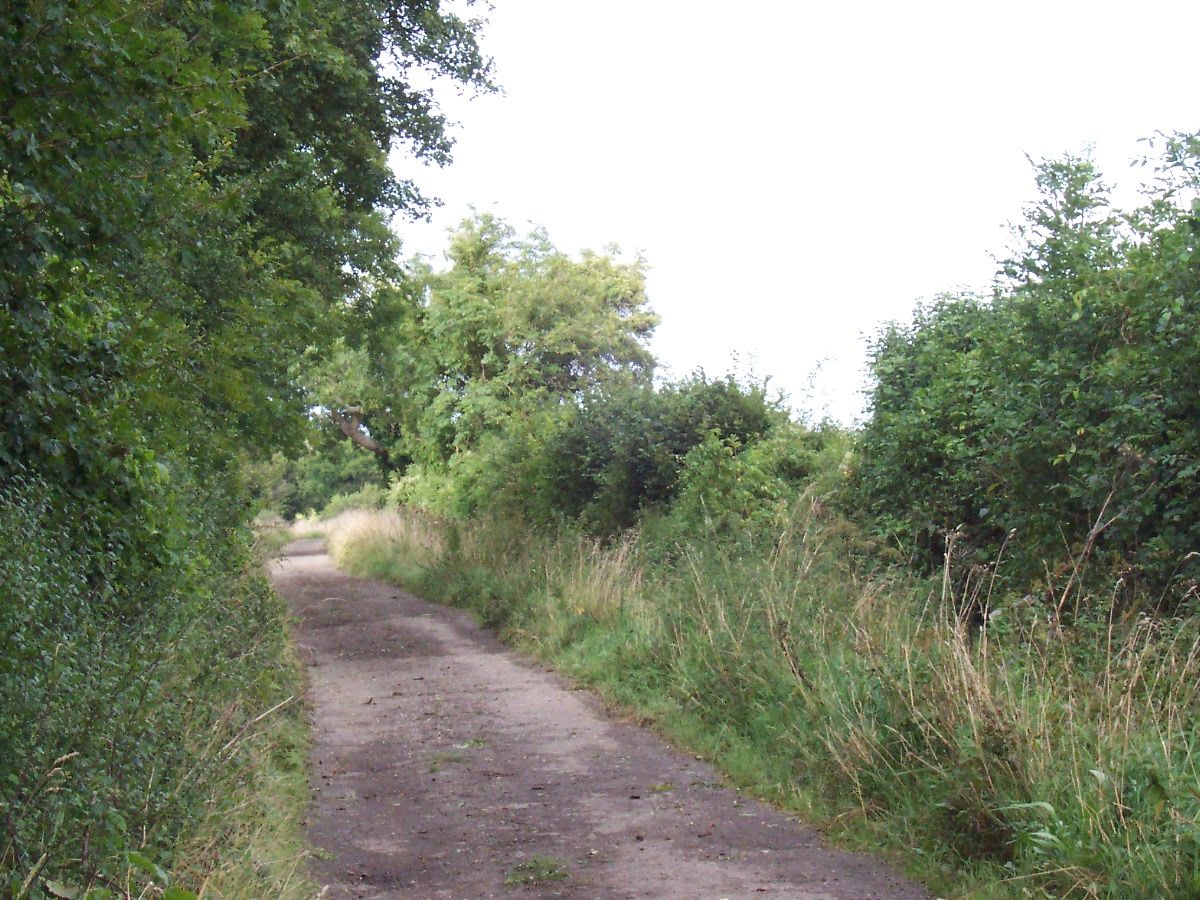
Teilstück des Fosse Way (Nebenstraße nördlich der M4)

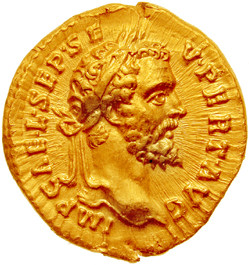
Septimius Severus

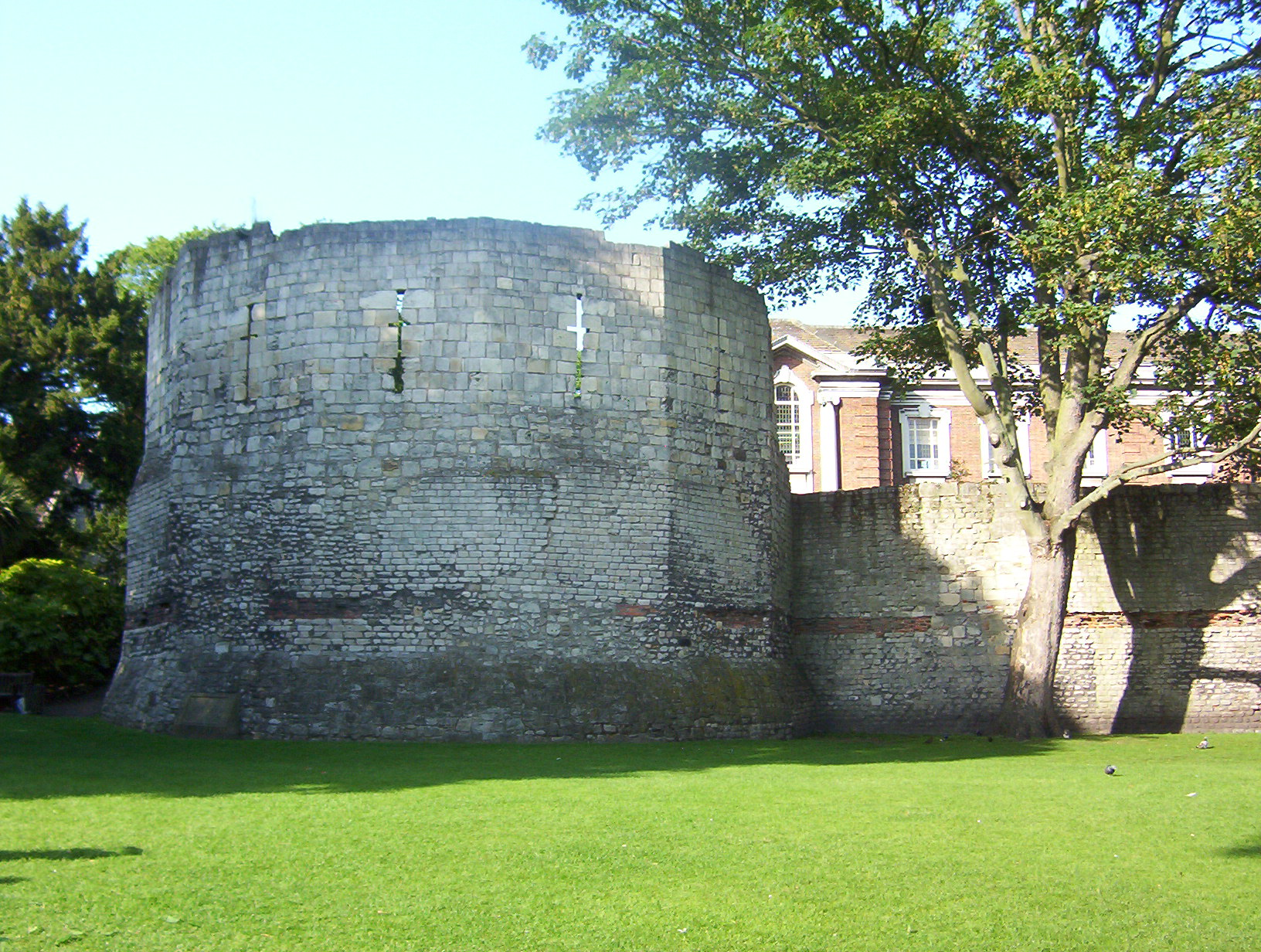
Norden: Spätantiker Eckturm an der Westmauer des Legionslagers Eburacum

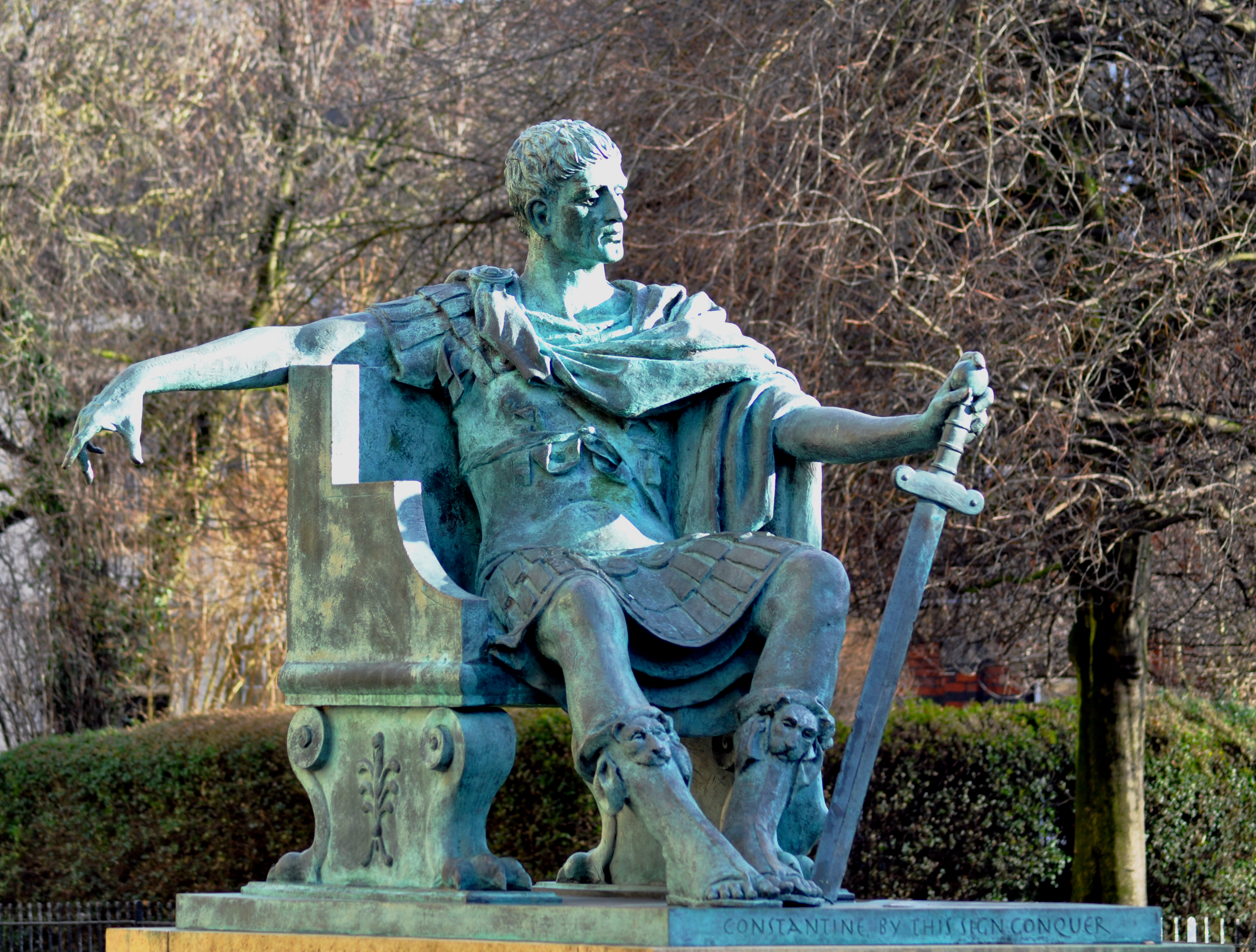
Standbild von Konstantin I. in York

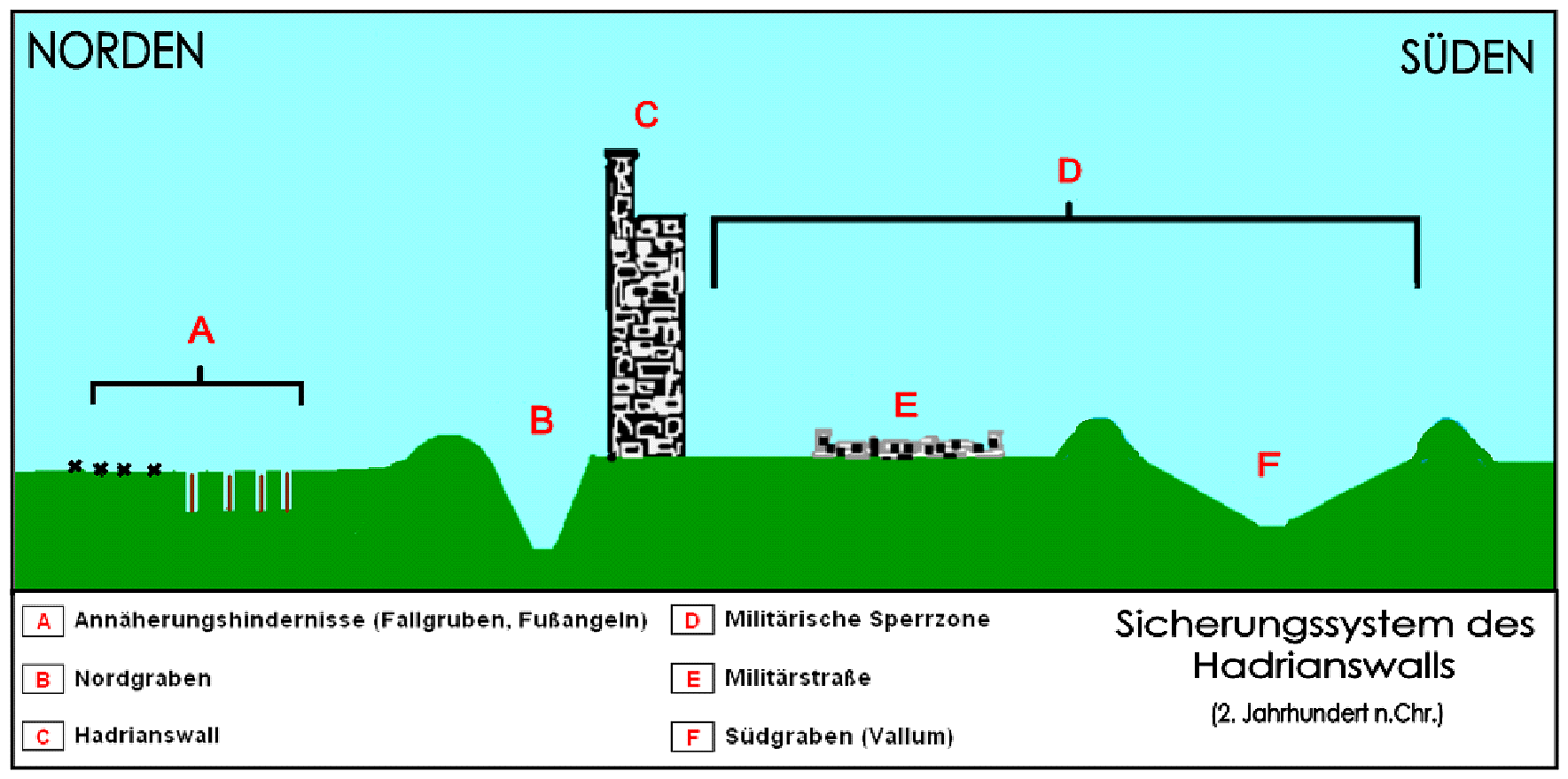
Norden: Schnitt durch die Sperranlagen des Hadrianswalles

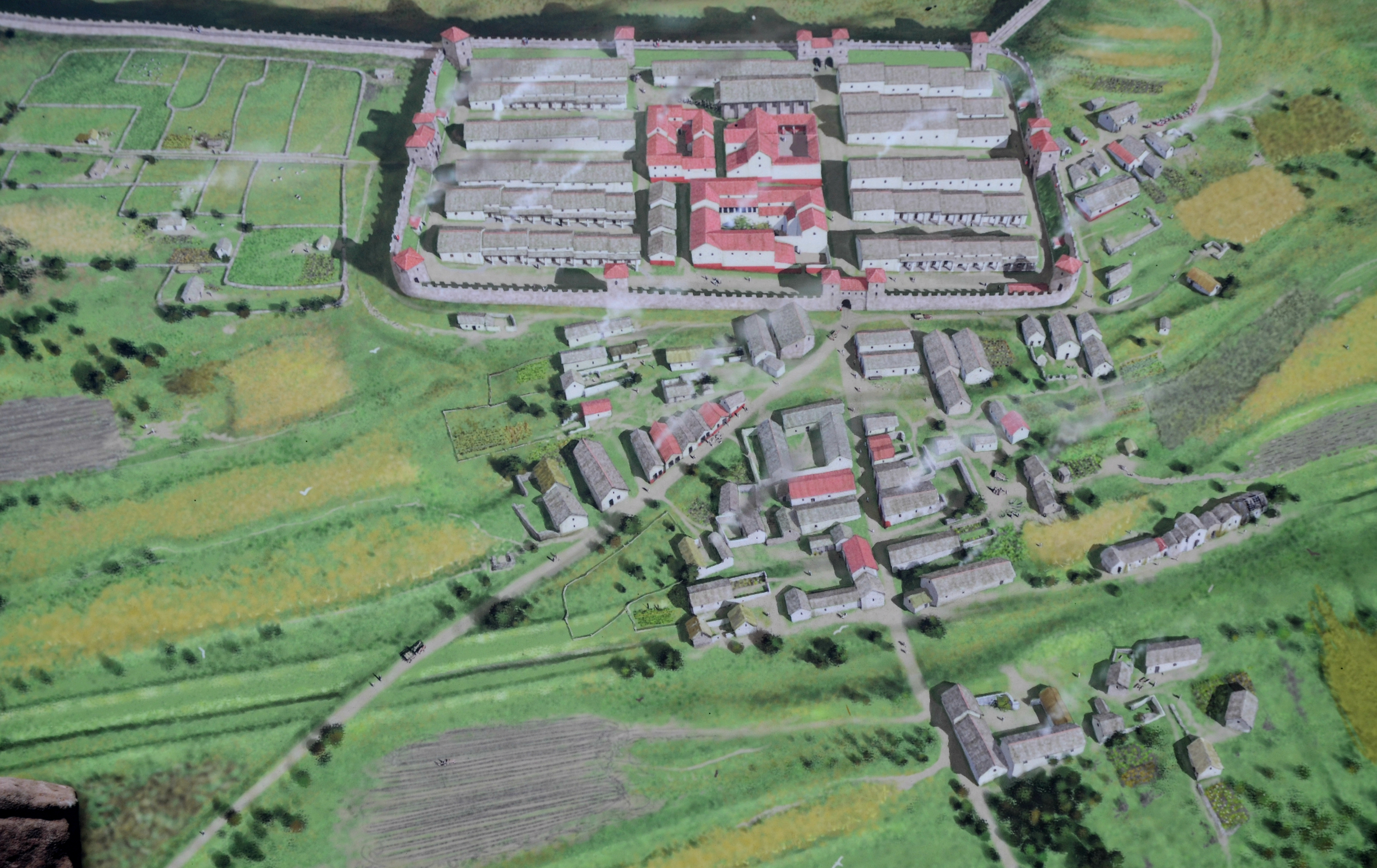
Norden: Kastell Housesteads und sein Vicus, Zustand im 2. Jahrhundert

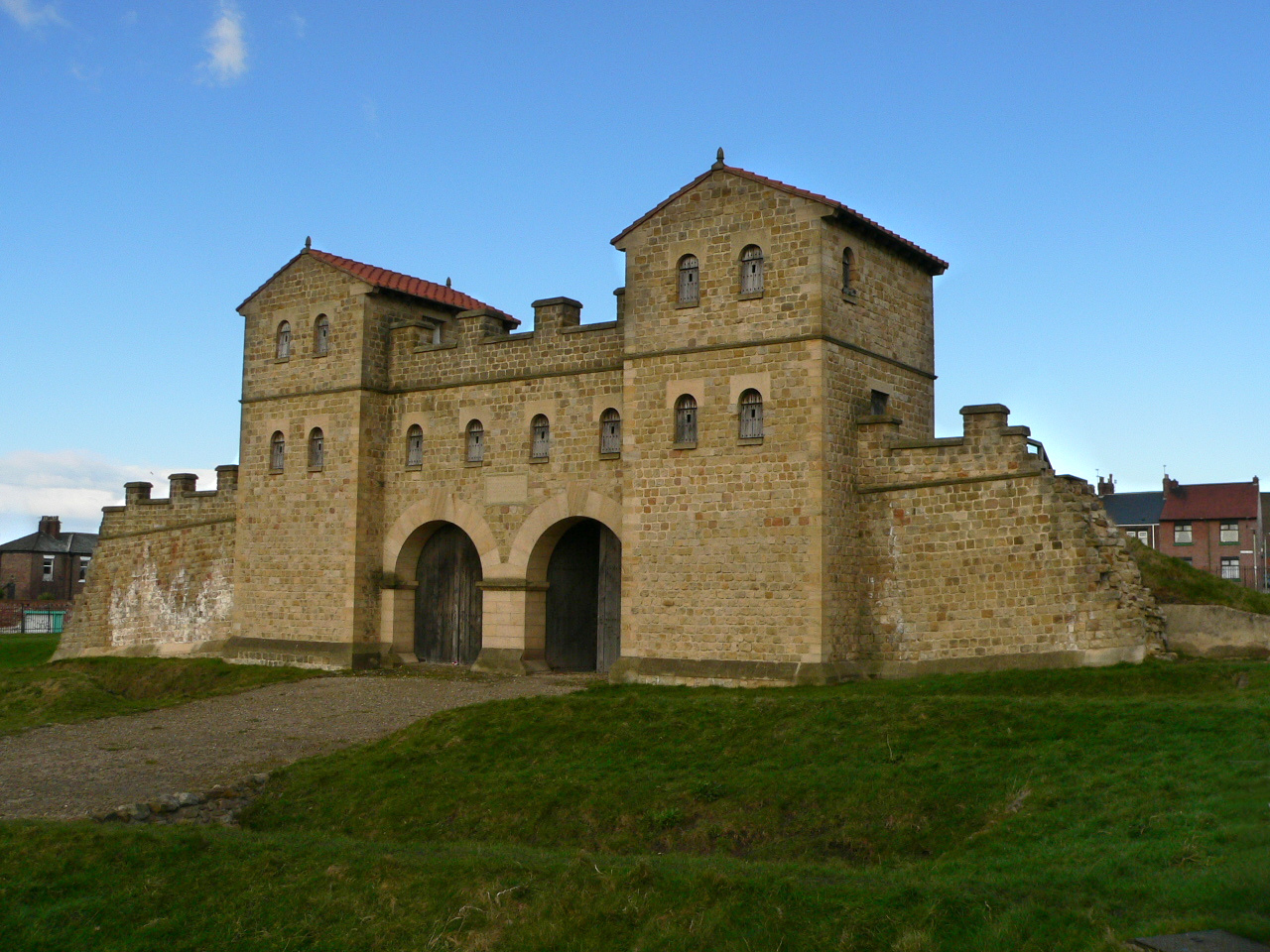
Norden: Das wiederaufgebaute Westtor von Arbeia

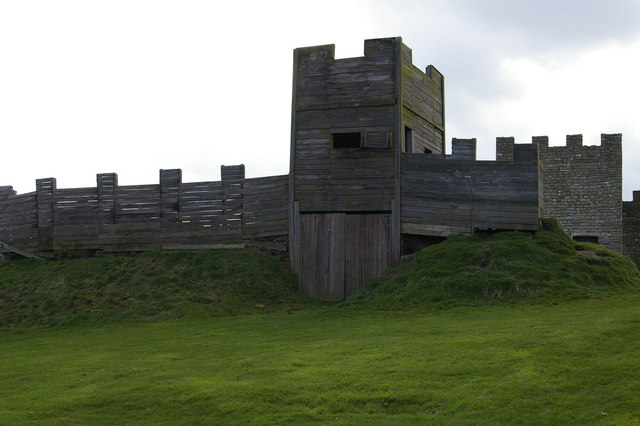
Norden: Rekonstruierter Holzturm in Vindolanda

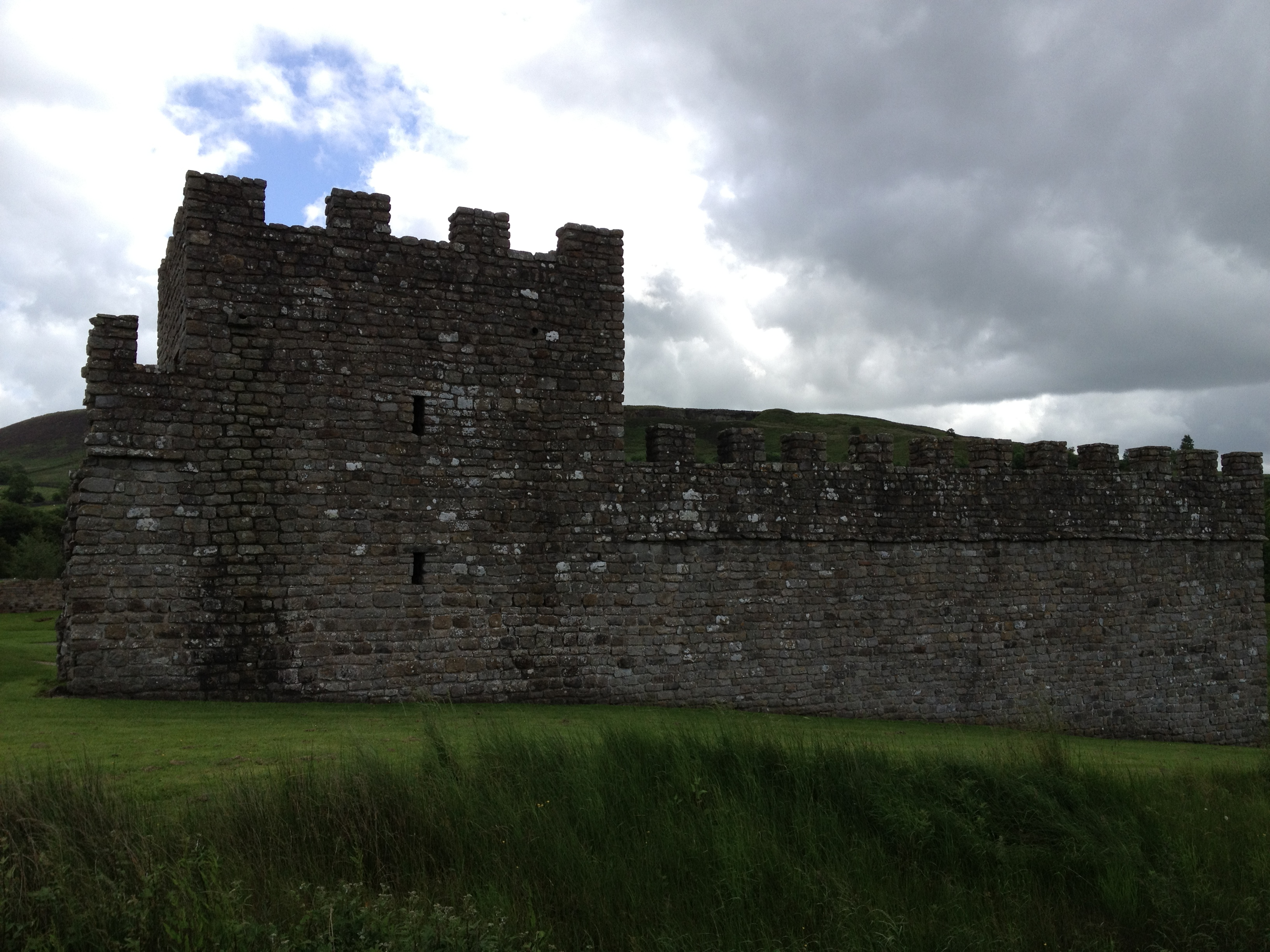
Norden: Rekonstruierter Steinturm in Vindolanda

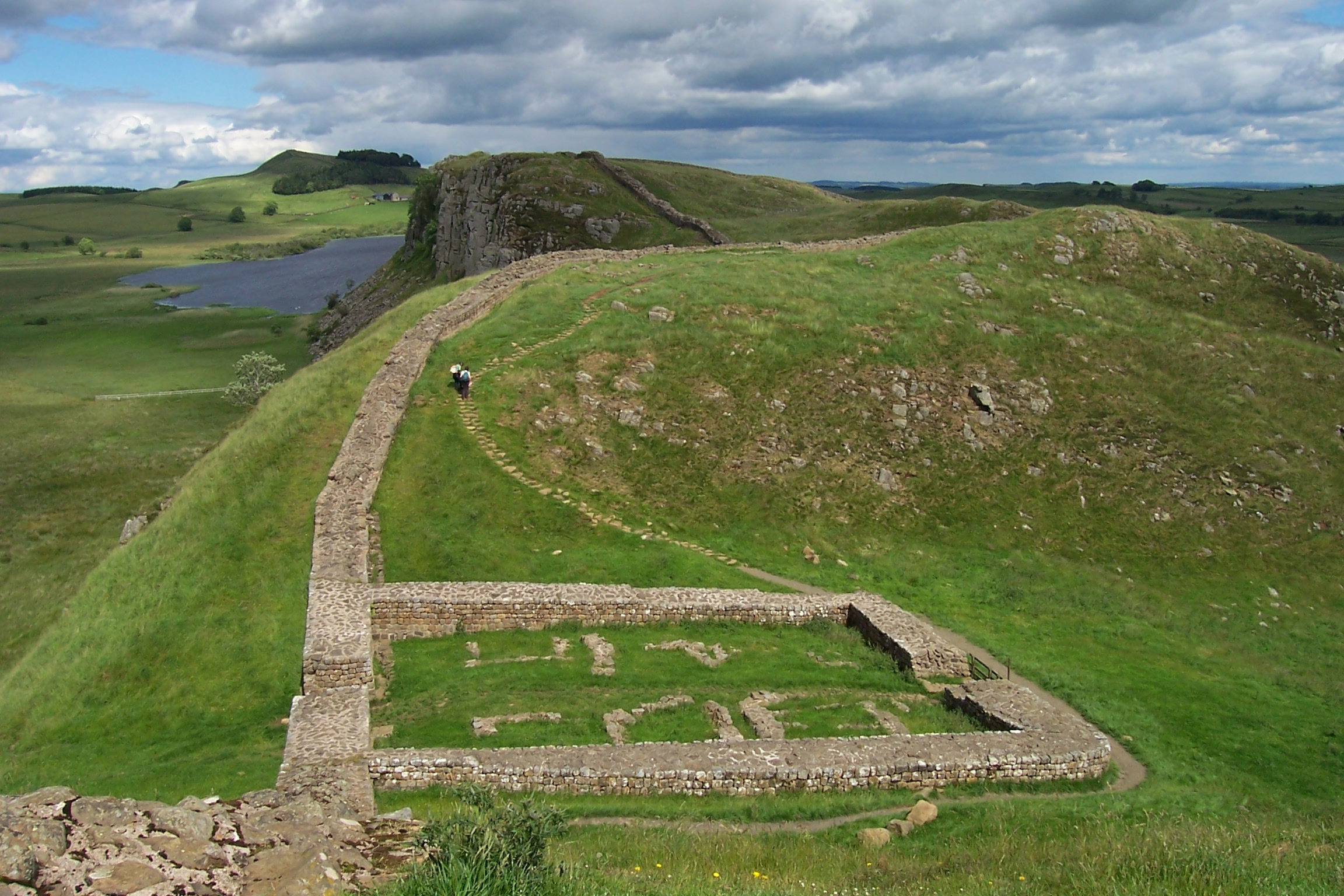
Norden: Die Ruine des Meilenkastelles 39 (Castle Nick) im Mittelteil des Hadrianswalles

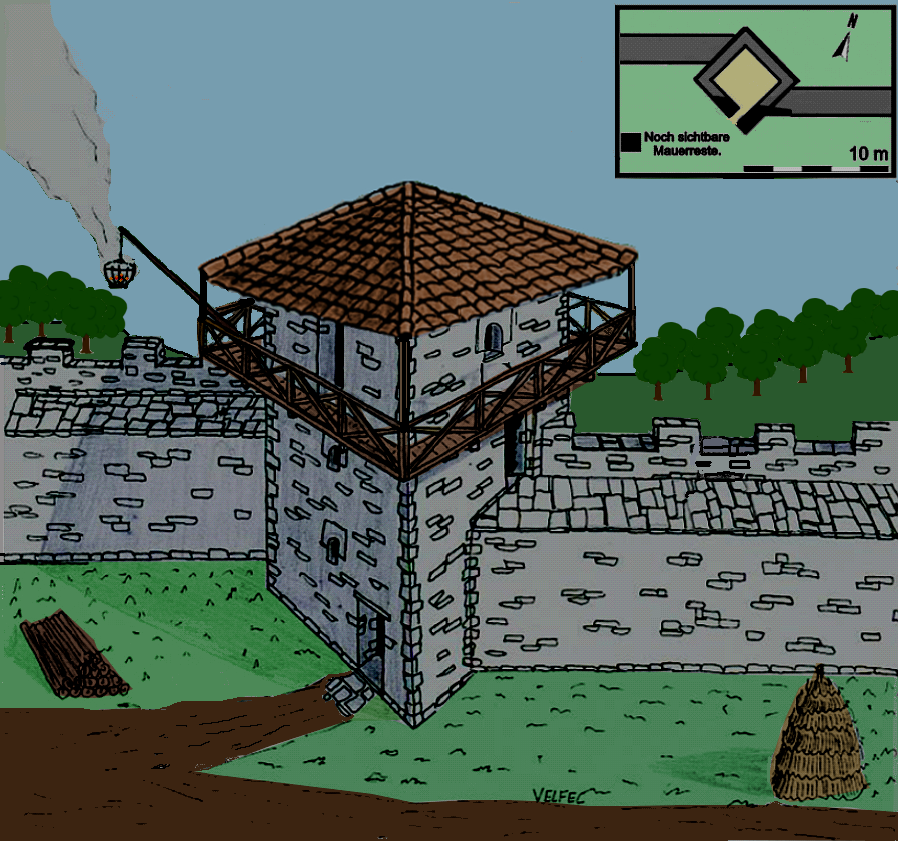
Norden: Rekonstruktionsversuch des Signalturms am Pike Hill, Zustand im 2. Jahrhundert

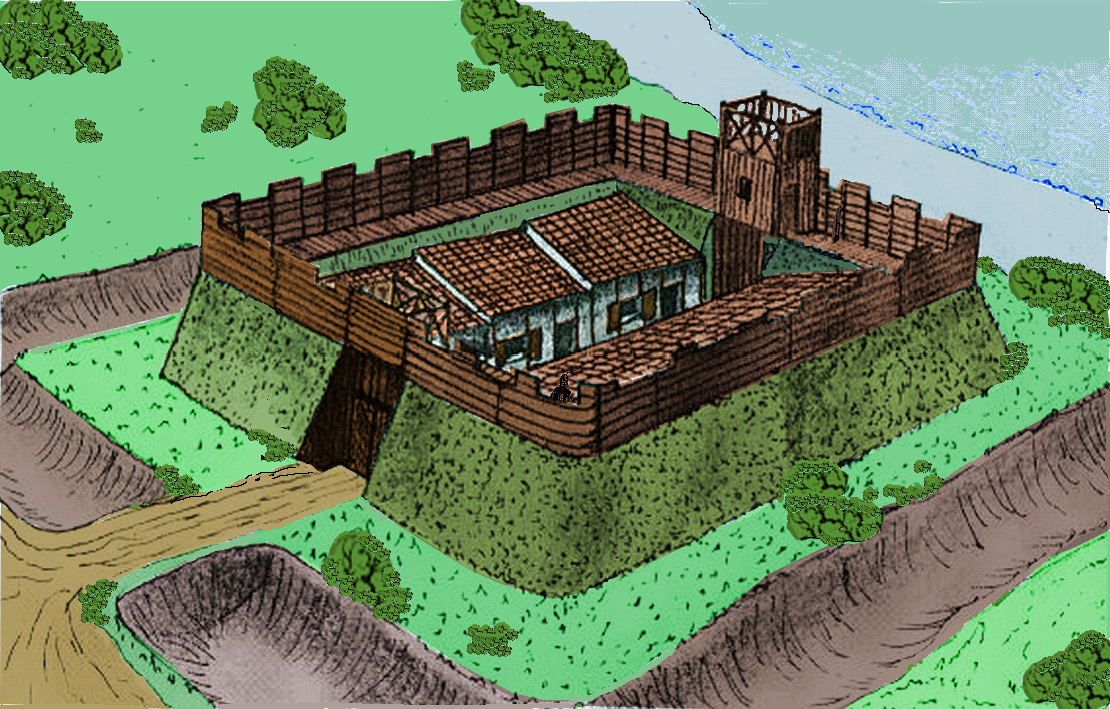
Norden: Rekonstruktionsversuch des Kleinkastells 21, Swarthy Hill, an der Küste von Cumbria, 2. Jahrhundert

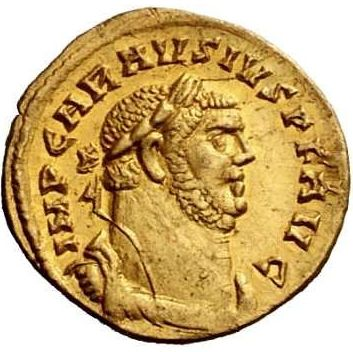
Carausius

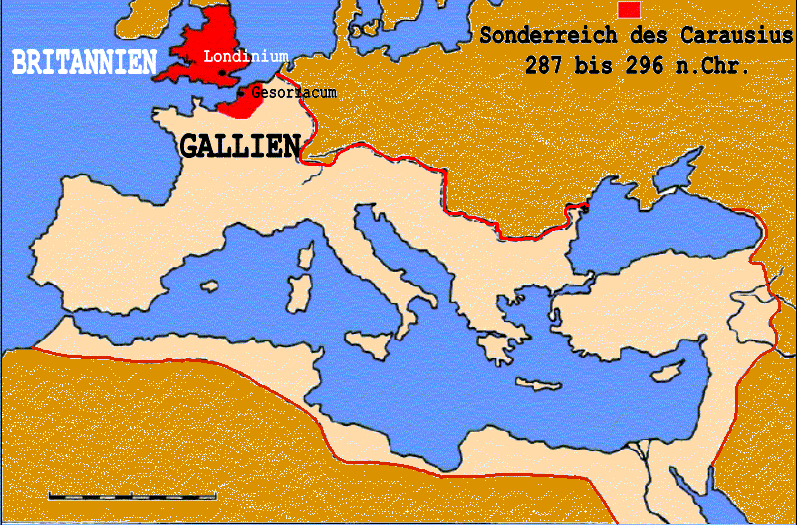
Territorium des Britannischen Sonderreiches am Ende des 3. Jahrhunderts

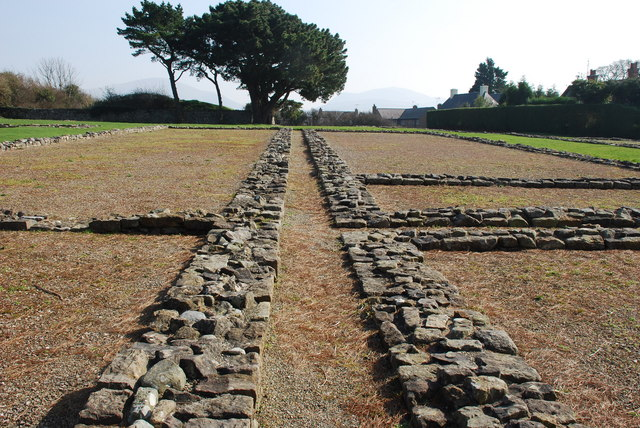
Westen: Reste der Mannschaftskasernen im Kastell Segontium

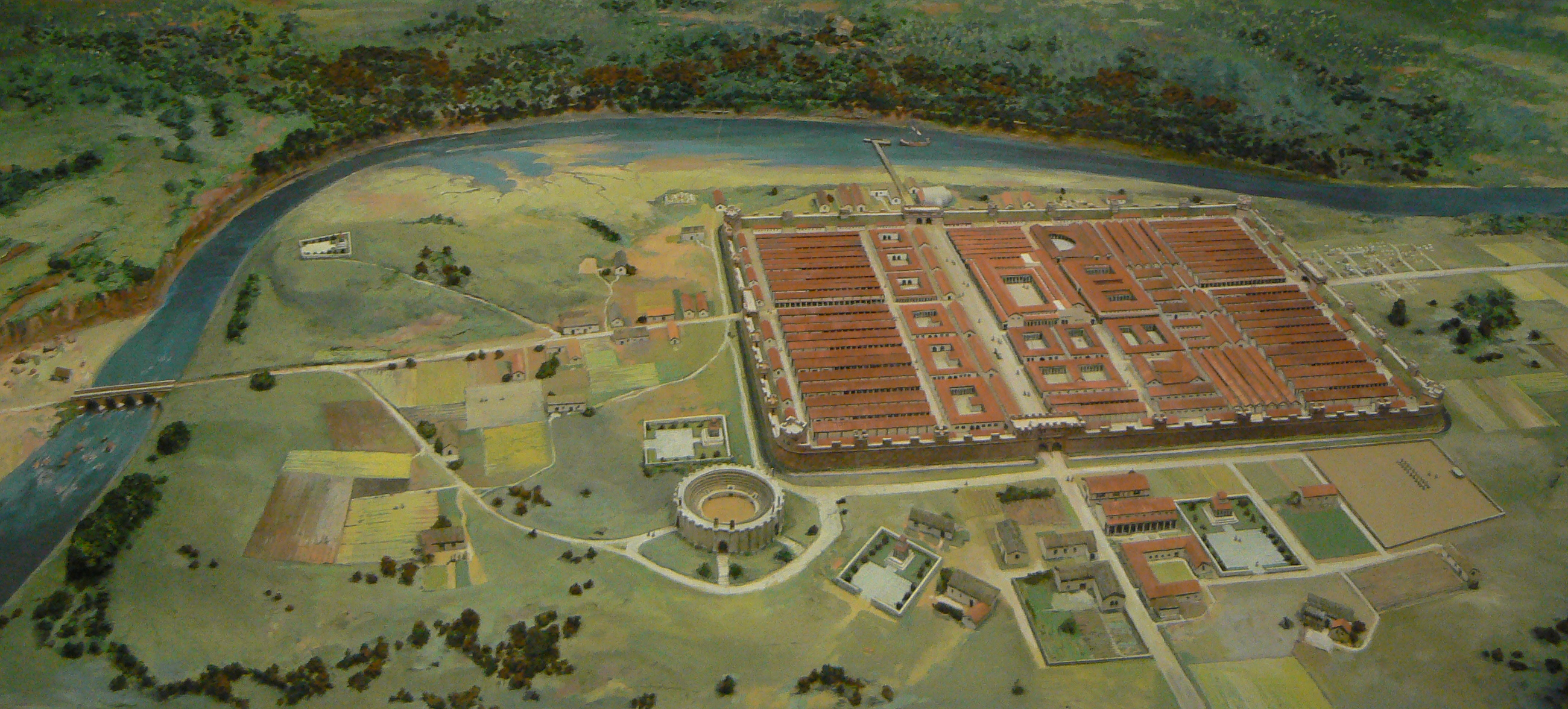
Westen: Diorama des Legionslagers von Deva (Grosvenor Museum, Chester)

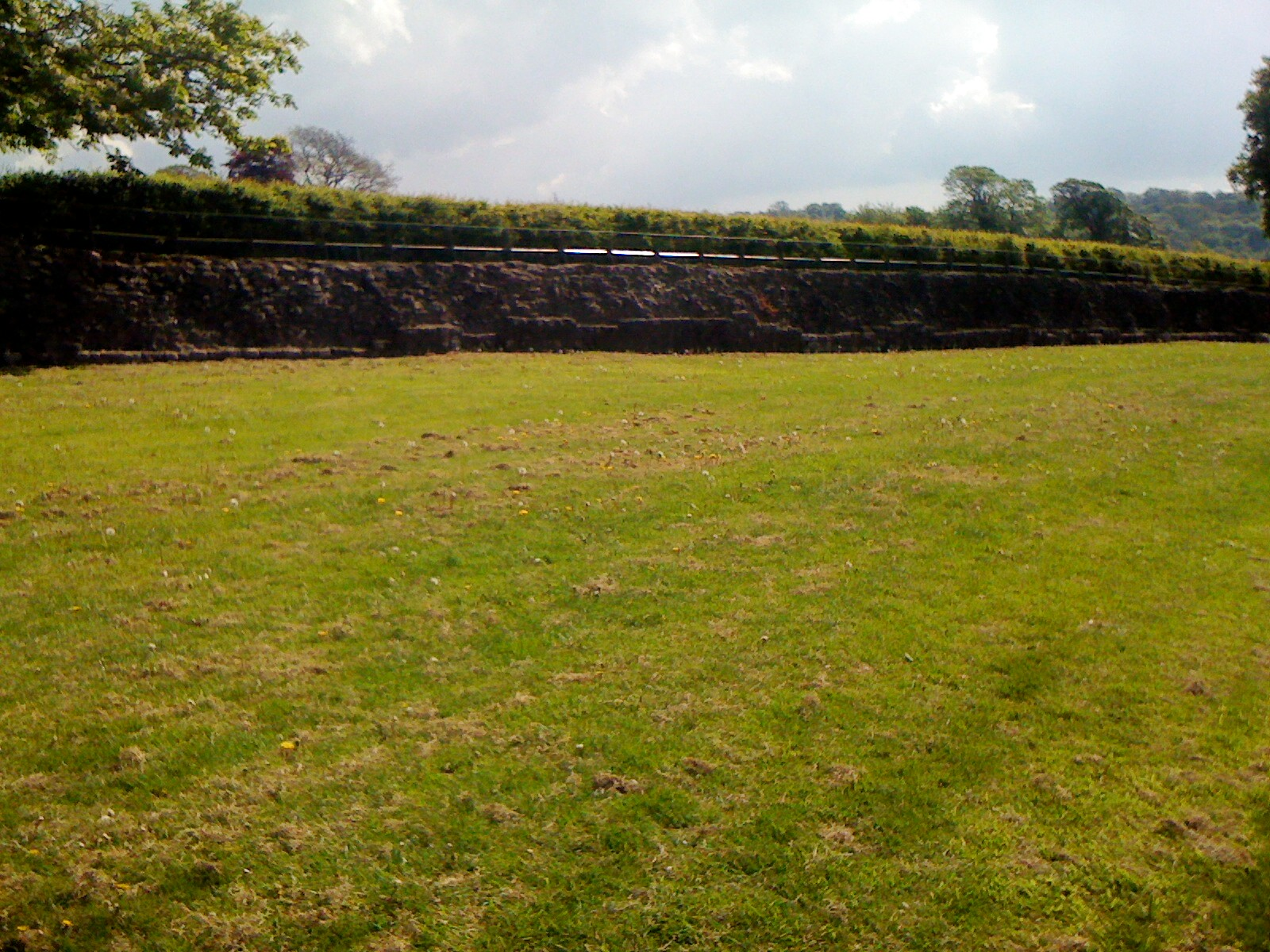
Westen: Mauerreste des Legionslagers von Isca

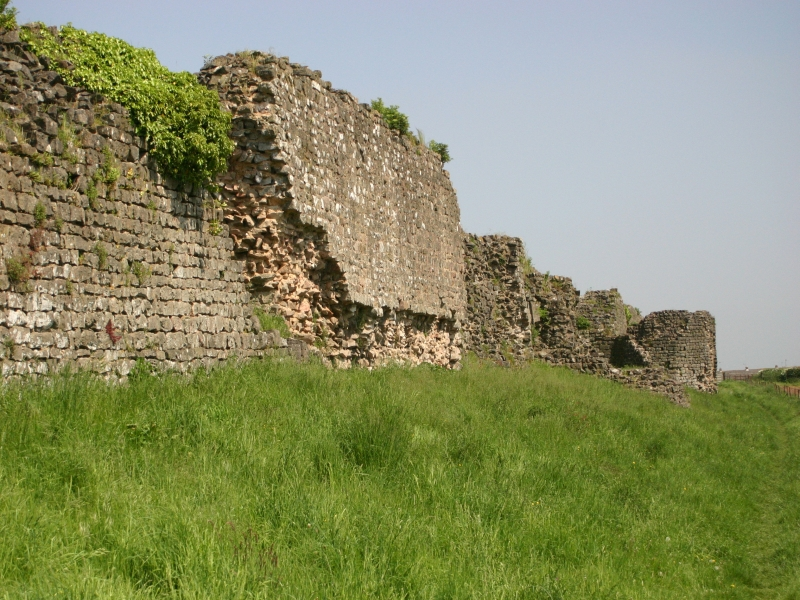
Westen: Die spätrömische Mauer von Caerwent

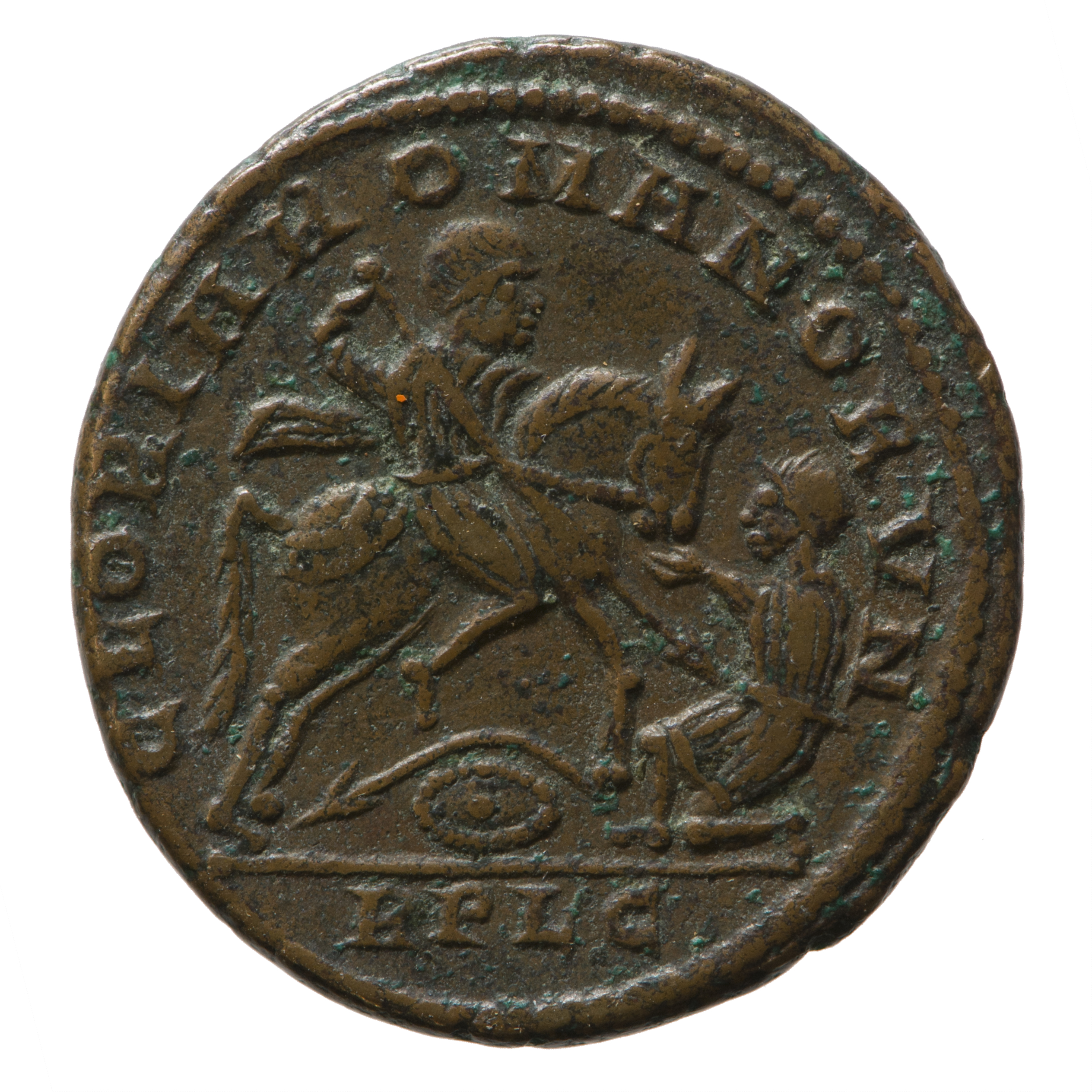
Rückseite einer Münze die Magnentius als Reitersieger darstellt

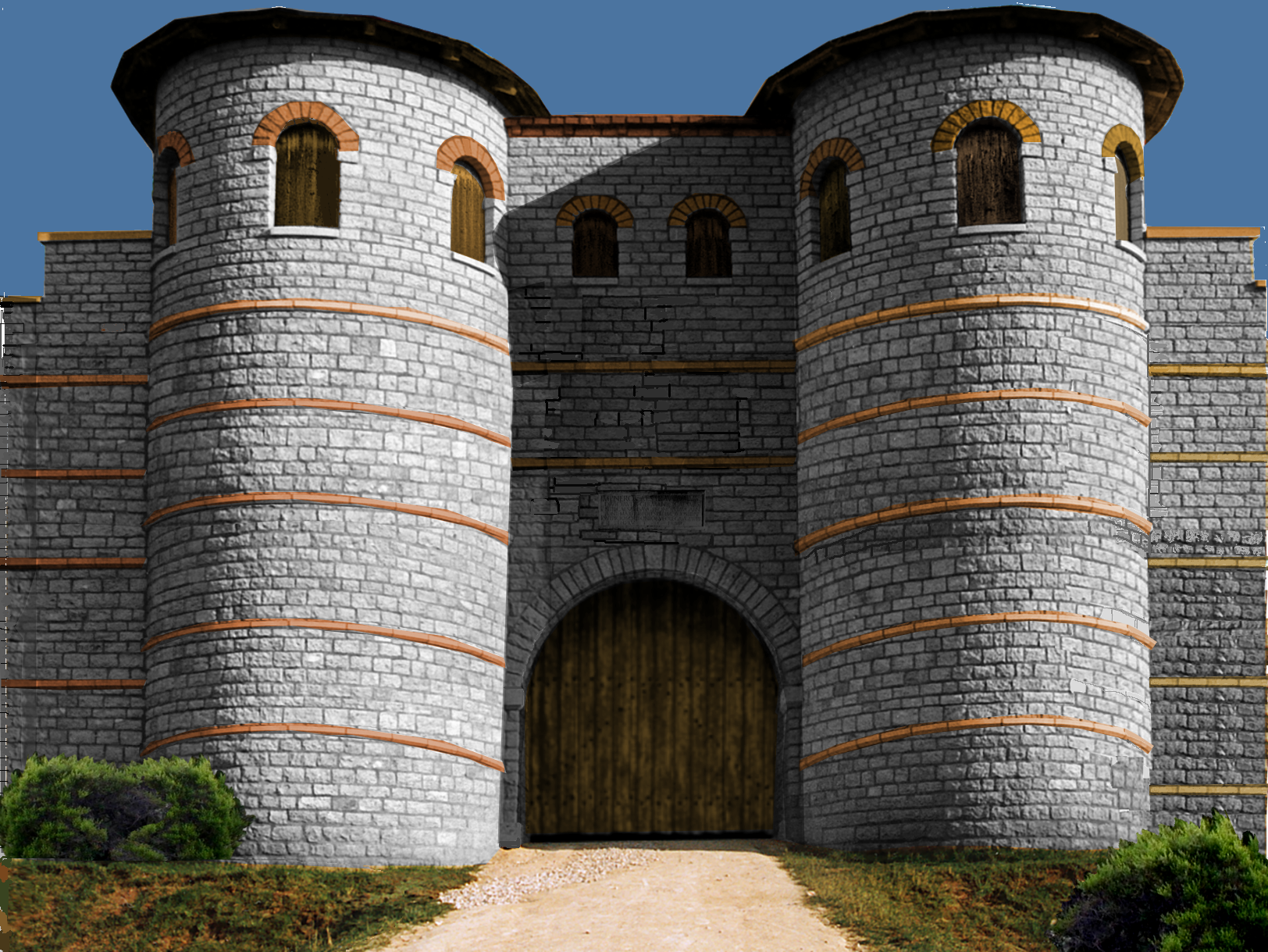
Südosten: Kastell Lemanis, Rekonstruktionsversuch des Osttores

Südosten: Rekonstruktionsversuch des Südtores des Kastell Caister-on-Sea

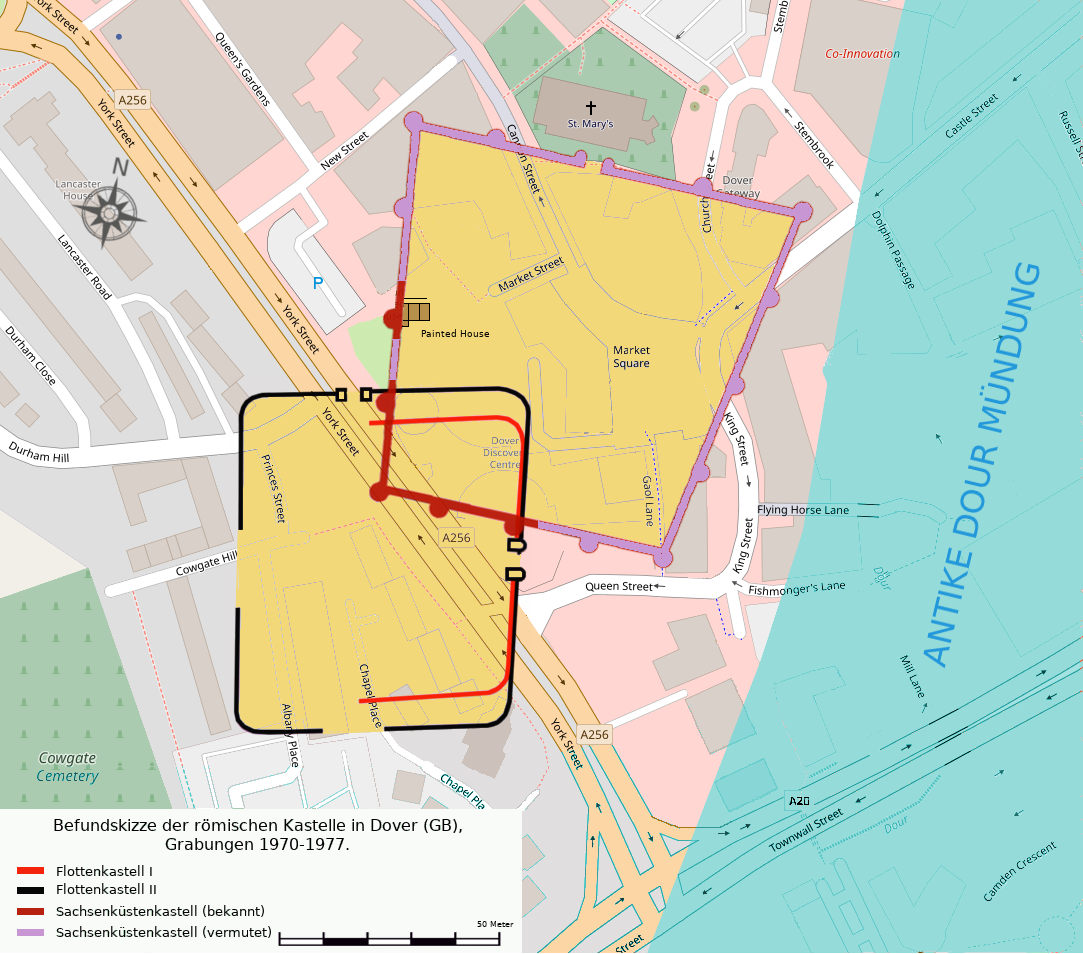
Befundskizze der Kastelle von Dover (1970-1977)

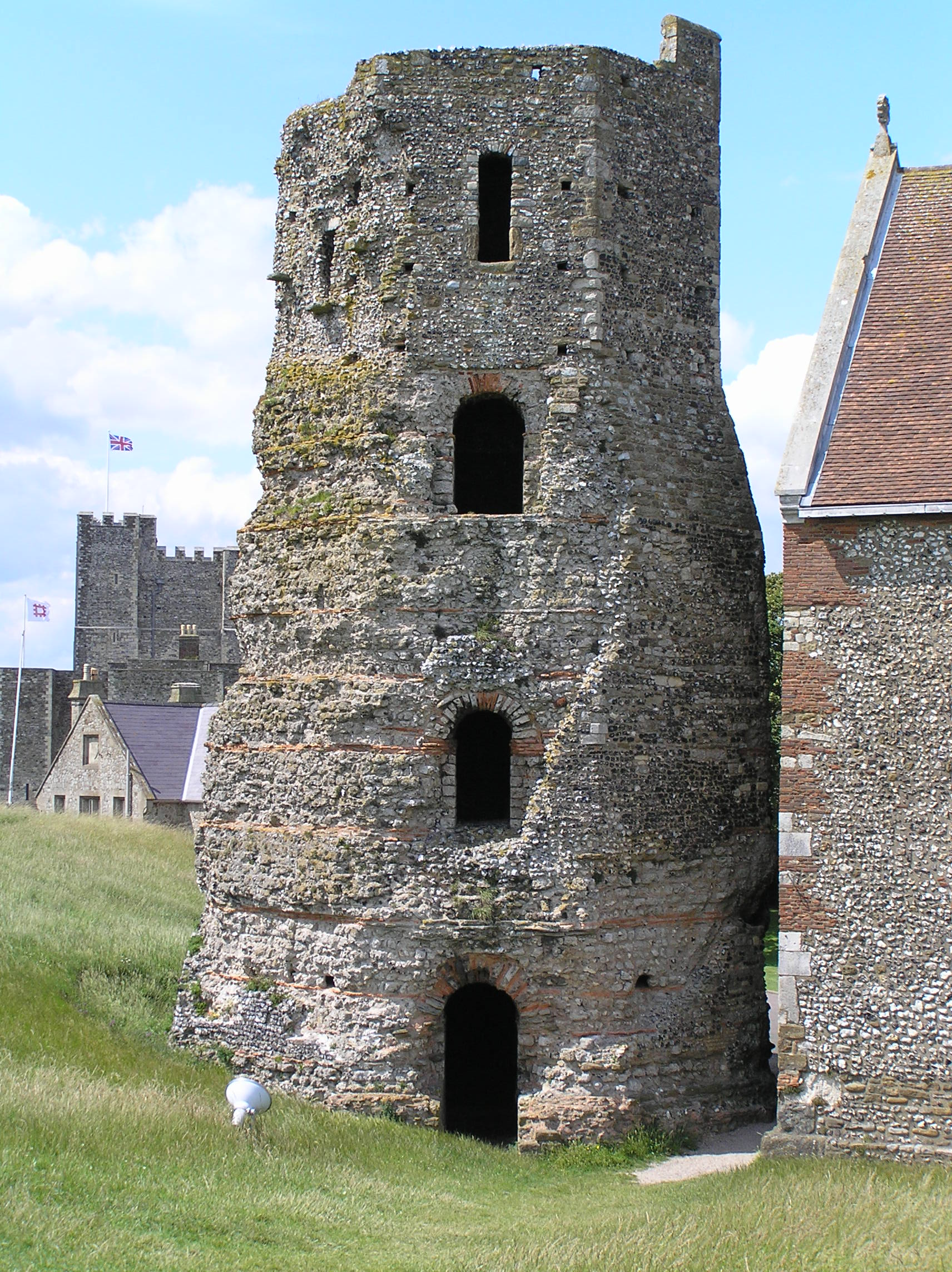
Südosten: Ruine des östlichen Leuchtturms von Portus Dubris (Dover)

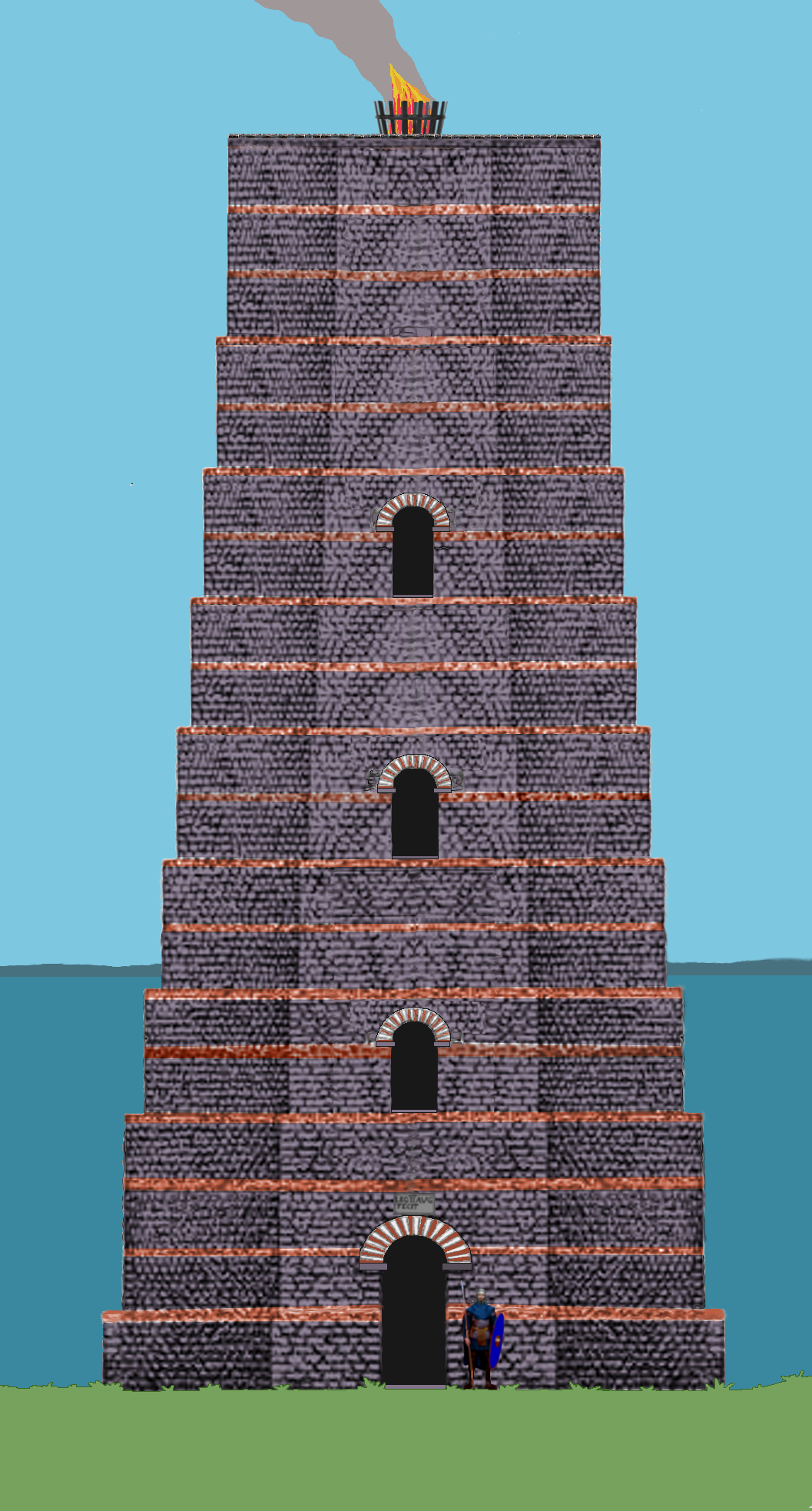
Rekonstruktionsversuch des westlichen Leuchtturms von Dover, Zustand im 4. Jahrhundert n. Chr.

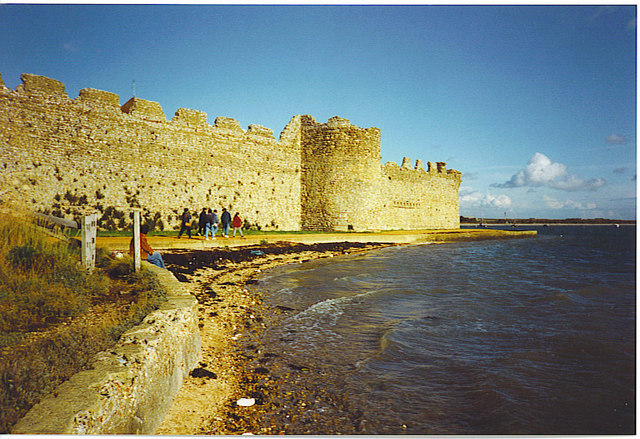
Südosten: Ansicht der Ostmauer des Kastell Portus Adurni

Südosten: Mauersektion des Sachsenküstenkastell Anderitum

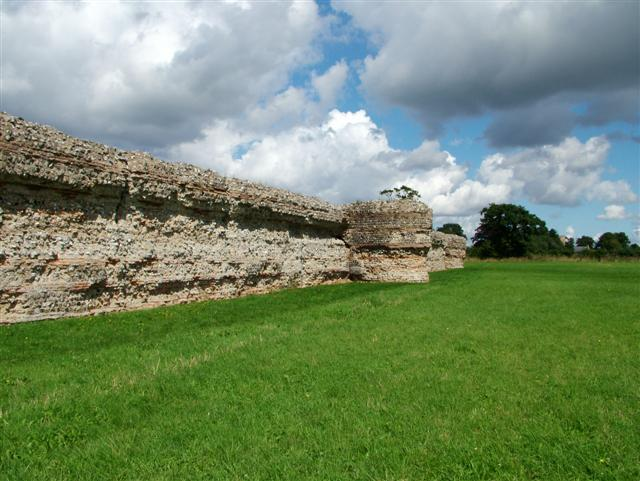
Südosten: Ostmauer des spätantiken Garianonum

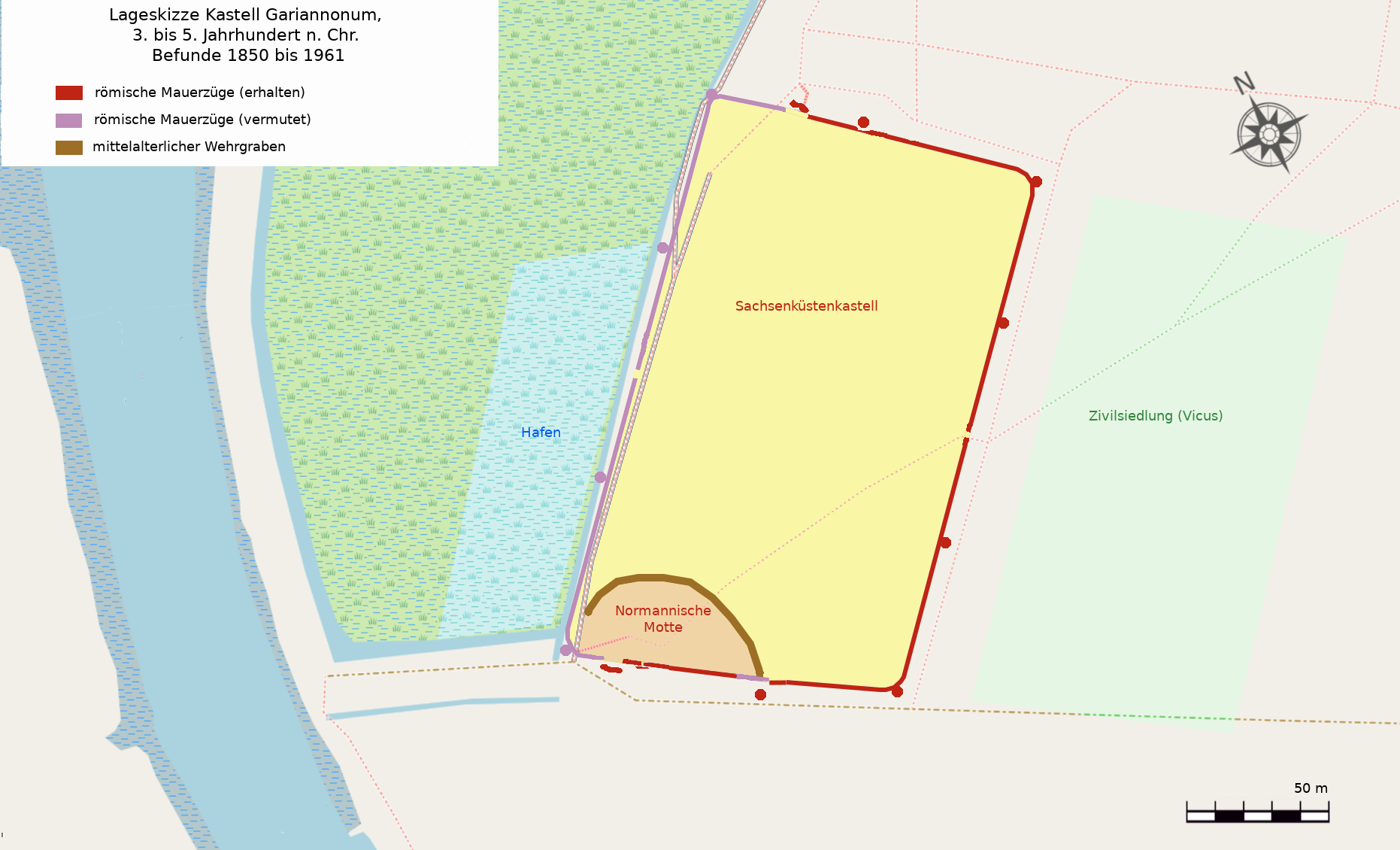
Befundplan von Gariannonum

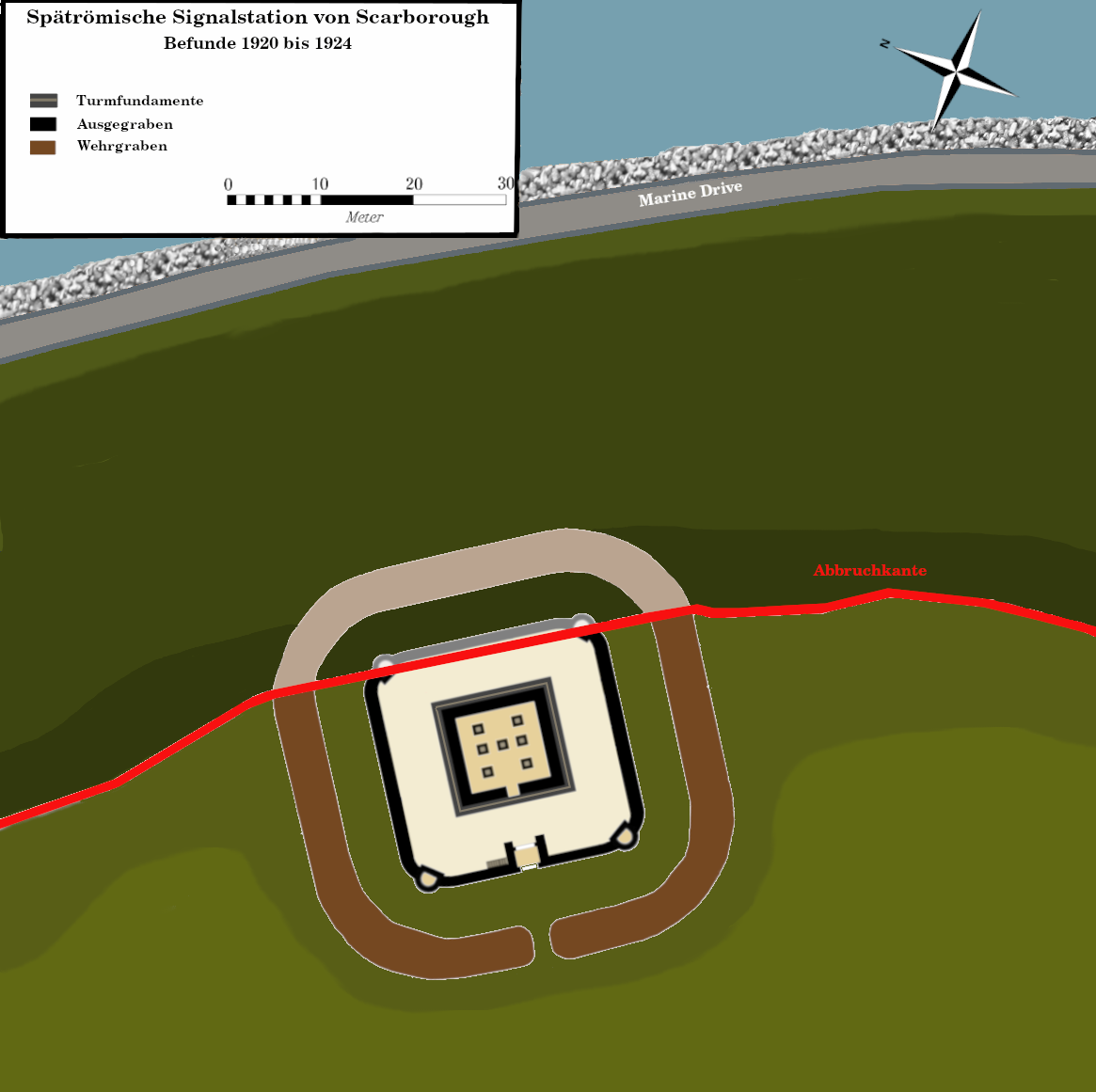
Befundskizze der Signalstation von Scarborough, 1920–1924

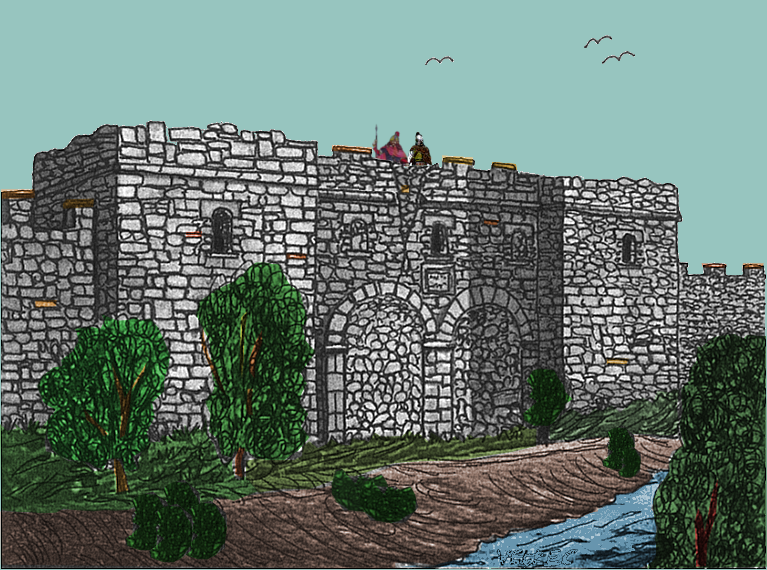
Rekonstruktionsversuch des Westtores von Aesica, Zustand im 4. Jahrhundert n. Chr., Blick aus NW

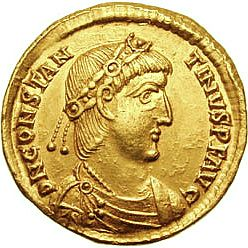
Konstantin III.

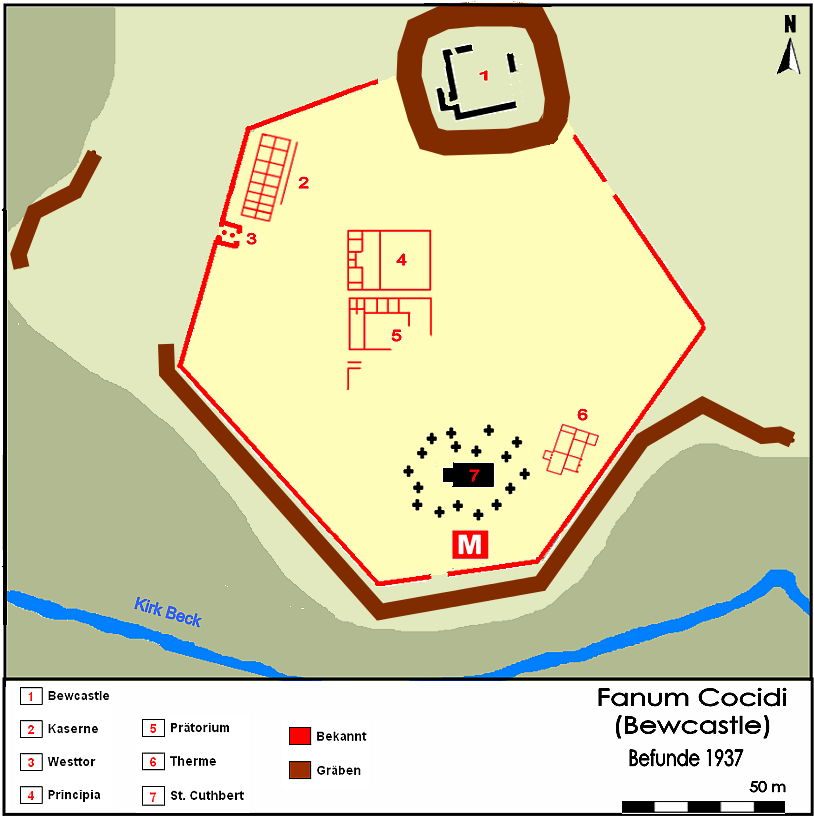
Norden: Befundplan des Vorpostenkastells Fanum Cocidi, Zustand im 3. Jahrhundert n. Chr.

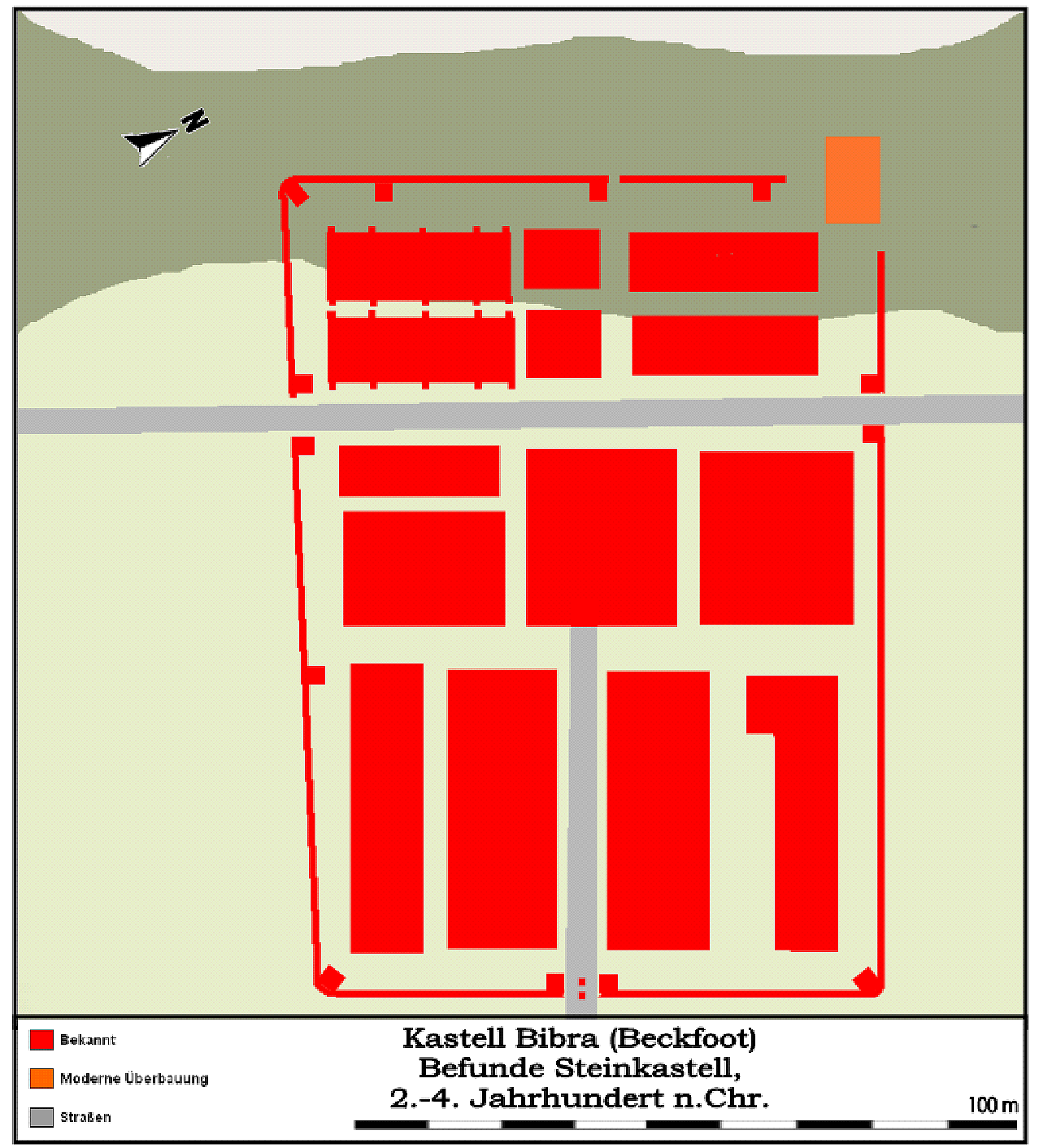
Norden: Befundskizze des Küstenkastells von Bibra (Cumbria)

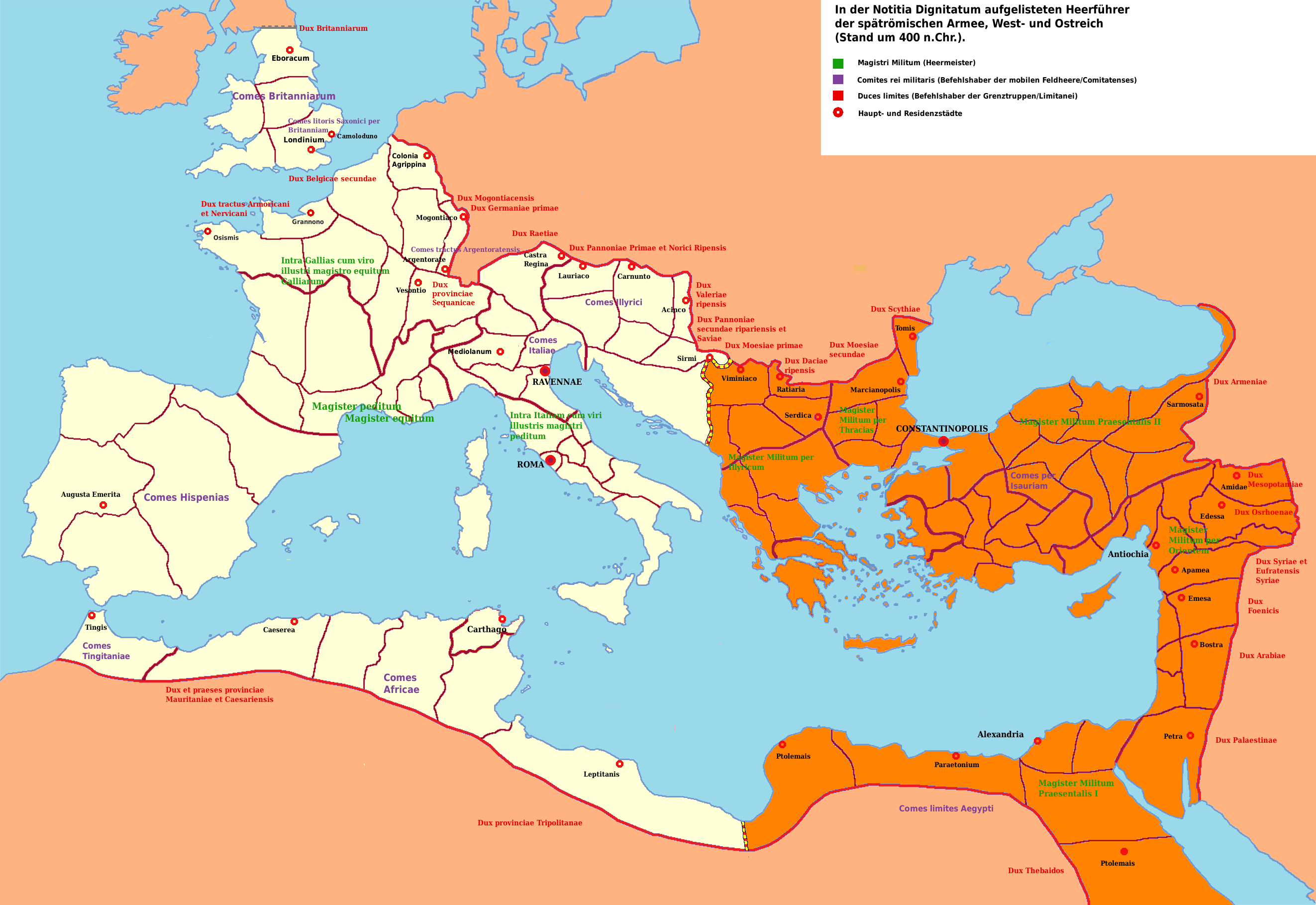
Befehlshaber der Comitatenses und Limitanei im 5. Jahrhundert n. Chr.

Limes Britannicus („britischer Limes“) ist der Sammelbegriff für jene Befestigungs- und Wallanlagen, die den Norden, die Küsten und Hauptverkehrswege des römisch besetzten Britannien schützen sollten. Dieser Limesabschnitt existierte vom 1. bis zum 5. Jahrhundert n. Chr. und erstreckte sich auf das Gebiet des heutigen England, Schottland und Wales (Vereinigtes Königreich).
Britannien zählte zu den unruhigsten Gebieten im europäischen Teil des Römischen Reiches und musste von seiner Armee mit großem personellen und finanziellen Aufwand gesichert werden. Trotz des raschen Sieges über die großen Stammesverbände im Süden konnte der Widerstandswillen der Briten auch lange danach noch nicht völlig gebrochen werden. Dennoch gelang es den Römern, ihre Herrschaft in der Folgezeit weiter zu konsolidieren, obwohl das dort stationierte Militär mit der gleichzeitigen Verteidigung Britanniens an drei Fronten meist überfordert war. Die gewaltigen finanziellen Aufwendungen schienen aus römischer Sicht nur dann rentabel, wenn im Hinterland weitere Binnenprovinzen von diesem Sicherheitssystem profitierten. Entfiel diese wichtige Voraussetzung – etwa bei der militärisch stark gesicherten, aber isoliert liegenden Provinz Britannien – dann überstiegen die Militärausgaben rasch jene finanziellen Vorteile, die Rom aus den betreffenden Territoriums an Steuern zog. Es überrascht daher nicht, dass man schon kurz nach der Eroberung Britanniens wieder ernsthaft über die Räumung der Insel nachdachte, da das Steueraufkommen und die Ausbeutung der dortigen Bodenschätze bei weitem nicht die für das Reich anfallenden Unkosten deckten. Besonders die Einfälle der Barbarenvölker aus dem Norden der Insel bereiteten Rom immer wieder schwerwiegende Probleme. Im Westen und Südosten mussten die britannischen Provinzen gegen hibernische und germanische Angreifer verteidigt werden. Trotz all dieser Widrigkeiten konnte Britannien fast drei Jahrhunderte lang im Verbund des Römischen Reichs gehalten werden. In der Rückschau wird die römische Herrschaft von der Forschung insgesamt als positiv bewertet. Über eine lange Zeit sicherten die römischen Truppen den Frieden und Wohlstand auf der Insel. Im Schutz des Hadrianswalls und der von den Meeresküsten gebildeten natürlichen Grenzen im Osten, Süden und Westen wurde vor allem die Regionen von den Errungenschaften der römischen Zivilisation durchdrungen, die heute in England liegen. Die Überreste des Hadrianswalls und die Kastelle der Sachsenküste sind bis heute die eindrucksvollsten Zeugnisse der römischen Herrschaft über Britannien.

## Entwicklung

### Vorgeschichte
Nach der Romanisierung Südgalliens und der Einrichtung der Provinz Gallia Narbonensis, nahm der Warenaustausch mit Britannien weiter zu. Mit der Eroberung Galliens durch Julius Cäsar änderten sich auch die Wirtschaftsbeziehungen. Die Römer investierten jetzt vor allem in die Handelsrouten vom SO Britanniens nach Nordgallien während die alten Seewege im Südwesten stark an Bedeutung verloren. Als Rechtfertigung für den Angriff auf Britannien diente Cäsar die Unterstützung, die die Briten den Galliern während seines Eroberungskrieges zukommen ließen. Mit der Unterwerfung der Insel sollte aber auch der Einfluss und Steuerungsmöglichkeiten Rom's auf die Handelswege in dieser Region ausgeweitet werden. In weiterer Folge war Cäsar auch bestrebt sein Prestige als Feldherr und Entdecker zu mehren. In den Jahren 55 und 54 v. Chr. landete unter seinem Kommando zweimal ein römisches Expeditionsheer in Britannien. Einige der Briten unterwarfen sich, während andere heftigen Widerstand leisteten. Bei der ersten Landung (55) wurden noch dazu zahlreiche römische Schiffe von Springfluten und Stürmen stark beschädigt, eine der Legionen, zur Sicherung des Trosses abgestellt, wurde von den Briten, die hierzu Streitwagen einsetzten, hart bedrängt. 54 v. Chr. landete Cäsar ein zweites Mal, diesmal mit fünf Legionen, auf der Insel, drang bis zur Themse vor und besiegte mehrere Stämme, die sich im dabei entgegenstellten. Schließlich zwang er auch ihren obersten Kriegsherren, Cassivellaunus, zur Kapitulation. Statt ihm wurde sein Rivale Mandubracius als Klientelkönig eingesetzt, der vor dem Eingreifen der Römer nach Gallien geflohen war. Bevor die römischen Truppen wegen Nachschubproblemen und den nahenden Winter wieder von der Insel abrückten, schloss er mit den britannischen Stammesführern einen Friedensvertrag. Dadurch geriet der Südosten der Insel immer mehr in den Einflussbereich Roms. Auch sein Nachfolger Augustus beabsichtigte die Insel vollständig zu unterwerfen, zumal auch britische Stammesführer bei ihren internen Machtkämpfen Rom immer wieder um Unterstützung baten. Geschwächt durch die Niederlagen im freien Germanien, musste er später seine Eroberungspläne wieder fallen lassen. Im Herbst 39 überschritt Caligula mit einem Heer die Alpen, um in der Tradition seiner Vorfahren die als noch nicht abgeschlossen angesehene Expansion in Germanien und Britannien fortzuführen. Noch vor dem geplanten Britannienfeldzug meuterten jedoch seine Truppen und verweigerten die Überquerung des Ärmelkanals. Die Quellen berichten in diesem Zusammenhang von teils grotesk anmutenden Anordnungen des Kaisers. Um die Soldaten zu demütigen, ließ er sie Muscheln an den Stränden des Kanals einsammeln, die in Rom als „Kriegsbeute“ präsentiert werden sollten. Der Wahrheitsgehalt dieser absurden Vorgänge, die Sueton in diesem Zusammenhang beschreibt, sei dahingestellt. Sein Nachfolger Claudius besaß bei den Truppen nur geringes Ansehen und war daher gezwungen – gemäß der Tradition der Imperatoren – sich ebenfalls Ruhm auf dem Schlachtfeld zu erwerben, um seine Herrschaft dauerhaft abzusichern. Eine passende Gelegenheit zur erneuten Intervention bot sich schließlich im Jahre 43 n. Chr., als einer der römischen Klientelkönige, Verica, von einem Rivalen vertrieben wurde. Daraufhin landeten vier Legionen an der Südostküste der Insel und besetzten innerhalb von 10 Jahren den gesamten Südosten Britanniens.

### Britannien unter römischer Herrschaft
Britannien verfügte über größere Vorkommen an Edelmetallen, fruchtbare Böden und ausgedehnte Wälder, was es für die Römer auch wirtschaftlich interessant machte. Ein großer Teil der britischen Insel wurde schon im ersten Jahr der Invasion vom Feldherrn Aulus Plautius, relativ mühelos – vermutlich innerhalb von zwei Jahren – in Besitz genommen. Er überrannte zunächst das Territorium der Belger und deren Residenz Venta Belgarum (Winchester). Die benachbarten Stämme erhielten den Status von Klientelreichen. Möglicherweise plante man anfangs nur die Tieflandregionen, die landwirtschaftlich ertragreichsten Landschaften Britanniens, zu besetzen. Die Römer hatten im frühen 1. Jahrhundert auch noch keine klare Vorstellung darüber, wie groß die Insel tatsächlich war. Britannien kann man grob in zwei topographische Zonen unterteilen: Tiefland und Hochland. Das Tiefland erstreckte sich gegenüber der gallischen Küste und seine Bewohner unterhielten schon vor der römischen Eroberung rege Kontakte mit dem Stämmen am Kontinent. Es war klimatisch viel attraktiver als die Hochlandzone, leichter zu kontrollieren und man erwartete sich von dort beträchtliche Steuereinnahmen. Die neue Provinz erstreckte sich daher zunächst nur von Exeter im Süden bis nach Lincoln im Nordosten. Es ist daher gut nachvollziehbar, dass man zunächst nur diese Regionen annektieren wollten, ohne den Rest der Insel aber von der neuen Provinz gänzlich auszuschließen. Rom stand hier aber bald vor einem Dilemma, sollte es sich mit den bisher eroberten, aber auch exponierten Gebieten begnügen oder letztendlich die ganze, rund 235.000 km² große Insel besetzen. Der Norden blieb immer ein gefährliches Grenzland und die dort lebenden Stämme erwiesen sich als äußerst widerspenstig. Zudem war er auch wirtschaftlich für die Römer unattraktiv, da es dort keine nennenswerten Bodenschätze und auch sonst nicht viel brauchbares zu erbeuten gab.
Der römische Einflussbereich war anfangs immer wieder größeren Grenzverschiebungen unterworfen. Aber die ständig aufflammenden Kämpfe mit den indigenen Keltenstämmen in den Randzonen der neuen Provinz zwangen die römischen Truppen dazu, fortwährend neue Gebiete im Westen und Norden zu besetzen, in dem stetigen Bemühen, dem römischen Herrschaftsgebiet beständige und sichere Grenzen zu geben. Man ging daher dazu über die vor Ort verfügbaren Streitkräfte immer großflächiger zu verteilen. Diese Feldzüge entfachten einen mehrere Jahrzehnte andauernden, zähen Widerstand der Briten die den Okkupanten immer wieder verlustreiche Guerillakämpfe lieferten. Die Römer erwartete daher auch einige Überraschungen, als sie in die bergigen Regionen in Wales und nach Norden vordrangen, wo sie mit ihrer traditionellen Kriegsführung klar im Nachteil waren. Vermutlich wusste man auch nicht viel über die dortigen Gegebenheiten, außer dass es in Wales reiche Gold- und Zinnvorkommen geben sollte und seine Bevölkerung eine schon hoch entwickelte Metallbearbeitung praktizierte. Die weit verstreut lebenden walisischen Stämme widersetzten sich besonders ausdauernd der römischen Macht und unterwarfen sich meist erst nach langwierigen und zähen Kämpfen. Um die Provinz besser zu schützen, verbündete sich Rom schließlich mit der größten Volksgruppe in Britannien, den Briganten die den Norden bis zur heutigen schottischen Grenze beherrschten. Dadurch entstand eine Pufferzone in der zunächst ein Klientelkönig Roms Interessen vertrat während man die Angelegenheiten in Wales regelte. Er sollte seine Bevölkerung unter Kontrolle halten und bei Bedarf Angriffe noch nicht unterworfener Stämme abwehren. Die Stammeseliten im Südosten orientierten sich bald nach ihrer Unterwerfung stark an der römischen Lebensweise, doch die Romanisierungsversuche außerhalb dieser Region blieben weitgehend wirkungslos. Im Zuge des Boudiccaaufstandes, in der Regierungszeit des Nero, wäre es einer Koalition der südöstlichen Briten auch beinahe gelungen, die Römer wieder von der Insel zu vertreiben. Sie schlugen die Legio VIII Hispania in die Flucht, töteten mehr als 70.000 Zivilisten und zerstörten einige größere Römerstädte. Doch die übrigen Legionen verwüsteten daraufhin die Siedlungsgebiete der Rebellen und schlugen sie schließlich in der entscheidenden Schlacht bei Manchetter.
Um ihre neuen Pfründe im Süden wirksam zu verteidigen, waren die Römer aber gezwungen auch in den unwirtlichen Norden vorzudringen. Insbesondere die Armee des Agricola drang 80 n. Chr. (nach seinem Sieg in der Schlacht am Mons Graupius) weit ins heutige Schottland (Caledonia) vor und sicherte es mit Kastellen und Wachtürmen entlang des sog. Gask-Ridge-Limes. „Perdomita Britannia“, „Ganz Britannien war besetzt“, schrieb hierzu Agricolas Schwiegersohn, der Historiker Tacitus und fügte hinzu: „... et statim omissa“, „... und wurde sofort wieder aufgegeben“. Nachdem die dauerhafte Besetzung Zentralschottlands wieder verworfen wurde, zog sich die Armee bis 120 n. Chr. - schrittweise - an die Stanegatelinie zurück. Möglicherweise sollte der in Richborough errichtete Triumphbogen an Agricolas Siege erinnern. Der Großteil der in Britannien eingesetzten Truppen musste aber weiterhin im Norden stationiert werden.
Auch unter der Herrschaft Hadrians war Britannien noch immer keine vollkommen befriedete Provinz. Münzemissionen dieser Zeit weisen Britannien als in „ständiger Verteidigung stehend“ aus. In den Randgebieten der Insel konnten sich die vorrömischen Stammesgesellschaften weiterhin behaupten. Die größte Gefahr ging stets von den Pikten aus, die jenseits der schottischen Flüsse Forth und Clyde siedelten. Zwischen ihnen und dem Wall lebten noch vier andere keltische Stammesgruppen (Votadini, Selgovaen, Damnonii und Novantae), deren Siedlungsgebiet, die Central Lowlands, sich Rom ebenfalls einzuverleiben suchte, um deren Kampfkraft zu neutralisieren und das dortige Ackerland nutzen zu können. Zu diesem Zweck wurden zur Absicherung der römischen Ansprüche Straßenkastelle errichtet. Ab 122 wurde die Nordgrenze mit dem Hadrianswall gesichert. Die Umschiffung des Walls an seinen beiden Seiten war hingegen wesentlich schwerer zu unterbinden. Die etwas später errichteten Sperranlagen an der Küste von Cumbria sollten die Umgehung des Walls zumindest im Westen verhindern. Unter Hadrian wurden auch die drei Legionslager in Stein neu aufgebaut. Im Jahre 140 n. Chr. gingen die römischen Truppen erneut gegen die Caledonier vor und errichteten weiter nördlich ein neues Sperrwerk, den Antoninuswall. Dieser wurde aber bereits um 160 n. Chr. wieder aufgegeben. 155 bis 158 kam es in Britannien zu einer Revolte, die den dortigen Legionen schwere Verluste zufügte. Diese mussten durch Soldaten aus den rheingermanischen Provinzen ausgeglichen werden. Am Ende des 2. Jahrhunderts begannen seefahrende Germanenvölker vom Kontinent, die Angeln, Sachsen und Franken, die gallische und die britische Küste mit ersten Überfällen zu bedrohen. Im Zuge des Bürgerkrieges nach der Erhebung des Septimius Severus zum Kaiser setzte sein Konkurrent Clodius Albinus 197 mit dem britannischen Heer auf den Kontinent über, erlitt jedoch gegen Severus’ Truppen in der Schlacht bei Lugdunum (Lyon) eine vernichtende Niederlage.
In den zahlreichen Krisen des 3. Jahrhunderts bahnten sich für das römische Britannien tiefgreifende Veränderungen an. Nach der Rückkehr seiner Soldaten mussten zunächst die Pikten wieder vertrieben werden. Diese hatten ihre Abwesenheit für ausgiebige Plünderungszüge ausgenutzt. Danach ordnete Septimius Severus eine großangelegte Strafexpedition (expeditio felicissima Britannica) gegen die Stämme nördlich des Hadrianswalls an und besetzte im Zuge dessen – allerdings nur für kurze Zeit – wieder den Antoninuswall. Die Feldzüge ermöglichten es dem Kaiser, seine Autorität über die Truppen der ehemals abtrünnigen Provinz wiederherzustellen und bewirkten auch eine umfassende Umstrukturierung der Classis Britannica. Im Gegensatz zu den anderen Provinzen war es danach in Britannien scheinbar wieder stabil und ruhig. Aber von 260 bis 274 schlossen sich die britischen Provinzen, zusammen mit Gallien und Hispanien, dem „Gallischen Sonderreich“ des Usurpators Postumus an. Eine neuerliche Abspaltung der Insel durch den Admiral der britannischen Flotte, Carausius (287–296), lässt annehmen, dass die römische Macht dort als immer schwächer wahrgenommen wurde. Carausius nutzte die zunehmende Vernachlässigung durch Rom zur Gründung seines eigenen Reichs, bestehend aus Britannien und einem schmalen Küstenstreifen um die Hafenstadt Gesoriacum in Nordgallien. Er und sein Nachfolger Allectus scheiterten jedoch an der von Constantius Chlorus befehligten Gegenoffensive Roms, die das gallo-britische Sonderreich bald wieder zu Fall brachte.
Im späten 3. und im Laufe des 4. Jahrhunderts spitzte sich die Sicherheitslage am Kontinent weiter zu, da der Druck der Barbarenstämme auf die Grenzen an Rhein und Donau nicht mehr nachließ. Ihre Insellage bot den britischen Provinzen nicht wirklich Schutz. Besonders die flache Ostküste mit ihren zahlreichen Flussmündungen bot sich für Landungen von Invasoren geradezu an. Auch der Hadrianswall im Norden erwies sich bei der Abwehr von Barbaren als wenig effektiv. Ab dem 4. Jahrhundert war daher auch Britannien wieder verstärkt Ziel von Angriffen der Sachsen, Pikten und Skoten. Letztere umschifften 360 den Hadrianswall, gingen erst weit im Süden an Land und gelangten dabei bis vor die Tore Londiniums. Die Bevölkerung an der Küste von Cumbria konnte aber meist von den Besatzungen der dort befindlichen Wachtürme und Kleinkastelle noch rechtzeitig gewarnt werden. Aufgrund der prekären Sicherheitslage im übrigen Reich wurden aber immer mehr Einheiten von der Insel abgezogen, sodass die britischen Provinzen zuletzt fast nur noch von den vor Ort ausgehobenen Auxiliartruppen oder neu angeworbenen Germanensöldnern verteidigt wurden. Der britische Historiker Guy Halsall vertritt die These, dass angelsächsische Söldner schon im Zuge der Ereignisse der Usurpation des Magnus Maximus als foederati (Verbündete) nach Britannien gelangten. Möglicherweise warb er sie als Hilfstruppen an, um die Insel auch während seiner Abwesenheit effektiv verteidigen zu können. Am Ende des 4. Jahrhunderts zogen sich die römischen Truppen aus Wales zurück, weswegen Überfälle und Siedlungstätigkeit der Iren dort erheblich zunahmen. Auch der Hadrianswall musste aus Mangel an Soldaten um 400 größtenteils aufgegeben werden. Ab diesem Zeitpunkt übernahmen zunehmend regionale Machthaber oder Kriegsherren mit ihren eigenen Privatarmeen (bucellari) die Kontrolle über die britischen Provinzen. Die meisten Einheiten der mobilen Feldarmee wurde 401/402 zur Verteidigung Italiens gegen die Westgoten Alarichs aus Britannien abkommandiert.
Nach dem Überschreiten der Rheingrenze in Gallien durch mehrere Barbarenstämme im Jahre 406, brach der Kontakt zwischen Britannien und der weströmischen Zentralregierung in Ravenna ab. Die Soldaten riefen daraufhin – vermutlich gedrängt durch die örtliche Oberschicht – in rascher Abfolge drei eigene Kaiser aus, von denen sich 407 schließlich der Oberbefehlshaber des Provinzheeres, Konstantin, durchsetzte. Dieser wollte das nach der Barbareninvasion herrschende politische und militärische Chaos in Gallien ausnutzen, um seine Macht zu stärken, und setzte mit den ihm ergebenen Truppen über den Ärmelkanal. Daraufhin sagten sich die Romano-Briten von ihm wieder los, vermutlich kam es zu einem Aufstand gegen die von ihm eingesetzten Statthalter. Um das Jahr 410 dürften die letzten Einheiten der mobilen Feldarmee von der Insel abgezogen worden sein, das war faktisch das Ende der über 300-jährigen römischen Herrschaft über Britannien. Der Historiker Prokopios von Caesarea berichtete später, dass es ab dieser Zeit unter der Herrschaft von Tyrannen stand. Rom gelang es nach Konstantins Tod in Gallien (411) nicht mehr, in Britannien Fuß zu fassen, obwohl es seinen Anspruch darauf nie – offiziell – aufgab. Noch Kaiser Justinian I. (525–567) soll die Insel den Ostgoten Totila als Siedlungsgebiet angeboten haben.
Offenbar wurden danach von den romano-britischen civitas Angelsachsen vom Kontinent als Verstärkung angeworben, um sich wirksamer gegen die ständigen Überfälle verteidigen zu können. Während einige Forscher annehmen, dass einige von ihnen schon um 380 als Söldner nach Britannien gelangt waren, geht man inzwischen mehrheitlich davon aus, dass dies erst um 440 geschah. Diese erhoben sich jedoch bald gegen ihre Herren, da sie angeblich von ihnen nicht ausreichend versorgt wurden. Ihre Anführer gründeten danach ihre eigenen unabhängigen Königreiche, die rasch nach Westen und Norden expandierten. Viele Regionen Britanniens wurden auch nach dem Rückzug Roms weiter nach römischem Vorbild verwaltet, diese Praxis löste sich aber durch das stetige Vordringen der angelsächsischen Renegaten bald auf. Mit dem Zerfall der alten Verwaltungsdistrikte in eigenständige Kleinkönigreiche verschwand schließlich auch das gemeinsam unterhaltene Provinzheer römischer Prägung.

#### Irland
Als Schutz gegen Überfälle von Seeräubern aus Irland (Hibernia oder Ivernia) wurde auch für die Westküste eine schlagkräftige Schutztruppe benötigt. Besonders die Regionen im heutigen Cumbria und Lancashire hatten immer wieder unter den Plünderungszügen der Iren zu leiden. Die Römer hatten die irische Insel vermutlich ebenfalls schon genau erkundet. Sicher existierten schon seit vorrömischer Zeit intensive politische und wirtschaftliche Kontakte zwischen den Briten und ihren westlichen Nachbarn, die sich die Römer einmal mehr zunutze machten. In Drumanagh oder auch Droim Meánach (die etwa 200,000 m² eisenzeitliche Befestigung wurde von einigen Historikern als Standort eines möglichen römischen Stützpunktes oder eines temporären Lagers interpretiert), nahe der Ortschaft Loughshinny etwas nördlich von Dublin, wurden römische Artefakte geborgen, was darauf hindeutet, dass sich hier möglicherweise ein Handelsposten befand, wo auch römische Schiffe angelegt haben müssen. Auch einige römische Militariafunde auf der Insel Lambay, könnten Beweise für eine römische Präsenz sein. Vieles deutet jedoch darauf hin, dass es sich dabei nur um römische oder irische Handelsposten bzw. Siedlungen handelte, die bevorzugt mit dem römischen Britannien Handel trieben. Die Schriften der römischen Autoren Juvenal und Tacitus (1. und 2. Jahrhundert n. Chr.) liefern Hinweise auf begrenzte römische Militäraktionen in Irland während der Zeit von Gnaeus Julius Agricola, obwohl diese Interpretation unter den Historikern umstritten ist. Die am weitesten verbreitete Erklärung hierfür ist, dass römische Soldaten den Händlern als Begleitschutz zugeteilt waren, möglicherweise wurde damals in Irland periodisch ein oder mehrere Markttage abgehalten, während der Romano-Briten und Iren ihre Geschäfte abwickelten. Offenbar existierten aber auch schon detaillierte Pläne für eine Landung auf der Insel. Die Triebfeder hinter den römischen Eroberungen der frühen Kaiserzeit war jedoch nicht bloße Machtgier. Zwei wichtige Fragen standen für Rom dabei meist im Vordergrund: Gab es im Zielgebiet etwas Wertvolles zu holen – wie z. B. reiche Bodenschätze – oder ging von den dort lebenden Völkern eine existenzielle Bedrohung für das römische Reich aus? Beides traf auf das ressourcenarme Irland nicht zu. Seine untereinander tief zerstrittenen Stämme waren nie wirklich eine ernste militärischen Bedrohung für das Imperium. Deswegen verwarfen die Römer wohl schließlich ihre Pläne für eine logistisch sehr aufwendige und damit kostspielige Eroberung Hibernias. Eine römische Präsenz kann dennoch nicht geleugnet werden, und ob durch Gewalt oder nicht, auch die Iren wurden sicherlich langsam romanisiert. Später, während der sukzessiven Abnahme der römischen Macht im 4. und 5. Jahrhundert, überfielen irische Stämme Britannien bzw. siedelten sich an und brachten möglicherweise Wissen über die klassische römische Zivilisation dorthin zurück.

## Entwicklung des Limes
Der Teil Britanniens, der dem Kontinent zugewandt ist, ist der tiefer gelegene Teil der Insel, daher ziemlich flach und stellt für Eindringlinge kein großes Hindernis dar. Die Wälder und Moore waren nicht groß genug, um den Einmarsch feindlicher Armeen aufzuhalten oder auch nur behindern. Die wirklich schwierigen Regionen Britanniens, die unwirtlichen Hochebenen von Wales, West Yorkshire und im Norden, liegen weit abseits der Einfallsrouten der Angreifer vom europäischen Kontinent. Britannien war daher ein Land, das für Invasionen vom Kontinent aus wie geschaffen war. Die meisten Kastelle in Britannien wurden im 1. und 2. Jahrhundert n. Chr. gegründet. Einige wurden nur kurze Zeit genutzt, andere waren mehr oder weniger dauerhaft oder auf längere Zeit besetzt. Die frühen Kastelle wurden in Holz-Erde-Technik errichtet. Ab Mitte des zweiten Jahrhunderts n. Chr. wurden sie allmählich durch Steinbauten ersetzt. Römische Kastelle sind im Inneren der Insel selten, südlich der Severn-Trent-Linie waren kaum welche vorhanden. Zu den wichtigsten Elementen der römischen Herrschaftssicherung zählte auch der Straßenbau. Im Gegensatz zu vielen anderen Provinzen des Reiches wurden jedoch für Britannien keine antiken Straßennamen überliefert, sodass sich die Altertumswissenschaft heute mit den mittelalterlichen oder modernen Straßenbezeichnungen behelfen muss. Bedeutende Fernstraßen waren:
| Römerstraße     | Verlauf                                                             |
| --------------- | ------------------------------------------------------------------- |
| Akeman Street   | von Verulamium (St Albans) nach Corinium Dobunnorum (Cirencester)   |
| Dere Street     | von Eboracum (York) nach Perthshire in Schottland                   |
| Camlet Way      | von Camalodunum (Colchester) nach Verulamium (St Albans)            |
| Icknield Way    | Fußpfad in Süd-England                                              |
| Sarn Helen      | von Canovium (Caerhun) nach Segontium (Caernarfon)                  |
| Fosse Way       | von Isca Dumnoniorum (Exeter) nach Lindum (Lincoln)                 |
| Peddars Way     | möglicherweise eine Abzweigung oder Verlängerung des Icknield Way   |
| Fen Causeway    | von Dena (Denver in Norfolk) nach Durobrivae (Peterborough)         |
| Devil’s Highway | von Londinium (London) nach Calleva Atrebatum (Silchester)          |
| Stane Street    | von Londinium nach Regnum (Chichester in West Sussex)               |
| Watling Street  | von Rutupiae (Richborough) nach Viroconium (Wroxeter in Shropshire) |
| Stanegate       | von Pons Aelium (Newcastle) nach Luguvalium (Carlisle)              |
| Ermine Street   | von Londinium nach Eboracum (York)                                  |
| Port Way        | von Calleva Atrebatum (Silchester) nach Sorbiodunum (Salisbury),    |

### 1. Jahrhundert

#### Norden und Midlands
Vier Jahre nach der römischen Invasion erstreckte sich das eroberte Territorium in etwa bis zur Linie Exeter (Isca Dumnoniorum) – Lincoln (Lindum Colonia), ein wichtiger innerbritannischer Verkehrsknotenpunkt. Um 55 n. Chr. wurde in Isca Dumnoniorum das Hauptlager der Legio II Augusta eingerichtet. Dieses wurde um 75 n. Chr. wieder aufgegeben und der Ort avancierte zur civitas der Dumnonier. Die Stadt Lincoln war zuerst das Hauptquartier der Legio IX Hispana und wurde am Ende der Regierungszeit Domitians zur Colonia erhoben. Sie lag am Fluss Witham, ein weiterer wichtiger Verkehrsweg. Nahe der Stadt existierte wahrscheinlich auch eine Brücke, die den Fluss überspannte. Von Nord nach Süd verband die „Ermine Street“ London (Londinium) mit dem Legionslager York (Eburacum). Auch der aus dem Westen, vom walisischen Legionsstandort Exeter, kommende „Fosse Way“, eine der Hauptverkehrswege des römischen Britannien, endete in Lincoln. Des Weiteren führte von dort aus eine Straße nach Osten zur Küste des Ärmelkanals.
Eine erste Grenzlinie zum Norden und Westen der Insel wurde durch Wachtürme und Kastelle entlang des Fosse Way markiert. Dies lässt manchen Historiker vermuten, dass sie in den ersten Jahren der römischen Besatzung als Limes gedient hat. Es ist jedoch wahrscheinlicher, dass die Grenze zwischen dem römischen und keltischen Britannien in dieser Zeit immer wieder starken Schwankungen unterworfen war. In Eburacum wurde 71 n. Chr. von der Legio VIIII Hispana ein Holz-Erde-Legionslager zur Sicherung der Nordregion errichtet. Als Domitian 87 n. Chr. die Legio II Augusta und die meisten Auxiliareinheiten für seinen Dakerkrieg aus dem schottischen Tiefland abzog, konnte auch dieses aus Mangel an Soldaten nicht mehr gehalten werden. Die Nordgrenze wurde auf die Linie Tyne-Solway Firth, eine Kastellkette an der Stanegatestraße zurückgenommen. Nach 100 n. Chr. gab man – bis auf ein paar Ausnahmen – auch die letzten Kastelle in den Lowlands auf.

##### Die Feldzüge des Agricola
Nach der Niederwerfung der walisischen Stämme stieß eine Armee unter dem Befehl des Statthalters Gnaeus Iulius Agricola in die Siedlungsgebiete der als besonders kriegerisch geltenden Piktenstämme, vor. Im Jahr 79 erreichten seine Soldaten den Tanaus (oder Taus; seine Lage ist heute unbekannt, vielleicht der Firth of Tay) und gründeten dort einige Kastelle. Diese konnten, da sie mit Vorräten für ein ganzes Jahr ausgestattet wurden, langen Belagerungen, auch über den Winter, standhalten. Im Jahr 80 sicherte Agricola seine Eroberungen weiter ab und legte an einer Landenge, wo die von Tacitus als Clota (Firth of Clyde) und Bodotria (Firth of Forth) bezeichneten Meeresarme tief in die Insel einschneiden, wiederum eine Reihe von Kastellen zu ihrer Verteidigung an. Er dachte sogar an die Eroberung von Hibernia (Irland) und zog zu diesem Zweck seine Truppen an der Küste der Irischen See zusammen. Der weitere Vormarsch nach Norden erfolgte im Jahr 81 n. Chr., als Agricola anscheinend an der Westküste Britanniens gegen den Widerstand bisher unbekannter Stämme weiter über den Firth of Clyde vordrang. Im Jahr 82 drang er mit seinen Soldaten und einem Flottenverband entlang der Ostküste Schottlands in die nördlich des Firth of Forth gelegenen Regionen vor. Dafür wurde unter anderem bei Inchtuthil (Pinnata Castra) ein weiteres Legionslager errichtet. In weiterer Folge versuchte er den Norden mit weiteren Befestigungen an der sog. Gask Ridge (in Perthshire, der Grenzlinie zu den Highlands) dauerhaft zu sichern. Agricola ließ seine Kastelle und Straßen vor allem im Siedlungsgebiet der Selgovae anlegen. Keine militärische Sicherung erfolgte in den Stammesgebieten der Novantae, Damnonii und Votadini, an denen Rom anscheinend kein Interesse hatte. Nachdem Agricola im Jahr 84 vom Kaiser abberufen worden war, wurden die Bauarbeiten am schon fast fertiggestellten Lager Inchtuthil abgebrochen und auch die Befestigungsanlagen entlang der Gask Ridge wieder aufgegeben. Rom gab sich offenbar mit einer formellen Unterwerfung der Stämme zufrieden. Auch die Ausgaben für militärische Ausrüstung und Logistik und die in diesem endlosen Krieg erlittenen Verluste standen wohl in keinem vernünftigen Verhältnis zu dem daraus erzielten Gewinn. Nach seiner Abberufung wurde das klimatisch raue und nur wenig ertragreiche Caledonia wieder sich selbst überlassen und die Römer konzentrierten sich auf die Sicherung der fruchtbarsten und wirtschaftlich attraktivsten Regionen der Insel. Die in Britannien gebundenen Truppen wurden nun viel dringender zur Abwehr von Germanen und Daker am Rhein und an der Donau benötigt.

#### Westen
Die Besetzung der westlichen Randgebiete Britanniens war schon im Jahr 52 mit dem Sieg über den Stamm der Siluren weitgehend abgeschlossen. Ab 74/75 n. Chr. wurde Isca Silurum (Caerleon) zum neuen Hauptquartier der Legio II Augusta. Die Siluren wurden aber erst durch mehrere, von Sextus Iulius Frontinus geführte Kampagnen im Jahre 78 endgültig niedergeworfen. Sein Nachfolger Agricola unterjochte zu Beginn des Jahres 79 schließlich auch die Ordovicer und besetzte die den Briten als heilig geltende Insel Mona, ein Zentrum des Druidenkults. Zur Konsolidierung der römischen Herrschaft ließ Agricola in den Jahren 77 oder 78 n. Chr. u. a. auch an der walisischen Küste Hilfstruppenlager wie die von Canovium (Caerhun) und Segontium (Caernavon) anlegen. Nach der Räumung des Legionslager in Inchtuthil wurde die dort stationierte Legio XX Valeria Victrix im Jahr 88 in das ursprünglich von der Legio II Adiutrix erbaute Lager Deva (Chester) verlegt. Die Legion ersetzte später das Holz-Erde-Kastell durch ein Steinlager und betrieb dort eine Bleimine.

#### Südosten
Nach dem Einmarsch der Römer wurde nahe der Stadt Camulodunum um 43–44 n. Chr. ein erstes Legionslager eingerichtet, in der die Legio XX Valeria Victrix und Auxiliartruppen stationiert waren. Seine Besatzung wurde jedoch schon im Winter 48–49 n. Chr. von Publius Ostorius Scapula nach Glevum (Gloucester) in Wales abkommandiert und die Befestigungen in Camulodunum geschleift. Das Lager wurde den Zivilisten und Legionsveteranen überlassen und zu einer Kolonie umgewandelt.

### 2. Jahrhundert

#### Norden
Am Übergang vom 1. ins 2. Jahrhundert n. Chr. markierte der Stanegate und die an ihm aufgereihten Kastelle und Wachtürme die Nordgrenze des römischen Herrschaftsbereichs. Im Gegensatz zu anderen Limites im römischen Reich gab es dort keine natürliche Barriere wie z. B. einen breiten Fluss, der die ganze Insel durchquerte und dessen Ufer man relativ leicht gegen die ständigen Angriffe und Plünderungszüge der nördlichen Stämme befestigen konnte. Deshalb waren die Römer gezwungen dort künstliche Sperrwerke zu errichten. Damit sicherten sie die Landenge zwischen der Mündung des Tyne und Solway Firth (Hadrianswall) und später auch den Isthmus zwischen Firth of Forth und Firth of Clyde (Antoninuswall). Um 108 wurde das Lager von Eburacum in Stein neu aufgebaut. Seit 120 stand hier die Legio VI Victrix. In den Jahren 139 bis 141 kam es wieder zu größeren Auseinandersetzungen mit den caledonischen Stämmen. Als Reaktion darauf marschierte Rom wieder in den Lowlands ein. Um 155 zog man sich zunächst wieder vom Antoninuswall zurück, um ihn kurze Zeit später wieder zu besetzen. Denn zwischen 155 und 158 brachen im Norden schwere Unruhen aus. Die dortige Legion musste mit Kontingenten aus den germanischen Provinzen aufgestockt werden. 163 wurde der Antoninuswall endgültig aufgegeben und stattdessen der Hadrianswall wieder bemannt und – wo notwendig – repariert. Die meisten Durchgänge der Meilenkastelle in den Norden wurden dabei zugemauert und die Dammwege über den vorgelagerten Graben beseitigt.

#### Westen und Südosten
Die Abwehr und Kontrolle an den Küsten im Westen und Südosten erfolgte ebenfalls durch Kastell- und Wach- bzw. Signalturmketten und entlang der Hauptverkehrsstraßen im Landesinneren. Die Mehrzahl der Provinztruppen war auch in solchen Kastellen, Kleinkastellen und Wachtürmen stationiert. Im Ernstfall erhielten sie Unterstützung von den Legionen, die nun in den drei großen Militärzentren der Insel konzentriert waren. Diese Legionslager waren durch ein gut ausgebautes Straßennetz mit allen von den Römern besetzten Regionen der Insel verbunden. Die Legionslager in Lincoln und Glouchester wurden aufgelassen und zu Veteranenkolonien umgewandelt.

### 3. Jahrhundert

#### Norden
Am Ende seiner Herrschaft, im frühen 3. Jahrhundert, führten der schon schwer an der Gicht erkrankte Septimius Severus und seine Söhne Caracalla und Geta einen verlustreichen Feldzug in den Stammesgebieten der Caledonii und Maeatae nördlich des Walls. Caracalla erhielt den Oberbefehl über das Heer. Geta hingegen erhielt kein Kommando, sondern übernahm rein zivile Aufgaben. Eine große Anzahl von Militärbauten entlang des Hadrianswalls wurde dafür wieder instand gesetzt, auch der Abriss von Wachtürmen und die Verkleinerung einiger Kastelle dürfte in dieser Periode angeordnet worden sein. Das römische Heer stieß zwischen 209 und 210 unter großen Verlusten weit in den Norden der Insel bis zum Moray Firth vor. Auch der Antoninuswall wurde noch einmal für kurze Zeit besetzt. Den Piktenstämmen konnte schließlich ein Friedensvertrag aufgezwungen werden. Eine dauerhafte Lösung bot dies aber nicht. Dennoch nahmen beide Söhne den Siegernamen Britannicus maximus an, den auch ihr Vater führte. Severus starb am 4. Februar 211 in Eburacum. Von 287 bis 296, während der Usurpation des Carausius, war der Hadrianswall erneut baufällig geworden und wurde auch teilweise bei Kampfhandlungen zerstört. Gleichzeitig verteidigte Carausius aber sein Inselreich erfolgreich gegen Barbareneinfälle. In seinem Auftrag wurde der Hadrianswall repariert, um den Norden wieder wirksamer gegen Pikten und Skoten abzusichern. Wie in seinen früheren Aktionen gegen fränkische Piraten baute Carausius wohl wieder diplomatische Beziehungen zu den nördlichen Barbaren auf, seine dortigen militärischen Erfolge dürften also zum Teil auch auf seine guten Kontakte zu deren Anführern zurückzuführen sein. Carausius’ Nachfolger, Allectus, zog zur Verteidigung der Kanalküste gegen Constantius Chlorus einen Großteil der Wallbesatzungen ab. Im späten 3. Jahrhundert änderten Pikten und Skoten jedoch ihre Taktik und vereinigten sich zu einem konzertierten Angriff auf die britischen Provinzen. Die Pikten griffen nicht – wie ansonsten üblich – frontal den Hadrianswall an, sondern umgingen ihn auf dem Seeweg. Dann fielen sie in die römischen Provinzen an der Südostküste ein. Die Raubflotte der Skoten landete indessen an der Westküste und plünderte die dortigen Provinzialen aus. Nach der Niederwerfung des Usurpators Allectus führte Chlorus unmittelbar danach einen Vergeltungszug gegen die Eindringlinge, marschierte im Zuge dessen mit seinen Truppen in ihre Siedlungsgebiete nördlich des Hadrianswalls ein und verwüstete sie. Er wurde dabei von seinem Sohn Konstantin begleitet. Constantius dürfte die Kämpfe rasch erfolgreich abgeschlossen haben, im Januar 306 ließ er sich zum „zweiten Britanniensieger“ ausrufen. Aber noch im gleichen Jahr verstarb Constantius in Eburacum. Konstantin wurde dort von den Soldaten kurzerhand zum Cäsar des Westens erhoben. An der Wende zum 4. Jahrhundert war die Nordgrenze wieder stabil, bedurfte jedoch weiterhin starker Truppenverbände zu ihrer Verteidigung.

#### Westen
Die römischen Kaiser waren besonders durch Usurpationen der Legionskommandanten in ihrer Position gefährdet (siehe Reichskrise des 3. Jahrhunderts). Einige der Aufrührer kamen auch aus Britannien. Um genügend Soldaten für ihren Marsch nach Rom aufbieten zu können, verringerten sie die britischen Garnisonen jedes Mal weit über das verantwortbare Maß hinaus. Die Kastelle im Westen waren immer die ersten, die ihre Mannschaften abgeben mussten, da man diese Region, aufgrund ihrer Randlage und geringen wirtschaftlichen Bedeutung, als vernachlässigbar ansah. Schon der Vorstoß nach Schottland unter Antoninus Pius führte zu einer erheblichen Reduzierung der Truppen in Wales. Nur ein paar Kastelle wie Segontium an der Nordwestküste blieben weiterhin besetzt, um die dort ansässigen Keltenstämme unter Kontrolle zu halten. Im frühen dritten Jahrhundert kehrte die Legio II Augusta nach einem längeren Feldzug zwar wieder nach Caerleon zurück, trotzdem blieb die Anzahl der römischen Truppen in Wales sehr niedrig. Im späten dritten Jahrhundert wurden die dortigen Küsten zunehmend von irischen und skotischen Plünderern bedroht. Ihre Raubschiffe liefen meist in den Bristolkanal, eine Bucht zwischen der Landspitze Südwestenglands und dem südlichen Wales ein. Von dort aus stießen sie dann in die reichsten Regionen Britanniens, die Cotswolds und Wiltshire vor. Zu ihrer Abwehr wurde in Cardiff ein neues Kastell errichtet. Andere schon bestehende wurden wieder instand gesetzt. Dennoch wurde die Grenze hier immer durchlässiger, da die stark dezimierte Schutztruppe die irischen Einwanderer nicht mehr aus den Küstenregionen vertreiben konnte.

#### Südosten
An der Südostküste behalf man sich ebenfalls mit Kastellen und Wachtürmen, um Migration und Plünderungszüge von Franken, Angeln und Sachsen abzuwehren. Den seit etwa 270 von See her einfallenden germanischen Plünderern versuchte man mit teilweise neu errichteten, stark befestigten Festungen Herr zu werden. In seiner Chronik aus der zweiten Hälfte des 4. Jahrhunderts berichtet Eutrop, dass der Befehlshaber der Kanalflotte, Carausius, um 285 n. Chr. den Auftrag bekommen habe, im Ärmelkanal und Nordsee gegen fränkische und sächsische Piraten vorzugehen. Die ständigen Überfälle auf die dortigen Küsten behinderten den Seeverkehr und vor allem die sichere Überführung von Waren und Edelmetallen nach Gallien und Rom. Das weitverzweigte Flusssystem Britanniens ermöglichte es den germanischen Eindringlingen, mit ihren kleinen flachgehenden Booten rasch ins Innere der Insel vorzudringen. Als Gegenmaßnahme richtete die römische Verwaltung zu beiden Seiten des Ärmelkanals einen eigenen Militärbezirk ein. Diese strategisch wichtigen Festungen und Flottenstationen, während Carausius’ kurzlebigen britannischen Sonderreich wohl bemannt mit seinen loyalsten Offizieren und Soldaten, konnten genauso gut auch römische Invasoren abwehren. Das genaue Datum ihrer Entstehung liegt jedoch im Dunkeln. Die ohnehin schon schwierige militärische Lage Britanniens verschärfte sich aber dennoch weiter. Die dortige Armeeführung musste der neuen Bedrohung wirksam entgegentreten, ohne dafür eine ausreichende Anzahl von Soldaten zur Verfügung zu haben. Sie war daher gezwungen, Truppen aus weniger gefährdeten oder wirtschaftlich unwichtigen Gebieten der Insel abzuziehen.

### 4. Jahrhundert

#### Norden
Seit dem Sommer 305 unternahm der römische Kaiser Constantius I. Chlorus einen erfolgreichen Feldzug gegen die „Caledonier und andere Pikten“ und wurde noch im selben Jahr zum zweiten Mal zum Britannicus Maximus ausgerufen, starb aber schon am 25. Juli 306 in Eboracum. Das schon seit seiner Gründung stark durch das Militär geprägte Eburacum behauptete auch im vierten Jahrhundert ihren Status als Metropole des Nordens. Im frühen 4. Jahrhundert nahm die Legio VI Victrix noch einmal größere Umbauarbeiten an ihrem Stammlager vor. Die Befestigungen und Türme wurden verstärkt und Gebäude wie die Principia wieder instand gesetzt. Sein Nachfolger Constans führte 343 einen Feldzug gegen die Pikten, der in einer Münzserie durch die Darstellung des Kaisers in einem Schiff symbolisiert ist. Im Jahr 360 entsandte Kaiser Julian seinen Heermeister Lupicinus gegen die Pikten und die mit ihnen verbündeten Skoten aus Irland, die gemeinsam in Britannien eingefallen waren. Danach kam es immer häufiger zu Scharmützeln mit den nördlichen Völkern. Für das Jahr 364 nennt der römische Historiker Ammianus Marcellinus die Dicalydones, Verturiones, Skoten, Attacotti und Sachsen als jene Völker, die Rom in Britannien Probleme bereiteten. Bis heute ist unklar, welche Beziehungen diese Völker untereinander hatten und wo sie (abgesehen von den Skoten und Sachsen) siedelten. Im Jahr 367 verbündeten sich Pikten, Skoten und Attacotti zu einer Conspiratio barbarica (‚barbarische Verschwörung‘). Bei den Kämpfen waren auch die beiden Befehlshaber des Provinzheeres getötet worden. 368 landete der Feldherr Flavius Theodosius im Auftrag Kaiser Valentinians I. in Britannien, wo er zunächst den Aufstand des Valentinus, danach die „barbarische Verschwörung“ niederwarf und den Hadrianswall wieder sicherte.
383 wurde der amtierende Oberbefehlshaber des Provinzheeres (Comes Britanniarum in praesenti), Magnus Maximus, von seinen Truppen zum Kaiser ausgerufen. Auslöser der Rebellion war angeblich die zunehmende Verärgerung der britischen Militärs über den Imperator des Westens, Gratian, der angeblich alanische Krieger den römischen Soldaten vorzog. Entscheidend dürfte aber gewesen sein, dass sich die britannischen Truppen, die in ständige, verlustreiche Abwehrkämpfe mit Pikten, Skoten und Iren verwickelt waren, vom Kaiser zunehmend im Stich gelassen fühlten. Es war typisch für ständig im Kampf stehende Truppen, dass sie mit der Zeit ein großes Verlangen nach „Kaisernähe“ entwickelten. Gratian war aber schon vollauf mit anderen Krisen im Reich beschäftigt. Deshalb erhoben die romano-britischen Soldaten kurzerhand ihren Heerführer zum Imperator. Maximus reihte für seinen anschließenden Gallienfeldzug auch wieder einen großen Teil der an der Nordgrenze stationierten Garnisonseinheiten in seine Armee ein. Dies hatte zur Folge, dass der Hadrianswall ab diesem Zeitpunkt nahezu unbewacht gewesen sein dürfte und aufhörte, ein zusammenhängendes und einheitlich organisiertes Grenzsicherungssystem zu sein. Nach dem gewaltsamen Ende des Usurpators kehrten viele seiner Soldaten nicht mehr nach Britannien zurück, sondern siedelten sich stattdessen an der Westküste Galliens, in Bretannia, der heutigen Bretagne an. Tatsache ist, dass durch Maximus’ Kontinentalfeldzug ein großer Teil der römischen Truppen von der Insel abgezogen wurde. Da aber auch gegen Ende des 4. Jahrhunderts römische Einheiten nach Britannien verlegt wurden (siehe unten), kann die Aufgabe der Provinz sicher nicht schon zur Zeit seiner Usurpation erfolgt sein.
398/399 wurde noch einmal eine schlagkräftige römische Armee nach Britannien entsandt. Der Panegyriker Claudian berichtet, dass der weströmische magister militum, Stilicho, am Hadrianswall einen Feldzug gegen Pikten und Skoten führte. Stilicho unterstellte dem Comes Britanniarum offenbar auch neun Einheiten der Comitatenses. 402 zog man jedoch die meisten dieser Soldaten wieder ab, um sie in Italien gegen die abtrünnige Westgotenarmee des Alarich einzusetzen. Um diese Zeit ließ der praepositus Justinian im Kastell Ravenscar einen Turm erneuern und aus diesem Anlass die letzte bekannte römische Bauinschrift Britanniens setzen.

#### Westen
Im 4. Jahrhundert hatten besonders Cardiff, Caernarfon, Holyhead und Caerhun unter den Angriffen der irischen Piraten zu leiden. Man vermutet, dass Magnus Maximus für den endgültigen Abzug der meisten römischen Truppen aus Wales verantwortlich war. In den walisischen Überlieferungen wird berichtet, dass Maximus vor seinem Abmarsch nach Gallien die Verteidigung der Insel neu organisierte. Er teilte Wales in neue Militärbezirke ein, die er dann entweder einem regionalen Stammesfürsten oder Offizieren der Limitanei unterstellte. Es ist unklar, wann die Legion aus dem Lager in Caerleon abgezogen wurde. Vielleicht am Ende des dritten oder gegen Mitte des vierten Jahrhunderts. Münzfunde mit Prägedaten bis 370 belegen dort eine – möglicherweise nur zivile – Siedlungskontinuität bis in diese Zeit. Die Schlussmünze stammt aus der Regierungszeit des Theodosius (388–395). Das Legionslager von Chester dürfte ebenfalls in dieser Periode geräumt worden sein.

#### Südosten
Im Südosten Britanniens trieben ab der Wende vom 3. auf das 4. Jahrhundert fränkische und sächsische Seeräuber ihr Unwesen. Die Verantwortung für die Sicherung dieses Küstenabschnitts lag in der Mitte des 4. Jahrhunderts bei einem Comes. 367 kam es zu einem zeitgleichen Einfall mehrerer Barbarenvölker in Britannien. Dadurch wurden die Einheiten der Provinzstreitkräfte entweder aufgerieben oder zersprengt. Auch ihre Oberbefehlshaber fanden dabei den Tod, darunter der „Graf der Küstenregionen“. Sein Zuständigkeitsbereich muss dann – spätestens um 395 – in drei Militärbezirke geteilt worden sein. Man wollte damit auch verhindern, dass ein Heerführer zu viele Einheiten unter sein Kommando bekam und sich damit ein Aufstand (wie z. B. die Usurpation des Carausius) wiederholen konnte.

### 5. Jahrhundert

#### Norden
In den Kastellen am Hadrianswall konnten in den Grabungsschichten nach 407 keine römischen Münzen mehr gefunden werden. Mit dem – vermutlich – zwischen 407 und 410 erfolgten Abzug des britannischen Feldheeres durch den Usurpator Konstantin III. verloren wohl auch die Garnisonen am Wall einige Soldaten. Konstantin folgten aber wahrscheinlich nur sehr wenige Kämpfer aus dem Norden, da sie größtenteils dort geboren worden waren und bei den Stationierungsorten mit ihren Familien ihre eigenen Höfe bewirtschafteten. Laut der letztmals um 420 aktualisierten Notitia Dignitatum scheint der Wall zumindest bis zum frühen 5. Jahrhundert noch von regulären Limitanei bewacht worden zu sein. Sie standen unter dem Kommando des Dux Britanniarum, der wohl noch über beträchtliche materielle und militärische Ressourcen verfügt haben dürfte. Bevor er Britannien verließ, ernannte Magnus Maximus vermutlich Coelius zum Oberbefehlshaber an der Nordgrenze; er dürfte der letzte von den Römern dort eingesetzte Heerführer gewesen sein. John Morris vermutet, dass es sich bei ihm um den legendenumwobenen Coel Hen gehandelt hat. Archäologische Funde belegen, dass einige Wallkastelle noch bis in die erste Hälfte des 5. Jahrhunderts von den Nachkommen der römischen Soldaten bewohnt wurden. Das Kastell Birdoswald war sogar bis ins Frühmittelalter besiedelt. Einige von ihnen wandelten sie sich im Laufe der Zeit zu Wehrdörfern (oppida), die meisten wurden jedoch zur Gewinnung von Baumaterial abgetragen; einige der Meilenkastelle wurden u. a. als Viehpferche verwendet. Der Südosten wurde aber weiterhin von den Truppen des Dux vor Angriffen der Pikten und Skoten bewahrt. Die Verwaltungsbezirke der spätrömischen Provinzen zerfielen gegen Mitte des fünften Jahrhundert durch Erbteilung in unabhängige Kleinkönigreiche, weshalb Eburacum schließlich aus dem Süden keine materiellen und finanziellen Zuwendungen mehr erhielt. Coel Hen scheint in der nördlichen Hälfte Britanniens eine weitaus größere Macht ausgeübt haben als die früheren Amtsinhaber. Er könnte einen Übergang zwischen einem spätrömischen Militärbeamten und einem regionalen Herrscher in einem zunehmend in unabhängige Königreiche zerfallenden Britannien darstellen. Coel wurde, laut einer walisischen Überlieferung, zum Ahnherrn aller kelto-britischen Könige in dieser Region. Eburacum avancierte zur Metropole des keltobritischen Königreichs Ebrauc. Die Folge davon war, dass man Eindringlinge nur noch bekämpfte, wenn sie das eigene Territorium bedrohten.

#### Westen
Da es im Südosten keine Zentralgewalt mehr gab, ließen die dortigen Befehlshaber auch die Iren bei ihrer Landnahme an der walisischen Küste und in den abgelegenen Regionen von Cornwall und Devon gewähren. Zu dieser Zeit dürften in Wales nur noch größere romano-britische Ansiedlungen wie Carmarthen und Caerwent über eine Garnison verfügt haben. Nach dem Zusammenbruch der römischen Verwaltung im frühen fünften Jahrhundert lebten die alten Stammesgesellschaften wieder auf und auch der Westen zerfiel rasch in unabhängige, sich ständig bekriegende Kleinkönigreiche. Nur um die größeren Städte Chester, Wroxeter, Glouchester und Caerleon konnte noch ein gewisses Maß an römischer Lebensart aufrechterhalten werden.

#### Südosten
Auch der Comes der Sachsenküste schloss sich nicht mit seinen Truppen dem Zug des Konstantin nach Gallien an. Er konnte seine Verteidigungsorganisation wahrscheinlich noch bis zum Beginn des 5. Jahrhunderts aufrechterhalten. Dieser Teil Britanniens verfügte über die meisten Städte und die am weitesten entwickelte Warenproduktion. Man nimmt an, dass die militärische Aktivität in den dortigen Kastellen noch lange über das frühe 5. Jahrhundert hinaus anhielt. Die Sachsenküstenkastelle wurden aber wohl nicht mehr aus staatlichen Magazinen versorgt. Ihre schon größtenteils aus Germanen bestehende Besatzungen bewirtschafteten mit ihren Familien – wie am Hadrianswall – meist kleine Höfe und stellten das Meiste, was sie zum Leben benötigten, selbst her. Als der Migrationsdruck der Angelsachsen auf Britannien stetig wuchs und sie langsam begannen sich auch die fruchtbaren Tiefländer anzueignen, flüchteten sich die Romano-Briten u. a. auch in die Kastelle der Sachsenküste, die wohl größtenteils noch intakt waren. Dies schützte sie jedoch nur vorübergehend vor den Invasoren. Eines von ihnen, Anderitum, wurde im Jahr 491 von den Angelsachsen unter dem Befehl des ersten Königs von Sussex, Ælle (477 bis 514) und seinem Sohn Cissa belagert und gestürmt. Die Verteidiger wurden dabei bis auf den letzten Mann niedergemacht. Dies ist einer der seltenen überlieferten Berichte aus der Völkerwanderungszeit über die erfolgreiche Belagerung einer befestigten romano-britischen Siedlung durch die Neueinwanderer. Es gibt in gallischen Chroniken weitere Hinweise darauf, dass die Insel spätestens nach 440/441 mehr und mehr unter angelsächsische Herrschaft geriet – vermutlich ausgelöst durch eine Rebellion der von den Provinzialen angeworbenen foederati.

## Truppen
Britannien war eine Art Testgelände für die römischen Legionen. Sie war eine der umkämpftesten Provinzen des Reiches in der es ständig brodelte und die nie gänzlich befriedet werden konnte. Wenn man sich als Offizier Lorbeeren erringen wollte, war dort der beste Platz dafür. Als der Widerstand gegen Ende des 1. Jahrhunderts – zumindest im Süden – weitgehend abebbte, stach Britannien dennoch für die nächsten 300 Jahre durch seine massive Militärpräsenz aus allen anderen Provinzen heraus. Bis zur Mitte des 2. Jahrhunderts waren 10 – 12 % des römischen Heeres dort stationiert, obwohl seine Fläche nur 4 % des gesamten Reiches ausmachte.
Zur Zeit ihres Höchststandes zählte die römischen Armee in Britannien (Exercitus Britannicus) vermutlich 35.000 bis 40.000 Mann. Legionen, Auxiliarkohorten und Flotte wurden von den jeweils amtierenden Provinzstatthaltern befehligt. Sie war damit der größte stehende Verband der römischen Armee. Laut der in Britannien aufgefundenen, im Jahr 122 ausgestellten Militärdiplome sind Soldaten aus 13 Alen und 37 Kohorten, also insgesamt 50 verschiedenen Auxiliareinheiten, mit dem Bürgerrecht belohnt worden. Zwei Jahrzehnte früher, 103 und 105, wurden zwei Konstitutionen für Soldaten aus jeweils verschiedenen Gruppen von Einheiten erlassen. Soldaten aus einmal vier, einmal zwei Alen und je elf Kohorten wurden privilegiert, die Truppenlisten überschnitten sich nicht. Also standen damals schon mindestens sechs Alen und mindestens 22 Kohorten auf der Insel. Jarrett geht von einer Stärke des exercitus unter Hadrian von 15 Alen und 43 Kohorten aus, von denen zu Beginn des 3. Jahrhunderts n. Chr. noch neun Alen und 35 Kohorten nachweisbar sind. Da während dieser Zeit immer drei Legionen in Britannien stationiert waren, ergibt das ein Verhältnis von 3-5 Alen und 11-15 Kohorten pro Legion. Bei später entstandenen Kastellen der Sachsenküste hingegen ist weniger klar, wer an ihrem Bau direkt beteiligt war. Ab dem 3. Jahrhundert wurde der Mannschaftsstand der römischen Armee in Britannien immer weiter reduziert, sodass am Ende des Jahrhunderts (um 210 n. Chr.) wahrscheinlich nur noch ein wenig mehr als die Hälfte übrig war. Entscheidend hierfür ist auch, dass sich damit auch die Zusammensetzung der Truppen in dieser Zeit verändert hat und sich ab Mitte des 3. Jahrhunderts die Anzahl der verfügbaren Armeehandwerker ebenfalls reduziert haben muss. Trotz solcher Aderlässe war die römische Armee in Britannien zu diesem Zeitpunkt noch nicht überstrapaziert, seine Provinzen waren größtenteils von den zeitweise heftigen Auseinandersetzungen, die im übrigen Imperium wüteten, unbehelligt geblieben.
Eine solch hohe Anzahl von Soldaten ist nur zum Teil mit dem hartnäckigen Widerstand der Briten gegen die römische Besatzung zu erklären. Es ist denkbar, dass Britannien durch seine Randlage als idealer Standort angesehen wurde, um z. B. einige der potentiell zu Unruhen geneigten Legionen dauerhaft zu isolieren und zu beschäftigen. Auch ihre Befehlshaber, die Legati, wurden mehrfach wegen ihres aufrührerischen Verhaltens getadelt. Britannien ist vom Wasser umgeben. Es war also nicht so einfach, von dort aus eine Rebellion gegen den Imperator anzuzetteln. Dennoch marschierten im Jahre 185 n. Chr. 1500 britische Lanciarii (Speerwerfer) bis vor die Tore Roms und ermordeten den Prätorianerpräfekten des Commodus, Tigidius Perennis samt seiner Familie. Wie es den Soldaten gelang, ungehindert bis ins Herz des Imperiums vorzudringen, ohne dass der Kaiserhof entsprechende Gegenmaßnahmen ergriff, ist bis heute ein ungelöstes Rätsel geblieben. Vermutlich war man in Rom felsenfest davon überzeugt, dass die Truppen in Britannien zu weit entfernt waren, um eine ernsthafte Bedrohung darzustellen. Während der Ära des gallischen und des britischen Sonderreiches im 3. Jahrhundert standen die britannischen Truppen stets auf der Seite von Usurpatoren.
Wie die meisten anderen Provinzen Roms wurde auch Britannien, wenn nötig, mit Androhung oder Anwendung von Gewalt unter Kontrolle gehalten. Die Armee sollte die Briten nicht in erster Linie vor ihren Feinden schützen, sondern sie einschüchtern bzw. kontrollieren und dafür sorgen, dass jedes Jahr verlässlich ein Maximum an Steuern in die Reichskasse floss. Die Militärverwaltung erhob auch, wo und wie viele Menschen dort wohnten, ihre Reisebewegungen und was sie an Besitz aufzuweisen hatten. Mit diesen Informationen konnten die Römer sie noch höher und effizienter besteuern, als es jemals zuvor der Fall gewesen war. Aber schon die Entlohnung und Ausrüstung der Provinzstreitkräfte verschlang vermutlich einen Großteil der Steuereinnahmen.

### Legionen
In den ersten vier Jahrzehnten nach der Invasion von 43 standen in Britannien noch vier Legionen. Danach bis zum Ende der Herrschaft Roms im frühen 5. Jahrhundert sank ihre Zahl auf drei. Ihre Hauptquartiere befanden sich in
- Eburacum/York,
- Isca Silurum/Caerleon und
- Deva/Chester.

Zusammengenommen belief sich ihre Gesamtstärke auf rund 15.000 Mann.
| Zeitstellung          | Legion                          | Standorte/Einsätze |
| --------------------- | ------------------------------- | --- |
| 1. bis 5. Jahrhundert | Legio II Augusta                | Eine der Legionen, von der mit Sicherheit gesagt werden kann, dass sie der Invasionsarmee des Claudius angehörte. Die Legio secunda Augusta war in Britannien an 30 Kampfhandlungen beteiligt (ihr größter Erfolg war die Belagerung und Erstürmung der Festung von Maiden Hill), sie eroberte dabei 20 Dörfer und landete auch auf der Isle of Wight. 43 wurde sie bei einem Feldzug im Südwesten Britanniens vom späteren Kaiser Vespasian befehligt. Bei der Niederschlagung von nachfolgenden Revolten der britischen Stämme hatte sie ebenfalls mehrmals eine wichtige Rolle gespielt. Nach der Besetzung des Südens wurde die Legion in Vexillationen aufgeteilt und zunächst im Südwesten der Insel stationiert. Sie stand u. a. in Silchester und ab 49 n. Chr. in Dorchester und Lake Farm bei Wimborne, bis sie im Jahre 55 n. Chr. ins Legionslager Exeter verlegt wurde. Um 74 wurde am Ufer des River Usk zuerst nur ein provisorisches Lager, aber schon wenige Monate später (74/75) ein neues in Caerleon (walisisch: „die Festung der Legion“) errichtet. Es blieb bis in das frühe 3. Jahrhundert n. Chr. ihr Hauptquartier. Zeitweise waren hier bis zu 5000 Mann stationiert. Im 2. Jahrhundert beteiligten sich ihre Legionäre am Bau des Hadrians- und des Antoninuswalls. Am Hadrianswall errichteten sie bevorzugt die Meilenkastelle und in Corbridge diverse Gebäude. Die Legion wurde unter Septimius Severus, 207, noch einmal für Umbau- und Reparaturarbeiten am Wall eingesetzt. Im Zuge des Feldzuges gegen die caledonischen Stämme teilte sich die Einheit nach 208 mit der Legio VI Victrix ein Kastell bei Carpow am Tay und blieb dort bis unter Severus Alexander die besetzten Gebiete in Caledonien wieder aufgegeben wurden. Danach wurde die Legion wohl zunehmend in Kent bei der Küstenverteidigung eingesetzt. In der Spätantike stand sie in Richborough, das dortige Sachsenküstenkastell hatte aber nur den Bruchteil der Größe von Caerleon. Die Mannschaftsstärke der Legion muss also erheblich kleiner gewesen sein als noch zur mittleren Kaiserzeit. Die für das 4. Jahrhundert bezeugte Legio II Britannica wurde möglicherweise in der Zeit des Carausius aus der Legio II Augusta herausgezogen. |
| 1. Jahrhundert        | Legio II Adiutrix Pia Fidelis   | In Britannien seit 60 oder 71 stationiert. Wahrscheinlich kam sie aber mit der Armee des Petillius Cerialis nach Britannien. Seit dieser Zeit stand sie in Lincoln. Ob die Legio secunda Adiutrix in den 80er Jahren komplett in den Westen nach Chester verlegt wurde oder nur eine ihrer Vexillationen, ist unsicher. Hauptaufgabe der Legion war es, die Legio IX und XX während ihrer Kampagnen im Norden in den 70er und 80er Jahre zu unterstützen. Nach dem Rückzug der Römer aus Schottland wurde sie 87 aus Britannien abgezogen. |
| 2. bis 5. Jahrhundert | Legio VI Victrix Pia Fidelis    | Sie hielt sich seit 121 in Britannien auf und hatte ihr Hauptquartier in Eburacum (York). Ab 122 wurden die Legionäre beim Bau des Hadrianswalls eingesetzt. Ihr Bauabschnitt lag zwischen Newcastle upon Tyne und Carlisle. Zwischen 139 und 142 waren einige ihrer Vexillationen mit dem Bau des Antoninuswalls zwischen Edinburgh und Glasgow betraut. Seit 158 war die Legio sextae Victrix mit der Revitalisierung des Hadrianswalls beschäftigt, um den Rückzug vom Antoninuswall vorzubereiten. In der Zeit zwischen 175 und 190, einige Jahrzehnte nachdem der Antoninuswall aufgegeben wurde, war eine ihrer Vexillationen zumindest zeitweilig im Vorpostenkastell Castlecary stationiert. Im späten 2. Jahrhundert stand eine ihrer Vexillationen in Coriosopitum. Der Präfekt Lucius Artorius Castus, vielleicht das historische Vorbild für den legendären König Artus, war zwischen 180 und 230 Befehlshaber der Legion. Er führte vermutlich im ausgehenden 2. Jahrhundert mit aus allen drei britischen Legionen herausgezogenen Vexillationen einen Feldzug gegen Aufständische in der Bretagne. Inschriften der Legion lassen sich bis Anfang des 5. Jahrhunderts n. Chr. nachweisen. Um 402 dürfte der Rest der Legion von Stilicho zur Verteidigung Italiens abgezogen worden sein. Möglicherweise hielt im nachrömischen Britannien eine aus ihren Veteranen gebildete Miliz noch ein paar Kastelle des Hadrianswalls besetzt. |
| 1. bis 2. Jahrhundert | Legio IX Hispana                | Seit 30 v. Chr. war sie zunächst in Hispanien eingesetzt, ab 19 v. Chr. führte sie den Beinamen Hispana. Wahrscheinlich nahm sie 43 an der Invasion des Claudius teil. Ihre Anwesenheit auf der Insel ist aber erst seit dem Jahr 60 sicher belegt. Die letzte Inschrift, die die Legio nona Hispana in Britannien erwähnt, stammt aus dem Jahr 108. Sie wurde wohl noch vor 122 von dort abgezogen. |
| 1. Jahrhundert        | Legio XIV Gemina Martia Victrix | Die Legion nahm wohl ebenfalls an der Invasion von 43 teil. Ihre Anwesenheit in Britannien ist aber nicht vor 60 nachweisbar. Sie wurde unter Nero für ihren Einsatz bei der Niederschlagung des Boudicaaufstands ausgezeichnet. Die Legion wurde 69 zurück auf den Kontinent verlegt (Donaulimes). |
| 1. bis 3. Jahrhundert | Legio XX Valeria Victrix        | Vermutlich war sie Teil der Invasionsarmee von 43. Vor 60 ist sie in Britannien epigraphisch nicht nachweisbar. Der Ehrentitel Valeria Victrix wurde ihr für die Beteiligung an der Niederschlagung des Boudicaaufstands verliehen. Anfangs war ein Teil der Legion – zusammen mit Auxiliaren – im Lager Camulodunum (Colchester) stationiert. 48–49 n. Chr. wurde sie nach Glevum (Gloucester) in Wales umquartiert. Als Alternativstandort käme aber auch Kingsholm bei Gloucester in Frage. Im Jahr 57 wurde sie nach Usk verlegt. Kurz nach 65 wurde die Legion nach Viroconium (Wroxeter) abkommandiert, um dort die Legio XIIII Gemina abzulösen. Zeitweilig befand sich die Legion auch in Carlisle. Um 83 erbaute sie das Lager Pinnata Castra (Inchtuthil) am schottischen Fluss Tay. 87 wurde sie in das von der Legio II Adiutrix erbaute Lager Deva (Chester) verlegt. Zwischen 122 und 125 wurden die Legionäre für den Aufbau des Hadrianswalls abkommandiert. Von 139 bis 142 waren sie auch an der Errichtung des Antoninuswalls beteiligt. Um 219 sind Vexillationen in Alauna (Maryport), Netherby und Bewcastle nachweisbar. Sie führten dort ebenfalls Bauarbeiten durch. Die letzten Inschriften, die von der Legion berichten, stammen aus dem 3. Jahrhundert. Vielleicht wurde sie nach der Zerschlagung des britannischen Sonderreiches von Constantius Chlorus aufgelöst. Möglich wäre auch, dass sie vom Regenten des Westens, Stilicho, zwischen 402 oder 403 aus Britannien abgezogen wurde. Die Legion scheint auch in der Notitia Dignitatum nicht mehr auf. In der Truppenliste des Dux Britanniarum wird nur ein Numerus Solensium in Maglone angegeben, er könnte aus dieser Legion hervorgegangen sein. |

### Hilfstruppen
Mehr als die Hälfte der römischen Besatzungstruppen in Britannien rekrutierten sich aus den Hilfstruppen (Auxilia). Hilfstruppeneinheiten werden in antiken literarischen Quellen allerdings nur selten genannt. Die epigraphischen Beweise für ihre dortige Anwesenheit kommen aus verschiedenen Quellen – darunter die berühmten hölzernen Schrifttafeln aus Vindolanda und Militärdiplomen. Der überwiegende Teil der britischen Besatzungstruppe bestand aus – hauptsächlich in Spanien, Gallien, Niedergermanien, Bulgarien und Griechenland angeworbenen – Soldaten. Ihre primäre Aufgabe war der Wachdienst in den Grenzkastellen. Die Kastelle am Hadrianswall (per lineam valli) waren ausnahmslos mit ihnen besetzt. Seine Garnisonen zählten zusammengenommen um die 12.000 Mann, inkl. der Vorposten, wie eine Schätzung anhand der Kastellgrößen ergibt. Das war fast ein Drittel der britischen Auxiliaren. Die Stärke der Hilfstruppen erreichte ihren Höchststand im 2. Jahrhundert und umfasste damals wohl um die 20.000 Mann. Um welche Einheiten es sich dabei genau handelte, kann allerdings nicht präzise beantwortet werden. Auf Militärdiplomen aus den Jahren 98, 103, 105, 108, 122, und 124 n. Chr. sind zwar zahlreiche Auxiliareinheiten verzeichnet, die sich in Britannien aufhielten, aber überliefern nicht, wo sie in Garnison lagen.
Unter Hadrian standen in Britannien 14 Reiterschwadrone (ala) und 47 Infanteriekohorten (cohortes peditae) der Hilfstruppen:
- civium Romanorum = römische Bürger
- equitata = teilberitten
- milliaria = 1000 Mann stark

| Reiter | Reiter/Infanterie | Infanterie | Infanterie |
| --- | --- | --- | --- |
| ala Augusta Gallorum Petriana milliaria civium Romanorum ala Augusta Gallorum Proculeiana ala Augusta Vocontiorum ala Gallorum et Thracum Classiana ala Picentiana Gallorum ala Hispanorum Vettonum ala Agrippina Miniata ala I Pannoniorum Sabiniana ala I Pannoniorum Tampiana ala I Hispanorum Asturum ala I Thracum ala I Tungrorum ala II Asturum ala II Gallorum Sebosiana | cohors I Augusta Nerviana Germanorum milliaria equitata cohors I Vangionum milliaria equitata cohors I Vardulorum civium Romanorum milliaria equitata cohors I Batavorum equitata cohors I Hispanorum equitata cohors I Aelia Hispanorum milliaria equitata cohors I Lingonum equitata cohors II Gallorum veterana equitata cohors II Lingonum equitata cohors II Tungrorum milliaria equitata cohors III Lingonum equitata cohors IV Lingonum equitata cohors IV Gallorum equitata | cohors I Menapiorum cohors I Morinorum cohors I Frisiavonum cohors I Baetasiorum civium Romanorum cohors I Celtiberorum cohors I Aelia classica cohors I Ulpia Cugernorum civium Romanorum cohors I Aelia Dacorum milliaria cohors I Delmatarum cohors II Asturum cohors II Delmatarum cohors III Bracaraugustanorum cohors IV Delmatarum cohors IV Breucorum cohors V Gallorum cohors VI Raetorum | cohors I Tungrorum milliaria cohors I Augusta Bracarum cohors I Aquitanorum cohors I Nauticarum cohors I Nerviorum cohors I Sunucorum cohors I Thracum cohors I Hamiorum sagittariorum milliaria (Bogenschützen) cohors II Nerviorum cohors II Pannoniorum cohors II Thracum veterana cohors II Vasconum civium Romanorum cohors III Nerviorum cohors IV Nerviorum cohors VI Nerviorum cohors VI Gallorum cohors VII Thracum |

### Flotte
Der Provinzflotte, Classis Britannica, oblag die Kontrolle und Überwachung der Gewässer und Küsten rund um die britische Insel. Sie war im 1. Jahrhundert n. Chr. aus den bei der Invasion eingesetzten Seestreitkräften hervorgegangen. Ihre Einheiten operierten meist in enger Zusammenarbeit mit den Landstreitkräften und hatten spielten auch eine Schlüsselrolle bei der Versorgung der Provinzarmee mit dem nötigen Nachschub. Besonders bei den Vorstößen des Gnaeus Iulius Agricola in den Norden der Insel spielte sie eine wichtige Rolle. Ihre Mannschaften erkundeten die Küsten von Irland und Schottland und umrundeten dabei Britannien. Mit Einrichtung des Limes an der Sachsenküste im 3. Jahrhundert erlangte die Flotte wieder eine etwas größere Bedeutung. Vegetius, ein Chronist der seine Werke am Ende des 4. Jahrhunderts verfasste, erwähnt, dass zu dieser Zeit die Provinzflotte noch existierte. Hauptaufgabe ihrer Kriegsschiffe war die strategisch und wirtschaftlich bedeutende Passage zwischen der britischen und gallischen Küste (Dover-Calais) zu sichern. Ihr Haupthafen auf britannischer Seite war anfangs wahrscheinlich Portus Dubris/Dobrae (Dover). Unter Carausius war das Flottenkommando vorübergehend in Portus Adurni (Portchester) untergebracht, danach wurde es nach Rutupiae (Richborough) verlegt.

### Spätantike Militärorganisation
In der Spätantike wurde im ganzen Reich die militärische Administration von der zivilen getrennt und das Heer in eine mobile Feldarmee (Comitatenses) und einen stationären Grenzschutz (Limitanei) aufgeteilt. Die Garnisonen der Sachsenküstenkastelle bestand aus Infanteristen (pedes), einigen Reitereinheiten (ala) und den Besatzungen der Kanalflotte (liburnari). Ab dem 3. Jahrhundert wurde der Mannschaftsstand der römischen Armee in Britannien immer weiter reduziert, sodass am Ende des Jahrhunderts von den ursprünglich geschätzten rund 50.000 Mann (um 210 n. Chr.) wahrscheinlich nur noch ein wenig mehr als die Hälfte übrig war.  Bis zur Mitte des Jahrhunderts wurden die Vorpostenkastelle, wie z. B. Bremenium und Habitancum, mit Aufklärern (exploratores) belegt, was auf zunehmend unruhigere Zeiten schließen lässt. Diese Einheiten wurden aber später wieder aufgelöst, da sie sich aktiv an der Barbarenverschwörung von 367 beteiligt hatten. Eine mobile Feldarmee ist ab 395 für Britannien nachweisbar. Sie sollte bis ins Hinterland vorgedrungene Eindringlinge stellen, vernichten oder wieder vertreiben.
Hauptquelle für die Zusammensetzung der spätrömischen Armee in Britannien ist die – wohl letztmals um 420 aktualisierte – Notitia Dignitatum Occidentis (Westreich). Man nimmt an, dass die britischen Truppenlisten den Bestand um 400 abbilden. Möglicherweise waren sie bei ihrer Abfassung schon längst wieder überholt, da in ihr noch viele mittelkaiserzeitliche Einheiten angeführt werden. Andererseits spricht das Fehlen der Vorpostenkastelle des Hadrianswalls für ihre damalige Aktualität. Auch die Legionslager von Chester und Caerleon werden in der Notitia nicht mehr erwähnt. Ein weiteres Indiz dafür, dass sich die römischen Truppen aus Wales zu dieser Zeit wohl komplett zurückgezogen hatten. Die für Britannien in der ND verzeichneten Einheiten, müssen vor 410 datiert werden, als das Imperium endgültig die Kontrolle über die Insel verlor. Zudem gibt es eine erhebliche Duplizierung, da ein und dieselbe Einheit oft unter verschiedenen Kommandanten aufgeführt wird. Es ist heute nicht mehr festzustellen, ob es sich dabei um Abteilungen derselben Einheit, die gleichzeitig an verschiedenen Orten stationiert war oder um dieselbe (vollständige) Einheit handelte die dort zu verschiedenen Zeiten lag. Außerdem ist es wahrscheinlich, dass einige dieser Einheiten nur nominell angeführt oder auch nur minimal besetzt waren.
Laut ND wurden die Limitanei im Norden und Südosten von einem Dux limites und einem Comes rei militaris befehligt, diese waren wiederum dem ranghöchsten Befehlshaber der Armee in Britannien unterstellt. In der Regel gilt in der Forschung die Periode zwischen 409/410 als der Zeitpunkt, an dem die letzten regulären Truppen Roms von der Insel abrückten. Mit dem Abzug der Comitatenses dürfte die fast 400-jährige römische Militärpräsenz in Britannien aber schon ab 407 ihr Ende gefunden haben. Die Feldarmee, die sich mit Konstantin nach Gallien einschiffte, war wohl eine aufrührerische, von Germanenkriegern dominierte Söldnertruppe, die nur auf seine Person eingeschworen war und ihm die Treue hielt solange er sie und ihre Familien mit allem lebensnotwendigen Gütern versorgen konnte. Dennoch dürften mit ihrem Abgang dem Provinzheer die schlagkräftigsten Einheiten entzogen worden sein. Anders als noch zu früheren Zeiten galt die Loyalität der romano-britischen Soldaten nicht mehr dem regierenden Kaiser, sondern in erster Linie ihrer Heimatprovinzen oder Feldherren. Die meisten Limitanei im Norden und an der Sachsenküste blieben daher in ihren Kastellen. Diese Einheiten lösten sich wohl erst mit dem allmählichen Zerfall der Provinzen in Kleinkönigreiche auf.
Die in der Notitia Dignitatum verzeichneten Heerführer und Einheiten der Provinzarmee (Stand frühes 5. Jahrhundert n. Chr.)
| Heerführer/Kommandobereich | Reiter | Infanterie | Infanterie | Infanterie |
| --- | --- | --- | --- | --- |
| Comes Britanniarum Oberbefehl über das gesamte Provinzaufgebot (d. h. Feldarmee + Grenztruppen + Flotte). Die Feldarmee stand zu seiner direkten Verfügung. Comes litoris Saxonici per Britanniam Befehligte die an der Nordsee- und Ärmelkanalküste (Litus saxonicum) stehenden Truppen und Flottenverbände. Dux Britanniarum Befehligte die Garnisonen an der Nordgrenze, d. h. der Hadrianswall mit seinem Hinterland (Pennines, Eburacum, Stanegatelinie) und an der Westküste von Cumbria. | Ala I Herculeae Ala I Asturum Ala II Asturum Ala Petrianae Ala Sabinianae Equites catafractarii iuniores Equites catafractariorum Equites stablesiani Equitum stablesianorum Gariannonensium Equites scutarii Aureliaci Equites Honoriani seniores Equites Syri Equites Taifali Equitum Dalmatarum Branodunensium Equites Dalmatarum Equites Crispianorum | Cohors I Vetasiorum Cohors I Cornoviorum Cohors I Frixagorum Cohors I Batavorum Cohors I Tungrorum Cohors I Asturum Cohors I Aeliae Dacorum Cohors I Hispanorum Cohors I Aeliae classicae Cohors I Morinorum Cohors II Dalmatarum Cohors II Thracum Cohors II Lingonum Cohors III Nerviorum Cohors IV Gallorum Cohors IV Lingonum Cohors VI Nerviorum | Numeri Fortensium Numeri Turnacensium Numeri Abulcorum Numeri exploratorum Numeri barcariorum Tigrisiensium Numeri Nerviorum Dictensium Numeri vigilum Numeri exploratorum Numeri directorum Numeri defensorum Numeri Solensium Numeri Pacensium Numeri Longovicanorum Numeri supervenientium (?) Petueriensium Numerus Maurorum Aurelianorum | Legio II Augusta Legio VI Victores Iuniores Britanniciani Primani iuniores Secundani iuniores Militum Tungrecanorum Cuneus Sarmatarum |

## Limites in Britannien
Die Verteidigung der römischen Herrschaft in Britannien stützte sich im Laufe der Jahrhunderte auf sieben Festungsketten:
* Aufzählung von Nord nach Süd
| Name           | Lage | Beschreibung | Karte |
| -------------- | --- | --- | ----- |
| Gask Ridge     | Diese Kastell- und Wachturmkette befand sich entlang zweier römischer Straßen im Norden Schottlands (Grafschaft Perthshire). | Vermutlich wurde sie unter den Flaviern im späten 1. Jahrhundert angelegt. Sie war eine der frühesten römischen Grenzanlagen in Britannien. Die Befestigungen dienten anfangs wohl zur Sicherung des Nachschubes für den Feldzug des Agricola, Statthalter von Britanniens um 80 n. Chr. Die Kastellkette zog sich nach bisheriger Kenntnis vom Südende des Loch Lomond (Drumquhassle bei Drymen) und Barochan am Clyde in nordöstlicher Richtung bis nach Stracathro. Sie schützten den landwirtschaftlich ertragreichen Küstenstreifen zwischen Strathallan und Strathearn und diente auch zur Aufklärung, um den Anmarsch feindlicher Stämme aus dem Westen frühzeitig erkennen zu können und zur Nachrichtenübermittlung zwischen dem Küstenstreifen und den römisch beherrschten Gebieten im Süden. Die Gask Ridge fungierte auch als Basis für weitere Vorstöße in den Nordwesten. Sechs der Kastelle war an den Stellen positioniert, wo Flüsse aus den Highlandtälern (Glens) ins Tiefland abfließen. Dadurch konnten die örtlichen Hauptverkehrswege überwacht werden. Lager und Türme wurden in Holz-Erde-Technik errichtet, waren von ein bis zwei Gräben umgeben und mit Auxiliarsoldaten belegt. In Inchtuthil entstand das am nördlichsten gelegene Legionslager Britanniens. An strategischen Positionen wie Elginhaugh und Newstead wurden zwischen dem Forth und dem Tyne wurden ebenfalls Kastelle errichtet. Bisher sind ansonsten noch drei größere Kastelle in Ardoch, Strageath und Bertha bekannt. Zwischen den Kastellen lagen zusätzlich noch kleinere Befestigungsanlagen. Insgesamt sorgten die Besatzungen von drei oder vier Kleinkastellen und 18 Wach- und Signaltürmen für eine flächendeckende Überwachung. Um Überraschungsangriffe aus den zahlreichen tief eingeschnittenen Glens der Highlands zu verhindern, war jedes von ihnen ebenfalls durch Wachtürme oder Kleinkastelle gesichert (Glen Blocker). Heute sind noch Überreste von einigen Wachturmanlagen und die eines Kleinkastells, Kaims, sichtbar. Ardoch zählt zu den besterhaltenen römischen Kastellen in Schottland. |       |
| Antoninuswall  | Diese Wallanlage sicherte die engste Stelle der Insel, den Isthmus zwischen dem Firth of Forth und der Mündung des Clyde (Central Belt). | Antoninus Pius ließ diesen Holz-Erde-Wall (vallum Antonini) zwischen 139 und 141 errichten. Er lag topographisch günstiger und mit einer Länge von 60 km (40,49 römische Meilen) war er auch wesentlich kürzer als der Hadrianswall. Im Gegensatz dazu verlängerten sich jedoch die Nachschubwege. Er bestand aus einem 3 Meter hohen Erdwall, auf 4,5 Meter breiten Steinfundament, bedeckt mit Rasensoden. Die Brustwehr bestand aus Palisaden. Im Vorfeld war in 6 Meter Entfernung vom Wall als Annäherungshindernis ein 12 Meter breiter und 4 Meter tiefer Graben angelegt. Bauinschriften berichten, dass am Bau des Walls Legionäre und Hilfstruppensoldaten beteiligt waren. Gesichert war er mit Holz-Erde-Kastellen unterschiedlicher Größe. Wachtürme in regelmäßigen Abständen zwischen den Kastellen, wie am Hadrianswall, wurden nicht eingebaut. Insgesamt sind 15 Kastelle bekannt, die mit Auxiliartruppen belegt waren. Im Vorfeld des Walls lagen noch vier Vorpostenkastelle. Die Anmarschwege im Hinterland (Central Lowlands) wurden ebenfalls durch Kastellketten gesichert. |       |
| Hadrianswall   | Die Wallzone (vallum Aelium) erstreckte sich 113 km entlang der Landenge zwischen der Mündung des Tyne im Osten und dem Solway Firth im Westen, auf dem Gebiet der römischen Provinz Britannia inferior, ab der Spätantike der Maxima Caesariensis, die den ganzen Norden Britanniens umfasste. | Laut dem Chronisten Aelius Spartianus wurde der Wall erbaut um „...die Römer von den Barbaren zu trennen“. Seine Zweck war aber primär die Aktivitäten der indigenen Stämme auf beiden Seiten des Walls zu kontrollieren, Personenbewegungen zu steuern und Abgaben auf Handelswaren zu erheben. Der Grenzwall wurde Anfang des 2. Jahrhunderts in sechsjähriger Bauzeit errichtet. An der Westküste Cumbrias entstand auf einer Länge von 40 km ein gleichartiges Sperrwerk aus Holz-Erde-Befestigungen und Palisaden, um Überfälle von Piraten abzuwehren und die Umgehung des Walls über das Meer zu verhindern. Im östlichen Teil bestand er aus einer 4,5 m hohen Steinmauer (Newcastle u.T. bis zum Fluss Irthing), im Westteil (bis Bowness o. S.) anfangs nur aus einem provisorischen Holz-Erde-Wall. Gräben an der Nord- und Südseite (vallum) markierten die militärische Sperrzone und dienten als Annäherungshindernisse. Später wurde auch der Westabschnitt in Stein ausgebaut. Im Osten verlängerte man nachträglich die Steinmauer bis nach Wallsend. Ein Abschnitt der Ostmauer wurde noch in einer Breite von 3 Metern hochgezogen (broad wall). Noch während des Aufbaues wurde sie auf 2,1 Meter reduziert (narrow wall). 17 Reiter- oder Infanteriekastelle, 80 Meilenkastelle (als befestigte Durchgänge) und 320 Wachtürme verstärkten die Grenzbefestigung. Die Meilenkastelle standen etwa 1 römische Meile voneinander entfernt. Dazwischen befanden sich jeweils zwei Wachtürme. Verbunden waren sie durch die Militärstraße, die zwischen dem südlichen Graben und der Mauer in einer für Zivilisten gesperrten Zone verlief. Wichtigster Versorgungshafen für die Wallgarnisonen war South Shields an der Mündung des Tyne. Begnügte man sich anfangs noch damit die Mannschaften in den alten Kastellen am Stanegate unterzubringen, entschloss man sich später alle Garnisonen direkt an den Wall vorzuverlegen. Einige Wallkastelle entstanden deshalb erst nach seiner Fertigstellung. Im Laufe der Zeit kamen auch noch einige Kastelle zur Vorfeldsicherung dazu. Aber auch die meisten der Stanegatekastelle blieben zur Sicherung des Nachschubs vom Militär besetzt. Die Wallbesatzungen und die der nördlichen Vorposten wurden von den Garnisonen im Bergland der Pennines unterstützt. Die dort ansässigen Briten waren längst unterworfen, deren Siedlungen von zahlreichen Kastellen umgeben, trotzdem versuchten sie sich der permanenten Kontrolle der Römer zu entziehen. Der Wall war bis ins frühe 5. Jahrhundert von römischen Truppen besetzt. |       |
| Stanegate      | Diese von Ost nach West verlaufende Straße („Steinstraße“) lag auf dem Gebiet der römischen Provinz Britannia inferior, ab der Spätantike der Maxima Caesariensis, die den ganzen Norden Britanniens umfasste.                                                                                  | Die Straße wurde im Zuge der Feldzüge des Gnaeus Iulius Agricola angelegt und in regelmäßigen Abständen durch Kastelle und Wachtürme gesichert. Sie diente anfangs als Ausgangsbasis und Versorgungsroute für seine weiteren Eroberungen in Caledonia. Sie verlief größtenteils in den Flusstälern des Tyne Irthing und Eden. Die ersten von Agricola gegründeten Kastelle am Stanegate standen noch einen Tagesmarsch voneinander entfernt. Dies wurde in der Frühzeit der römischen Okkupation noch als ausreichend angesehen. Die Kastelle von Vindolanda (Chesterholm) und Nether Denton dürften zur selben Zeit wie Coriosopitum/Coria (Corbridge) und Luguvalium (Carlisle), zwischen den 70er und 80er Jahren des 1. Jahrhunderts errichtet worden sein. Im Jahr 105 verlegte Kaiser Trajan zusätzliche Hilfstruppenkohorten an den Stanegate und zwischen Chesterholm, Carlisle und Corbridge wurden einige neue Kastelle erbaut. Damit verkürzte man die Distanz zwischen den einzelnen Lagern auf etwa einen halben Tagesmarsch. Neu gegründete Kleinkastelle sowie Wachtürme an guten Aussichtspunkten wie dem Pike Hill und auf den Walltown Crags (später Wachturm 45a Walltown des Hadrianswalls), an beiden Ufern des Irthing, verdichteten die Festungslinie noch weiter. Mit dem Bau des Hadrianswalls, 122, verlor die Stanegatelinie ihre Grenzsicherungsfunktion. Einige ihrer Kastelle und Türme wurden aufgrund ihrer günstigen Lage in den Wall einbezogen. |       |
| Fosse Way      | | Diese Straße verband das südwalisische Legionslager Isca Dumnoniorum (Exeter) mit der römischen Kolonie Lindum (Lincoln). Im 1. Jahrhundert bildete sie die Westgrenze des römischen Einflussbereichs in Britannien. Der Name der Straße leitet sich vom Lateinischen Fossa (Graben) ab. Vermutlich war neben der Straße noch zusätzlich ein Graben als Grenzmarkierung ausgehoben worden. Von einem ersten „befestigten Limes“ im klassischen Sinn konnte man in diesem Fall aber noch nicht sprechen, da man in dieser Zeit auch noch der Doktrin des „Imperiums ohne Grenzen“ (imperium sine fine) verhaftet war. |       |
| Sachsenküste   | Dieser Limesabschnitt (litus saxonicum) existierte vom späten 3. bis zum frühen 5. Jahrhundert n. Chr. Er erstreckte sich an den Küsten der Provinzen Flavia Caesariensis, Maxima Caesariensis und Britannia prima.                                                                             | Kontrolle und Überwachung der Küsten erfolgte durch eine Kette von Wach- bzw. Signaltürmen und Kastellen. Die meisten der Sachsenküstenkastelle dienten auch als Flottenstützpunkte. Die ersten Lager wurden wahrscheinlich im Auftrag des Probus erbaut. Diese Kastelle wurden später in die neue Verteidigungslinie integriert. Wann genau oder auf wessen Veranlassung ist unbekannt, möglicherweise geschah dies im Auftrag des Carausius, der weitere Signalstationen, Kastelle und befestigte Häfen ab 286 errichten ließ. Die Armee legte an exponierten Küstenbereichen und besonders an Flussmündungen neue Kastelle an, die auch in Verbindung mit den Militärlagern und befestigten Hafenstädten auf dem gallischen Festland standen. Man schätzt, dass der Aufbau dieses im Gebiet zwischen Wash und Solent liegenden Limes fast ein ganzes Jahrhundert in Anspruch nahm. Einer zeitgleichen Anlage des SK-Limes widersprechen auch die Münzfunde und Typologie der Sachsenküstenkastelle. Erst am Ende des 3. Jahrhunderts erstreckte sich entlang der Südostküste ein dichtes Netz aus teils stark befestigten Kastellen, die wegen der stetig steigenden Überfälle von Franken und Sachsen für die Verteidigung der wirtschaftlich am weitesten entwickelten Regionen Britanniens zunehmend an Bedeutung gewannen. An ihnen kann man besonders gut den Wandel von der Militärarchitektur des 2. Jahrhunderts zum wesentlich massiveren Festungsbau ab dem 3. Jahrhundert verfolgen. Besonders die im späten 3. Jahrhundert gegründeten Kastelle sind teils noch hervorragend erhalten. Einige von ihnen wurden bis ins Mittelalter als Festungen genutzt. Zwischen den Küstenkastellen und dem Nordosten gab es noch zahlreiche kleinere Stützpunkte die zur Nachrichtenübermittlung verwendet wurden. Man vermutet, dass sie nicht nur reine Kriegshäfen, sondern auch wichtige Verbindungsglieder in der Nachschublogistik der Provinztruppen waren. Die dort stationierten Einheiten konnten bei Bedarf rasch verlegt werden, da sie auf das dort gut ausgebaute Straßennetz und die Flotte zurückgreifen konnte. Ab dem frühen 5. Jahrhundert wandelten sich einige der Kastelle in zivile Oppida um. Ihre romano-britischen Bewohner wurden aber bald durch die angelsächsischen Einwanderer vertrieben oder assimiliert. Ab der Mitte des 4. Jahrhunderts n. Chr., wurde zudem eine Kette von Kleinfestungen entlang der Küste von Yorkshire (Huntcliff, Ravenscar, Goldsborough, Scarborough und Filey) errichtet. Ihr Kernwerk bestand aus einen bis zu 30 m hohen Leuchtturm, der von einer Ringmauer und einem Graben, der durch eine breite Berme von der Mauer getrennt, umgeben war. An jeder Ecke wurde zur Verstärkung der Ringmauer eine kleine Bastion errichtet. Sie wurden von der römischen Armee zur Beobachtung und Nachrichtenweitergabe mittels Feuer oder Rauchsignalen erbaut. Im späten Kaiserreich durchliefen diese Signalstationen eine ähnliche Entwicklung wie die Kastelle. |       |
| Westbritannien | Das heutige Wales und Cornwall lagen auf dem Gebiet der römischen Provinz Britannia superior, ab der Spätantike der Britannia secunda, die den ganzen Westen Britanniens umfasste. | Zur Konsolidierung ihrer Herrschaft legten die Römer hier ein dichtes Straßennetz, gesichert durch Kastelle, an. Die Besatzungsarmee für den Westen der Insel umfasste zeitweise um die 30.000 Mann, die die dort immer wieder aufflammenden Aufstände niederschlagen mussten. Das Interesse Roms an diesem rauen und gebirgigen Land war – abgesehen vom Abbau seiner Bodenschätze – nur gering, da es hier nur wenig geeignetes Ackerland zum Bebauen und -siedeln gab. Die meisten heute noch sichtbaren römischen Überreste in Wales sind daher Festungsbauten. Es sind bislang insgesamt 30 Auxiliarkastelle bekannt, die jeweils nur einen Tagesmarsch voneinander entfernt waren. Die Mehrzahl waren Holz-Erde Kastelle und nicht sehr lange belegt, da die meisten indigenen Stämme im 2. Jahrhundert ihren Widerstand gegen die römische Besetzung aufgaben. Einige wurden später in Stein neu aufgebaut. Moridunum wandelte sich in späterer Zeit zu einer Zivilsiedlung. Zwei der drei britischen Legionslager befanden sich auf walisischen Boden (Chester, Caerleon) von denen aus das Land verwaltet wurde. In ihnen waren rund 11.000 Mann stationiert. Über gut ausgebaute Straßen waren sie direkt mit den wichtigsten Hilfstruppenlagern wie z. B. Segontium (Caerhun), Canovium (Caerwent) und Moridunum (Carmarthen) verbunden. |       |

## Zeittafel
1. Jahrhundert v. Chr. bis 1. Jahrhundert n. Chr.:
- 55 v.Chr: Julius Cäsar lässt durch seine Flotte die SO-Küste Britanniens erkunden und lässt zwei Legionen anlanden.
- 54 v. Chr. Cäsar landet erneut in Britannien, zieht sich aber schon vor Jahresende wieder aufs gallische Festland zurück.
- 27 v. Chr. bis 14 n.Chr: Augustus wird erster Imperator des Reiches, obwohl seine Hofpoeten immer wieder über eine angeblich von ihm geplante Eroberung Britanniens berichten, findet diese niemals statt.
- 41 bis 54 n.Chr: Regierungszeit des Claudius.
- 43 n.Chr: Claudius entsendet eine Invasionsstreitmacht nach Britannien, die innerhalb weniger Jahre den Südosten Britanniens unter ihre Kontrolle bringt. Viele der einheimischen Stämme heißen die Römer willkommen und kooperieren mit ihnen. Andere, besonders im Westen und Norden der Insel, leisten heftigen Widerstand, können sich aber nicht einigen und werden daher nach und nach unterworfen.
- 54 bis 68 n.Chr: Regierungszeit des Nero.
- 60 bis 61 n. Chr.: Ausbruch und blutige Niederschlagung des Boudiacaaufstandes, danach findet im Süden der Insel keine Revolte gegen die römische Herrschaft mehr statt.
- 72 bis 73 n. Chr.: Gründung des Kastells von Luguvalium (Carlisle), es dient als Basis für die Eroberung des nördlichen Britanniens.
- 78 bis 84 n. Chr.: Statthalterschaft Agricolas und Vordringen der Römer in den Norden der Insel. Agricola besiegt eine Koalition der nördlichen Stämme in der Schlacht am Mons Graupius, danach Gründung von Kastellen bzw. Wachtürmen an der SO-Küste Schottlands (Gask Ridge), nördlich der Forth-Linie und eines Legionslagers in Inchtuthil.
- 86 bis 87 n. Chr.: Aufgabe der Kastelle in Schottland und Reduzierung der britischen Legionen von vier auf drei.

2. Jahrhundert n. Chr.:
- 98 bis 117 n. Chr.: Regierungszeit des Trajan, Kriege mit den Nachbarvölkern der Römer finden hauptsächlich an der Donaugrenze und im Osten statt. Was in dieser Zeit in Britannien geschah, ist größtenteils unklar, vermutlich wurde eine weitere Legion von der Insel abgezogen und die verbliebene Besatzung war immer wieder in kleinere Auseinandersetzungen mit den Stämmen im Norden verwickelt.
- 117 bis 138 n. Chr.: Regierungszeit des Hadrian, er gibt einige von Trajan eroberte Territorien im Osten wieder auf. Danach bereist er alle römischen Provinzen, ordnet dort zahlreiche Reformen und lässt die bestehenden Grenzen durch einen Limes sichern. Zur gleichen Zeit brechen wieder Unruhen an der Nordgrenze Britanniens aus, die die gesamte Herrschaftsperiode Hadrians hindurch andauern werden.
- 122 n. Chr.: Hadrian besucht Britannien, die Legio VI Victrix wird dauerhaft auf der Insel stationiert und der Bau des Hadrianswalls (Vallum Aelium) zum Schutz der Nordgrenze angeordnet.
- 138 bis 161 n. Chr.: Regierungszeit des Antoninus Pius; in der frühen Phase seiner Herrschaft bricht vermutlich wieder ein Krieg mit den nordbritischen Stämmen aus. Als Konsequenz daraus gibt der Kaiser den Hadrianswall auf, marschiert in den Lowlands ein und lässt weiter nördlich, an der Linie Forth-Clyde, eine neue Grenzsperre, den Antoninuswall (Vallum Antonini), errichten.
- 158 n. Chr.: Nachweis von umfangreichen Renovierungsarbeiten am Hadrianswall. Der Antoninuswall wird entweder schon in der späten Herrschaftsperiode des Antoninus Pius – oder erst auf den Befehl seines Nachfolgers Marc Aurel (um 163) – aufgegeben und die Grenztruppen wieder zum Hadrianswall zurückgezogen.
- 161 bis 180 n. Chr.: Regierungszeit des Marc Aurel, schwere Kämpfe mit Barbarenstämmen an der Donaugrenze und Ausbruch der Antoninischen Pest. Auch in Britannien brechen wieder Unruhen aus.
- 180 bis 192 n. Chr.: Regierungszeit des Commodus, Barbareneinfall in Nordbritannien, bei dem auch einer der Legionslegaten getötet wird. Eine Münzemission von 184 feiert den Sieg über die Invasoren.

3. Jahrhundert n. Chr.:
- 197 bis 211 n. Chr.: Regierungszeit des Septimius Severus, der als Sieger aus einem Bürgerkrieg hervorgeht, im Zuge dessen auch sein größter Widersacher, der Statthalter Britanniens Clodius Albinus, in der Schlacht von Lugdunum getötet wird. Danach erneut schwere Unruhen in Nordbritannien.
- 208 bis 211 n. Chr.: Landung des Severus in Britannien und anschließender verlustreicher Feldzug gegen die Pikten und Caledonen. 211 stirbt der Kaiser in Eburacum (York). Nach Friedensschluss mit den nördlichen Stämmen durch seinen Nachfolger Caracalla scheint sich die Lage in Britannien wieder weitgehend beruhigt zu haben.
- 260 bis 269 n. Chr.: Britannien schließt sich dem Gallischen Sonderreich unter dem Usurpator Postumus an.
- 287 bis 296 n. Chr. Usurpation und Gründung eines kurzlebigen gallisch-britischen Sonderreiches durch Carausius und Allectus.
- 296 bis 305 n.Chr: Erneute Konsolidierung der römischen Herrschaft und Bekämpfung der nordbritischen Stämme durch den Cäsar des Westens Constantius I. Er stirbt 305 in Eburacum, die Armee ruft daraufhin seinen Sohn Konstantin zum Nachfolger im Westen aus.
- Spätes 3. Jahrhundert n. Chr.: Etablierung des Litus Saxonicum (Sachsenküste) im SO Britanniens.

4. Jahrhundert n. Chr.:
- 314 n. Chr.: Konstantin nimmt den Titel Britannicus Maximus an, was auf einen Sieg in einem größeren Krieg mit den nordbritischen Stämmen hindeutet.
- 360 n. Chr.: Abwehrkämpfe gegen Pikten und Skoten.
- 367 n. Chr.: Gemeinsamer Einfall der Pikten, Skoten und Atticoten in die britischen Provinzen. Ein großer Teil der römischen Aufklärungseinheiten macht dabei gemeinsame Sache mit den Barbaren. Bei den Kämpfen wird auch einer der Befehlshaber der Provinzarmee getötet. Stabilisierung der Lage durch den Comes Flavius Theodosius.
- 382 n. Chr.: Wiederherstellung der römischen Herrschaft unter Magnus Maximus. Maximus lässt sich zum Kaiser aufrufen und zieht große Teile seiner Armee zur Durchsetzung seines Herrschaftsanspruches aus Britannien ab.

5. Jahrhundert n. Chr.:
- Frühes 5. Jahrhundert n. Chr.: Der Norden und der Litus Saxonicum werden in der Notitia Dignitatum als eigene Militärsprengel, befehligt von einem Comes Litoris Saxonici und einem Dux Britanniarium, angeführt. Befehlshaber der Feldarmee ist der ranghöchste Militär der britischen Provinzen, der Comes Britanniarum.
- 402 bis 410 n. Chr.: Ende der römischen Herrschaft über Britannien nach vollständigen Abzug der Feldarmee unter dem Usurpator Konstantin III.